# Collégiale Notre-Dame de Vitry-le-François
Pour les articles homonymes, voir Collégiale Notre-Dame et Notre-Dame.
La collégiale Notre-Dame de Vitry-le-François  est une ancienne collégiale située sur la Place d'Armes, à Vitry-le-François, dans le département de la Marne fut construite au XVIIe siècle, dans la ville fondée en 1545 par François Ier, qui lui donna son nom et ses armes, après la destruction totale par Charles Quint de l'ancienne place forte médiévale de Vitry-en-Perthois, déjà partiellement démantelée au XIIIe siècle.
La collégiale fait l’objet d’un classement au titre des monuments historiques depuis le 13 septembre 1920.

## Historique
La première pierre de la collégiale Notre-Dame, à structure identique à celle des grandes cathédrales, fut posée en 1629, et ne fut terminée qu'en 1898 (abside et déambulatoire, grâce au don du comte de Felcourt). Sa façade à deux tours et l'intérieur sont de style classique. La collégiale possède un riche mobilier dont une grande partie est classée. Pendant la Première Guerre mondiale, le bâtiment est réquisitionné pour servir d'hôpital ; les salles d'opération dans des chapelles et les malades sur des lits de paille dans les allées.

### Mobilier
Grandes orgues classées provenant de l'abbaye de Trois-Fontaines, maître autel de 1716 provenant de l'abbaye Saint-Denis de Reims, chaire par Remy Drappier de 1712.
Les cloches de l'horloge, du XVIe et du XVIIe siècle, sont de P. Aubry, Evraro et de Le Roy Jérémy. Ces cloches sont présentes dans une chapelle latérale contenant les fonts baptismaux et qui est fermée par une grille du XVIIIe siècle qui est classée.
La chaire à prêcher du XVIIIe siècle qui est l'œuvre de Remy Drapier ébéniste à Wassy. Les bancs d'œuvre du XVIIIe siècle qui forment un groupe avec la Croix et le tableau du Sermont sur la Montagne de Boizot.

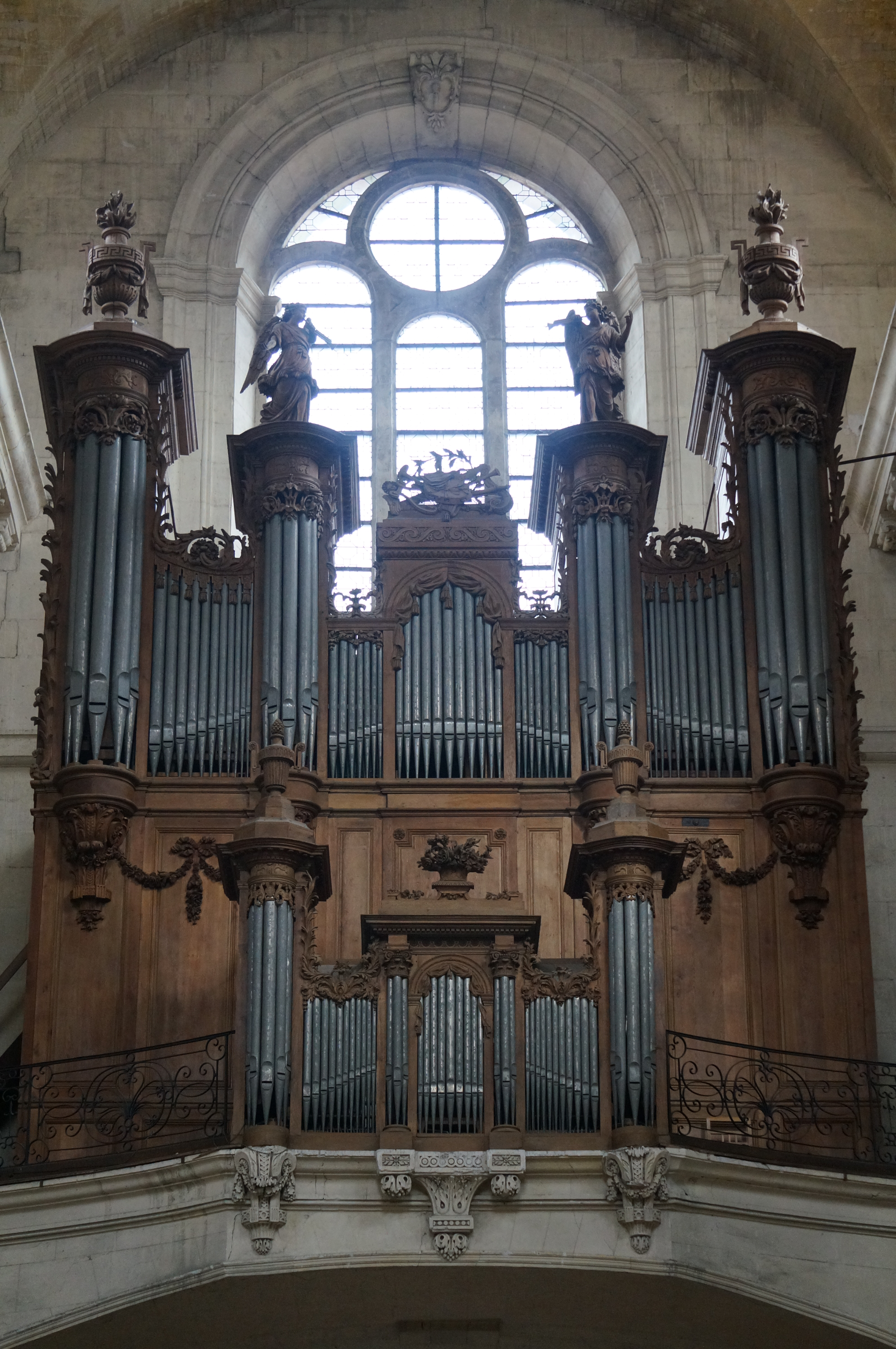
Orgues de tribune classées.
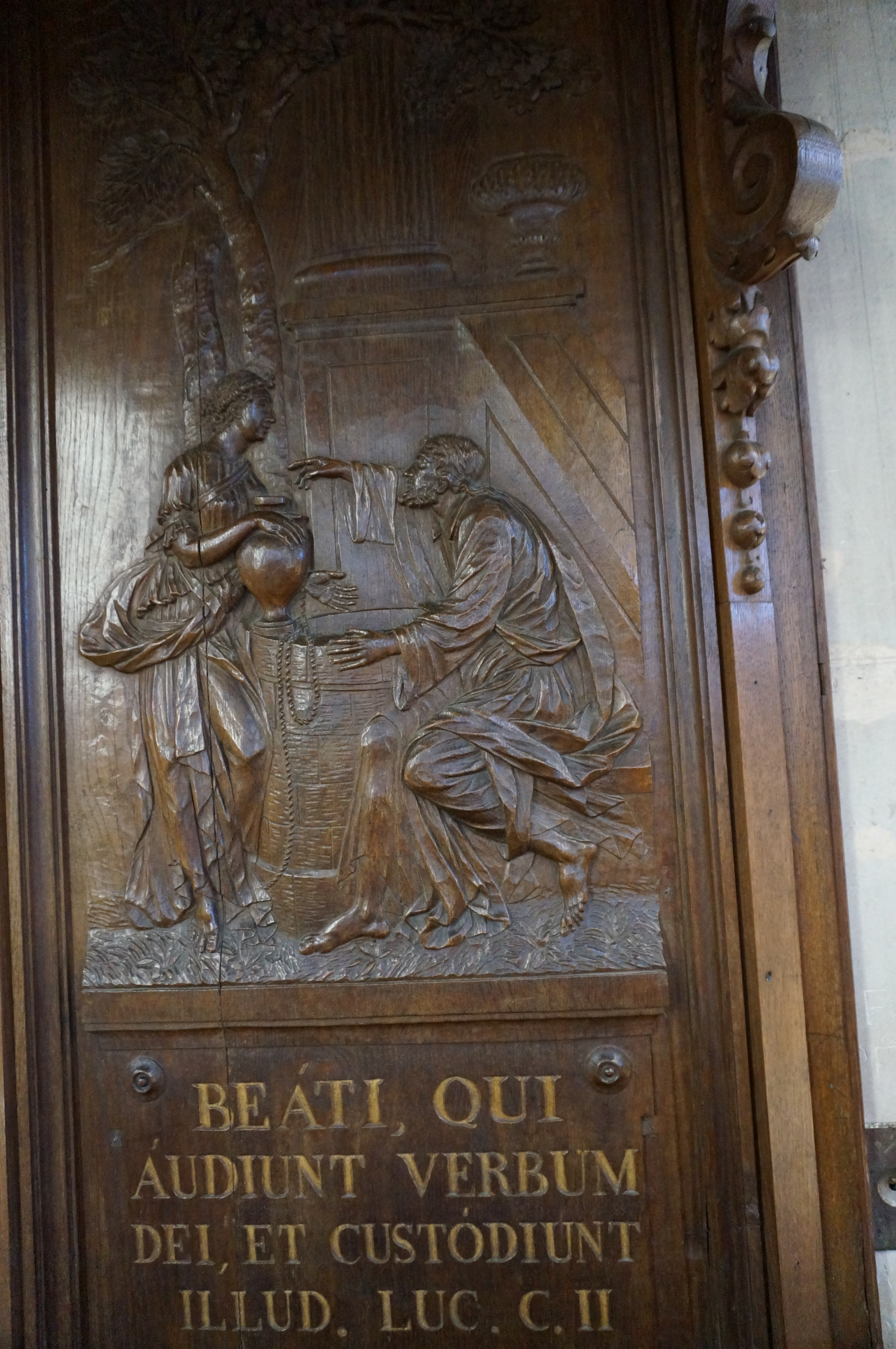
chaire classée.
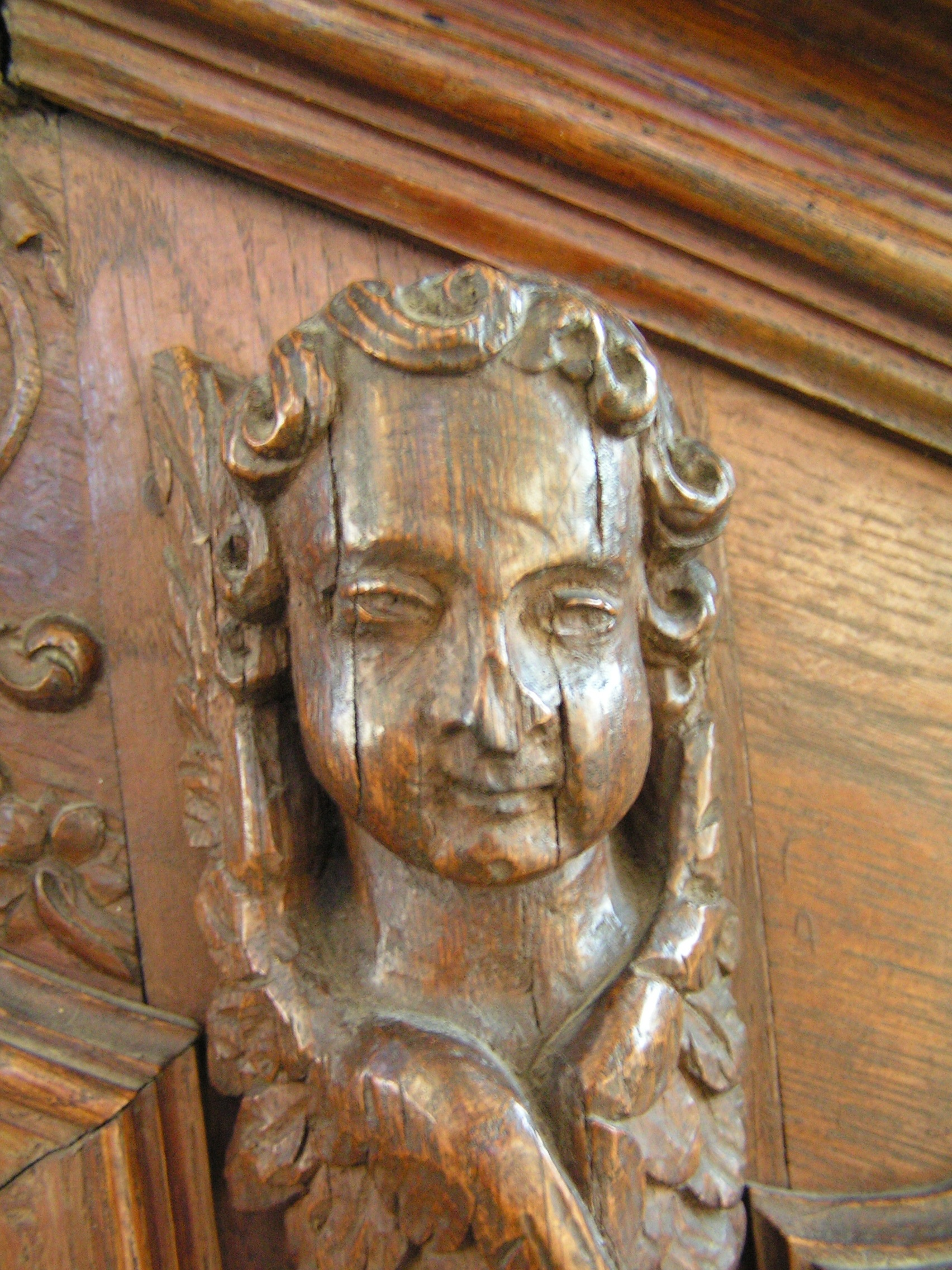
Détail chaire.
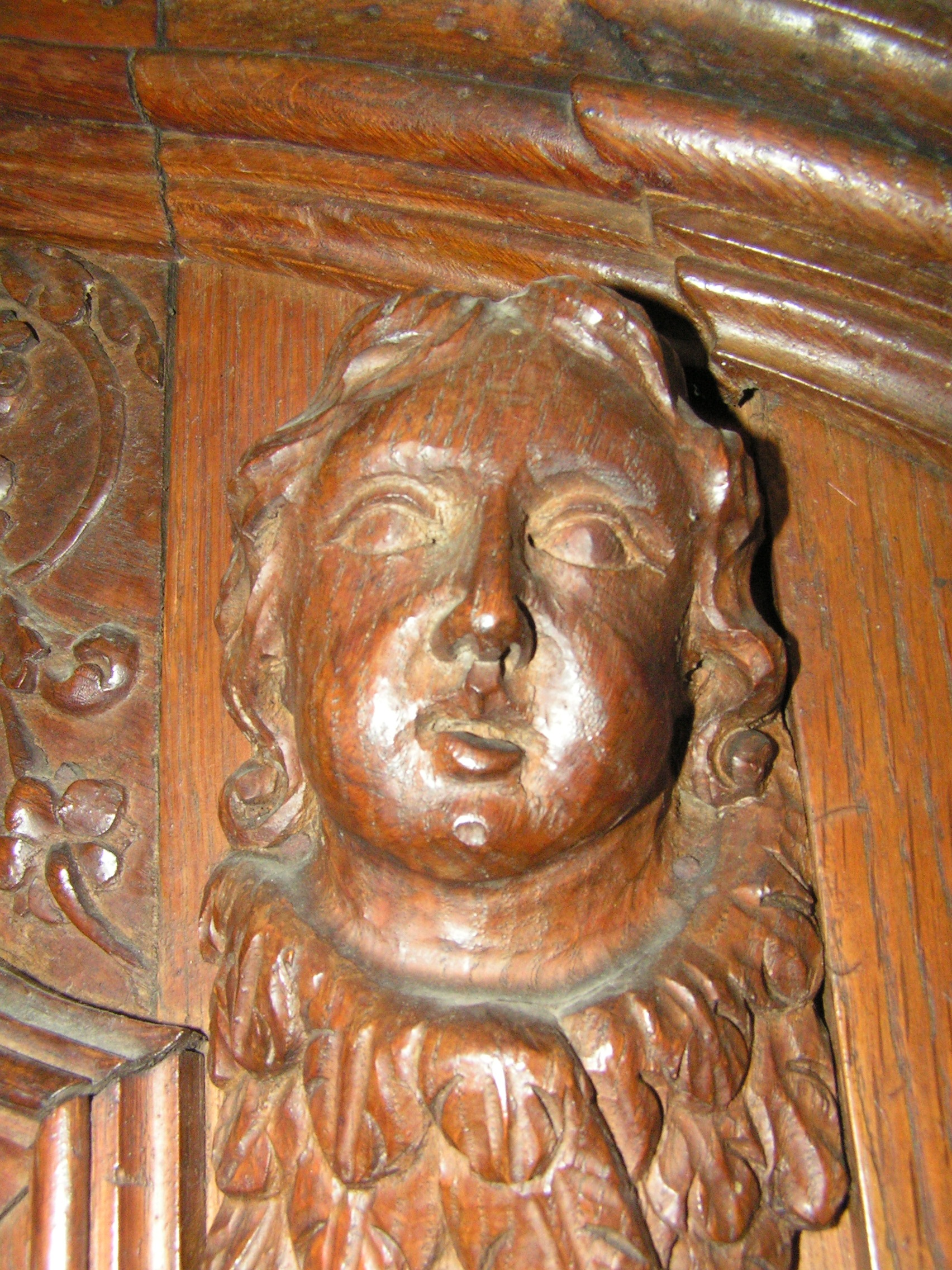
Détail chaire.
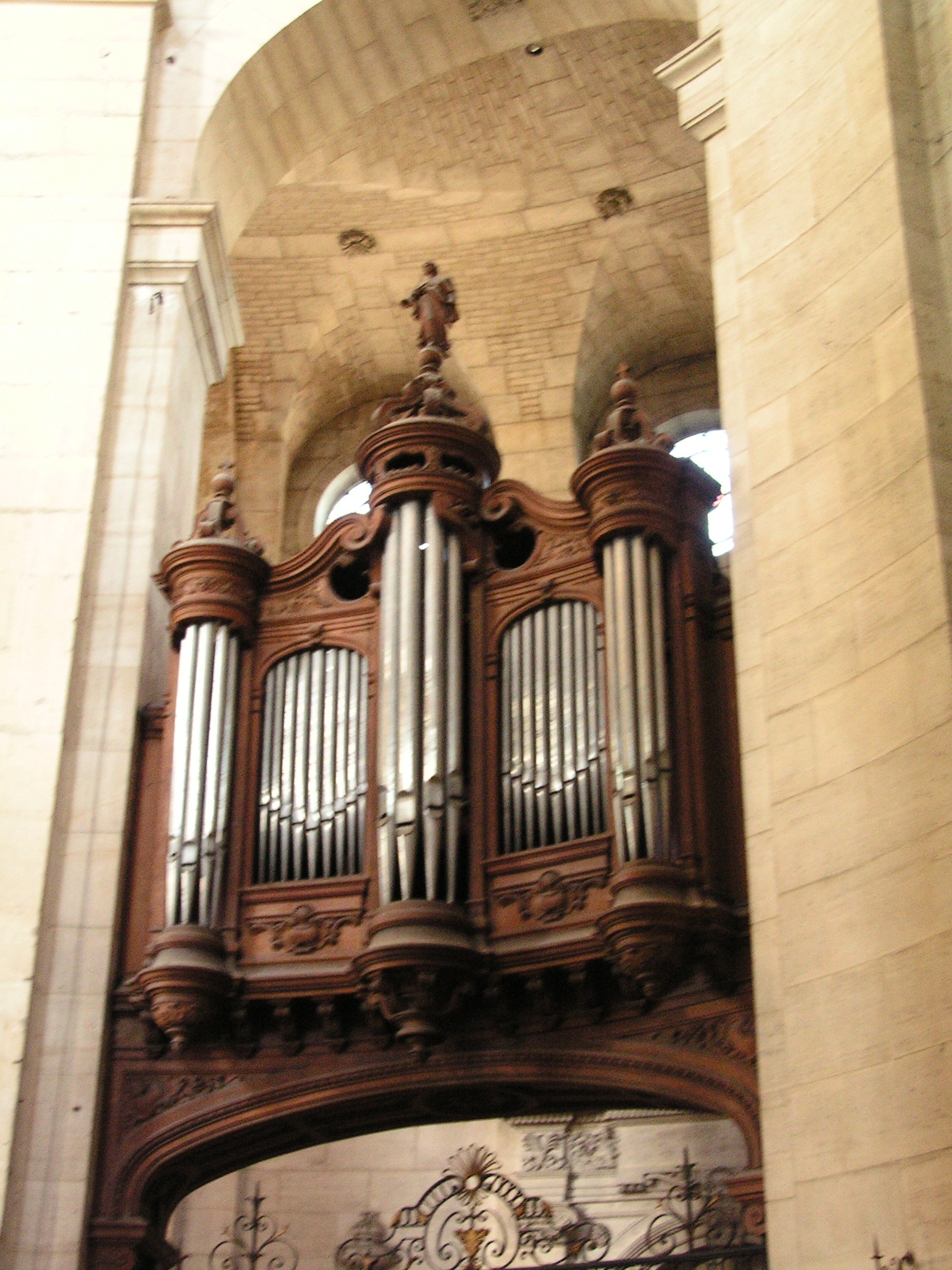
Orgue nord dans le Chœur.
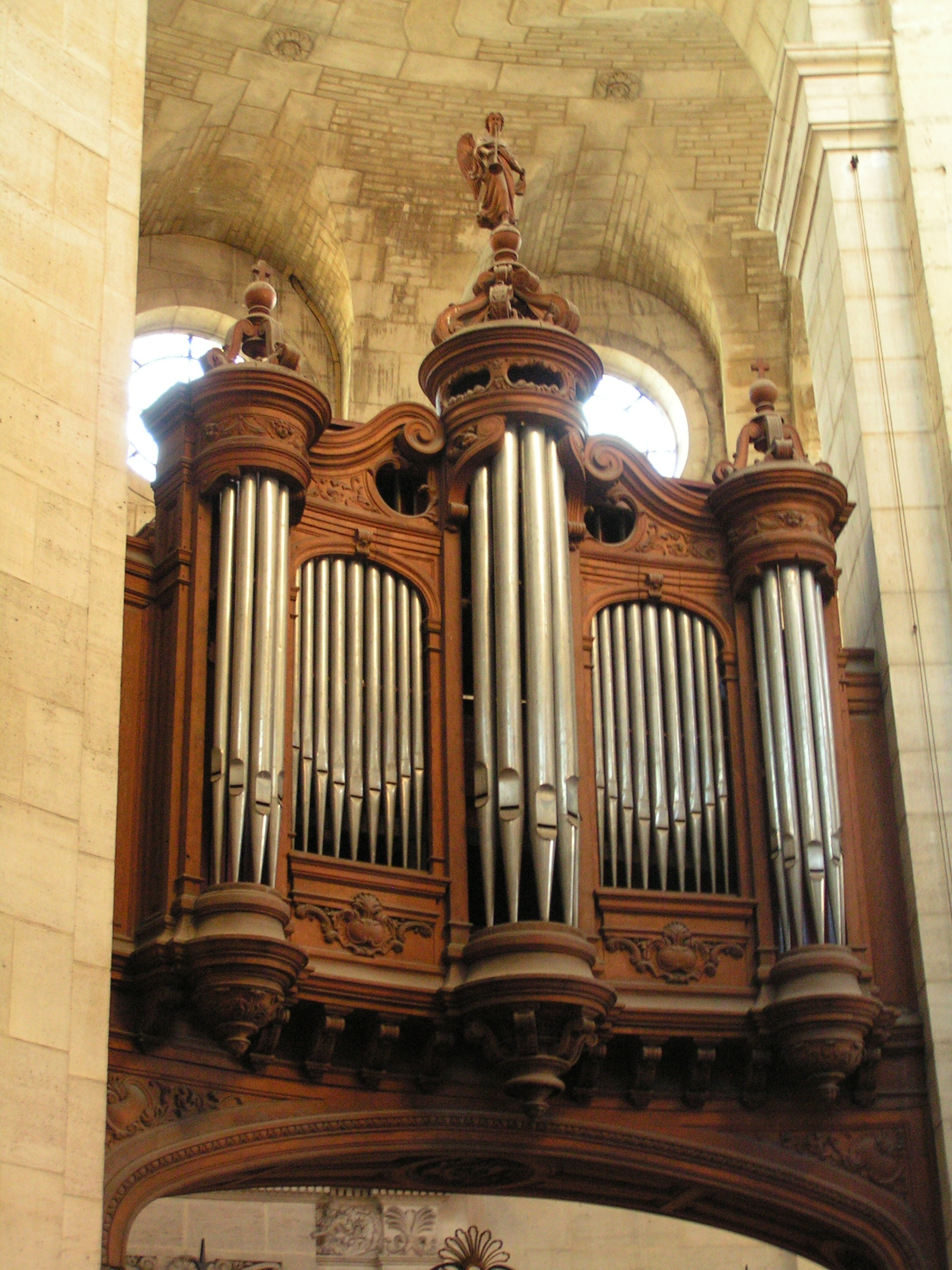
Orgue sud dans le Chœur.
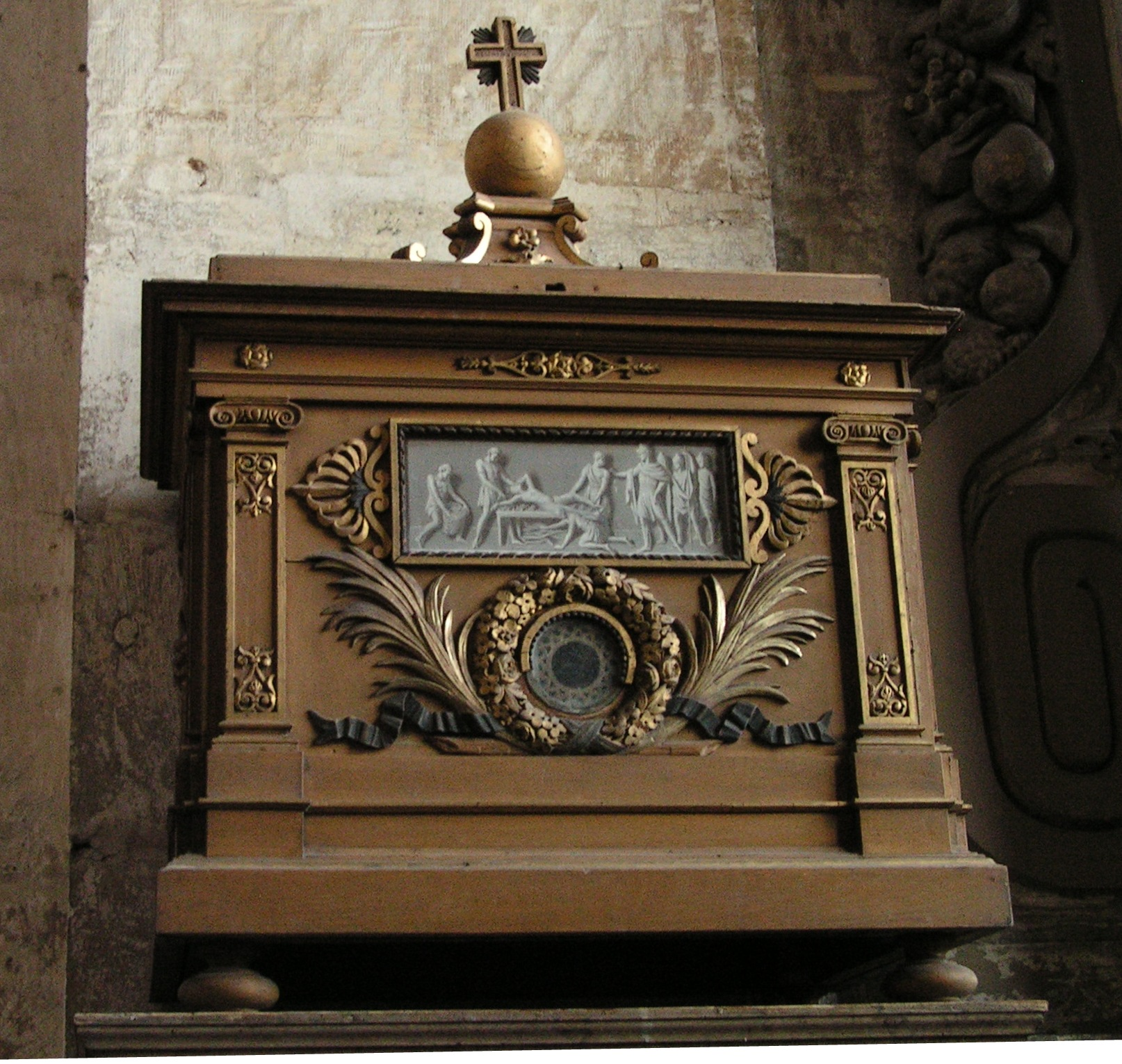
Coffre.
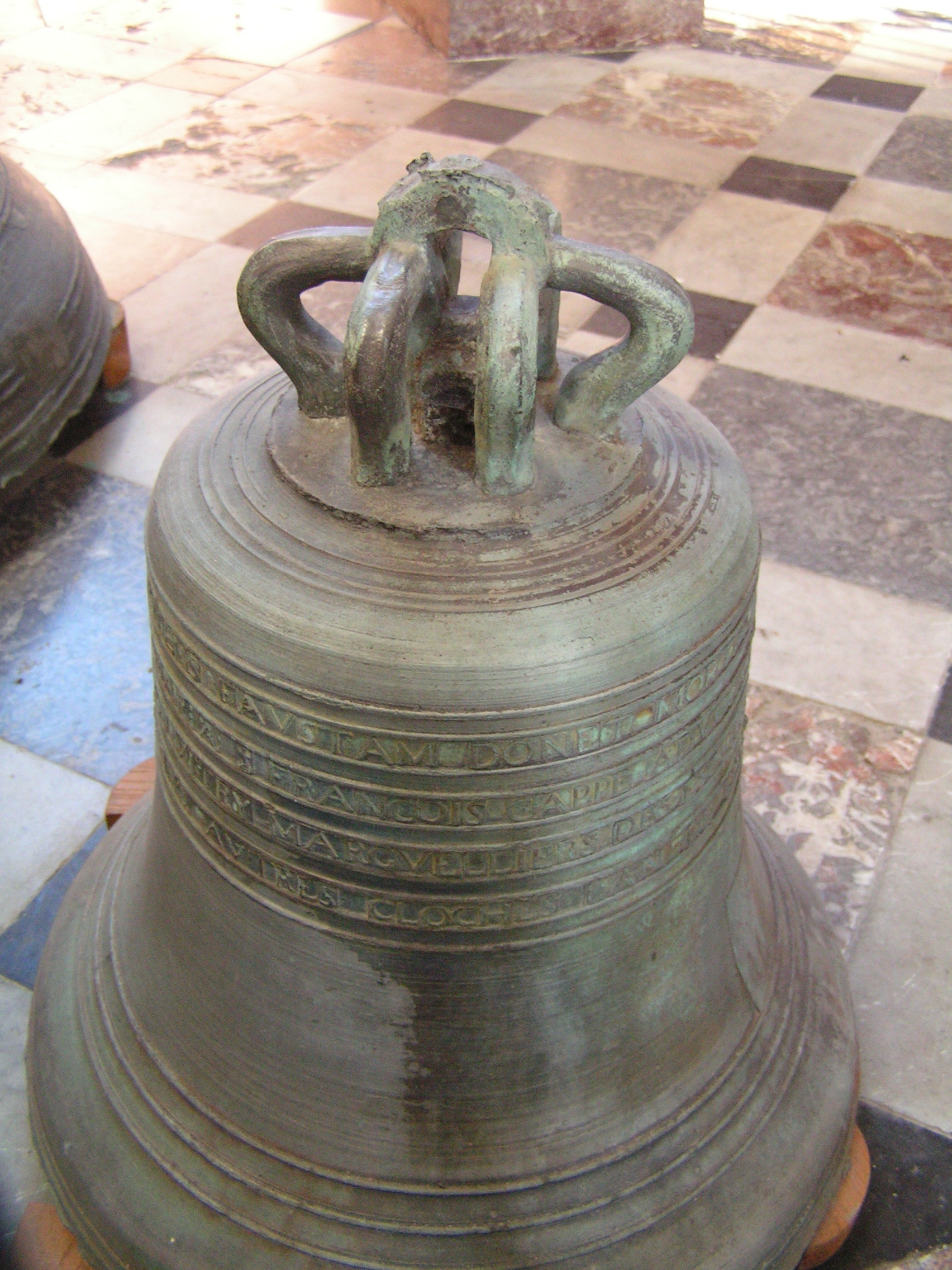
Cloche du XVIe siècle.
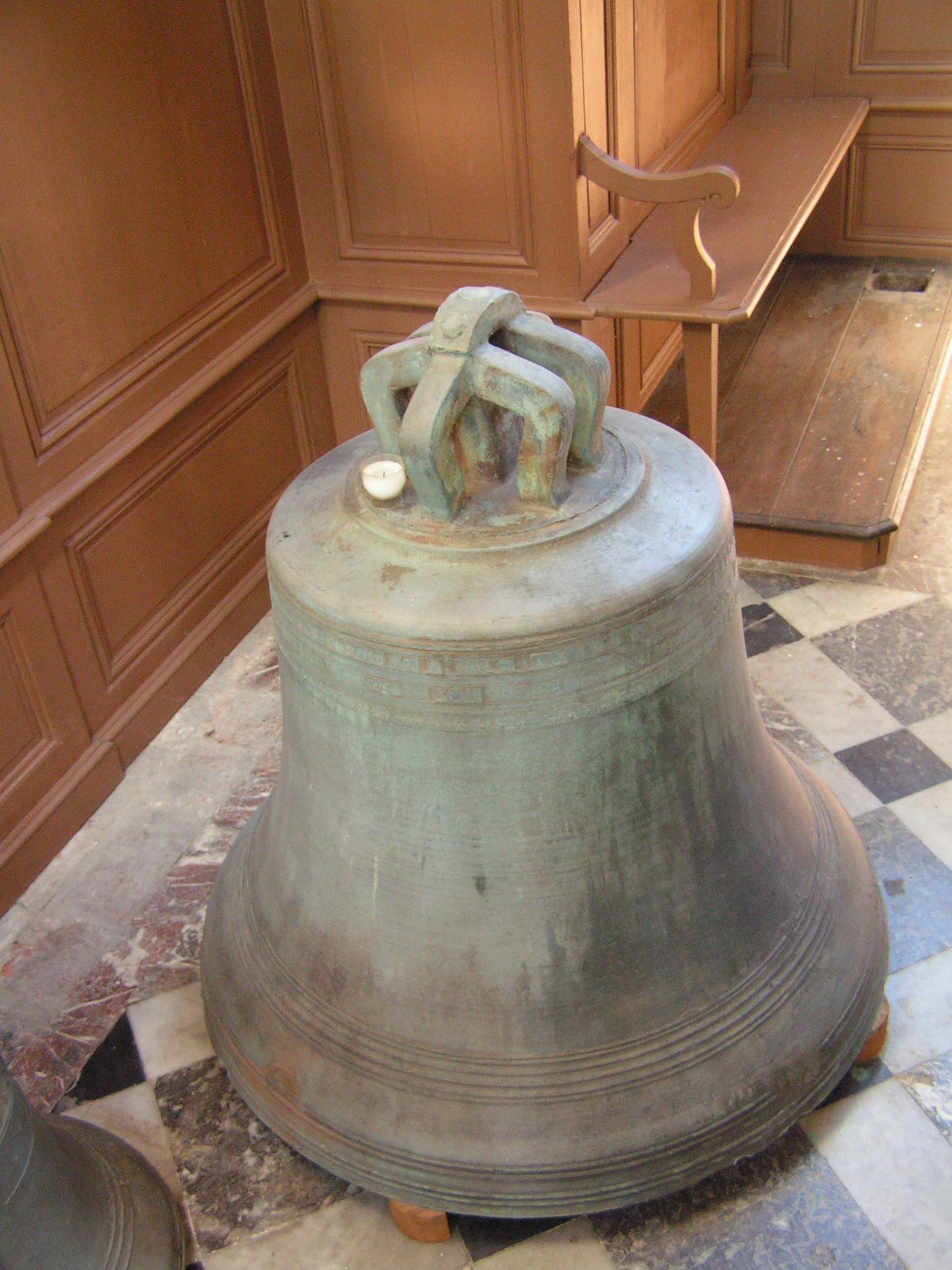
Cloche du XVIIe siècle.
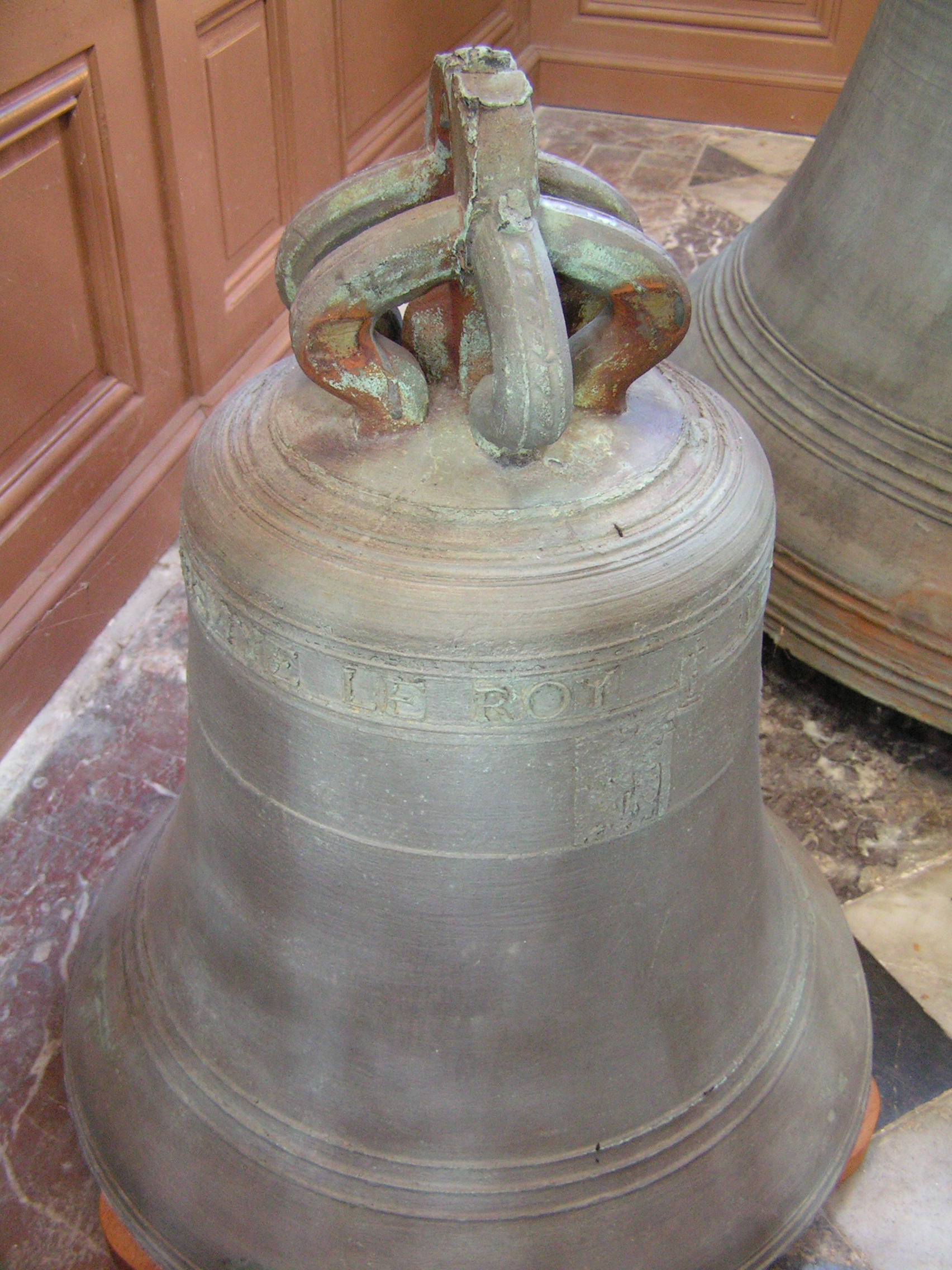
Cloche du XVIIe siècle.
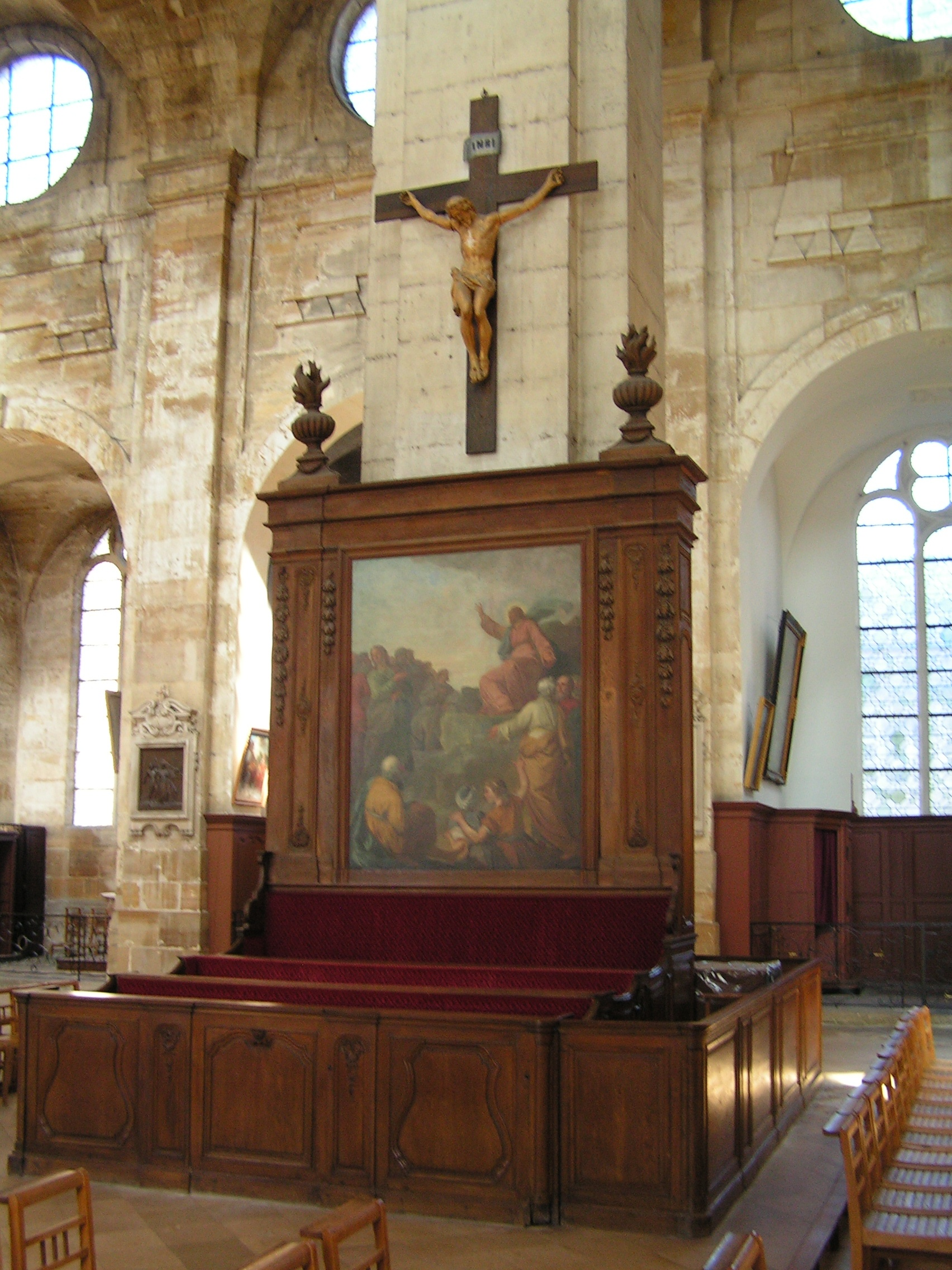
Banc d'œuvre.

### Peintures
Beau tableau de Frère Luc : Saint François intégré dans un retable du XVIIe siècle, dans une chapelle dédiée à Sainte Geneviève, plusieurs représentations dont une est incluse dans le retable du XVIIIe siècle. Une crucifixion par Restout de 1737.

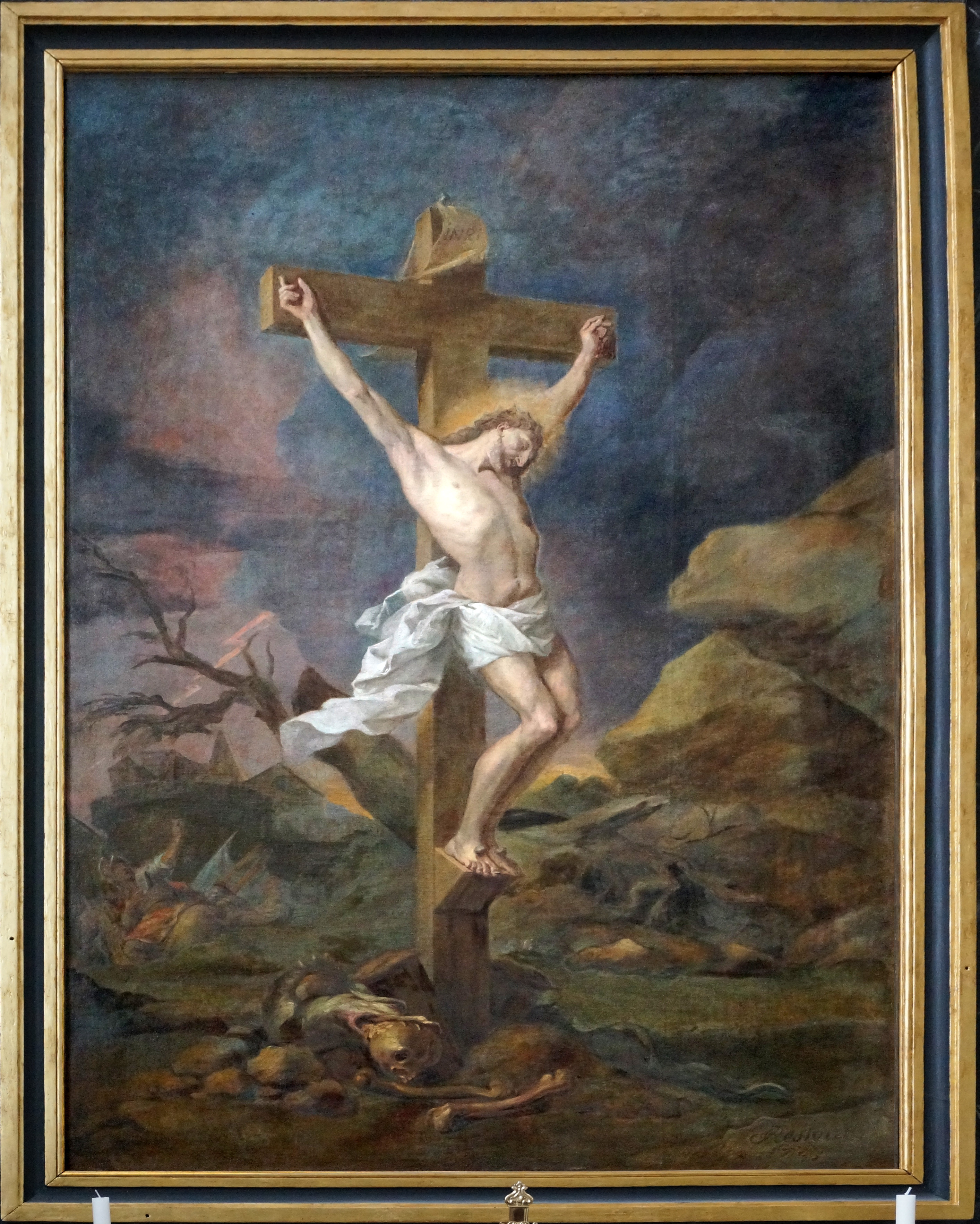
Crucifixion.
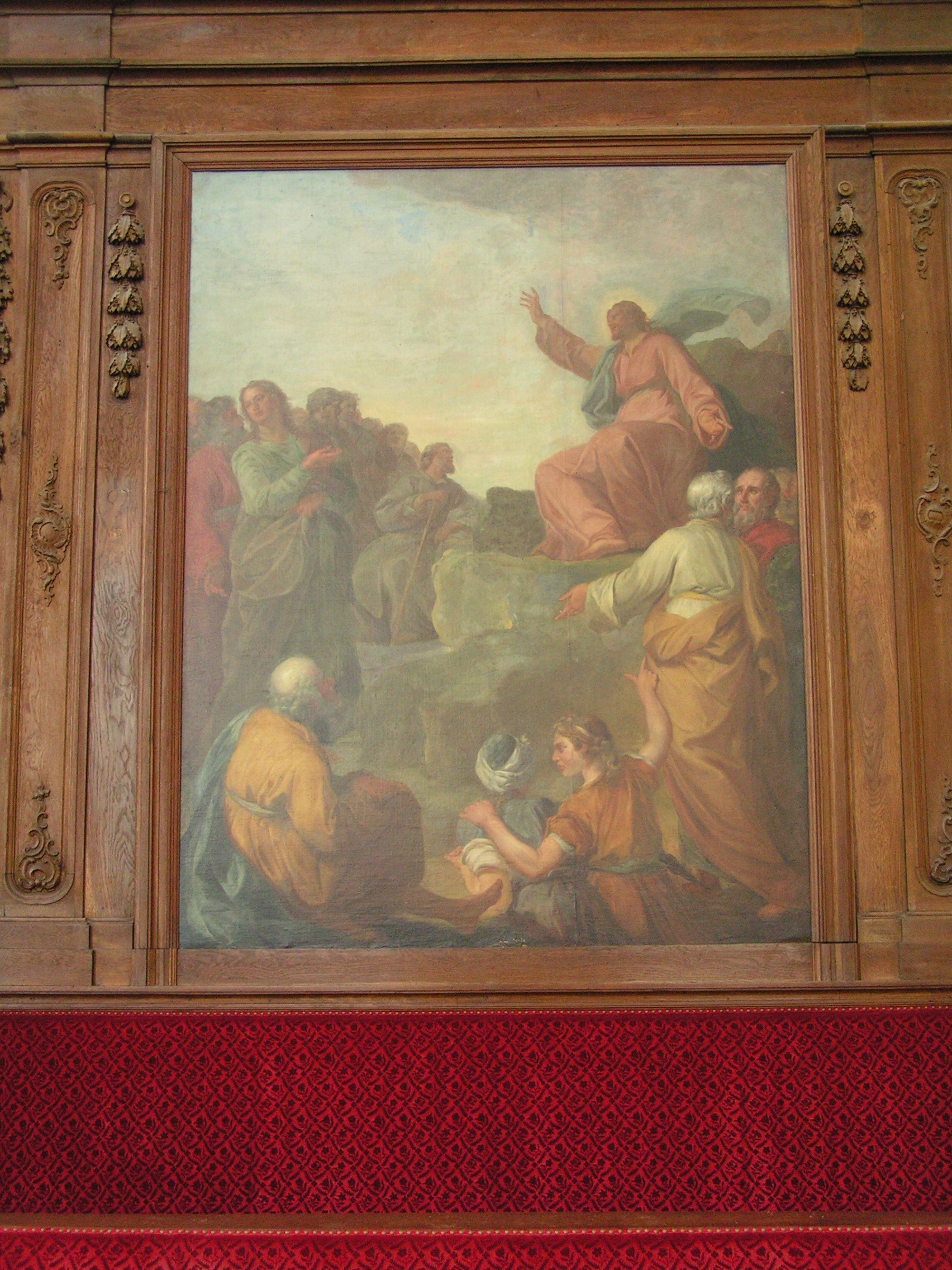
Tableau.
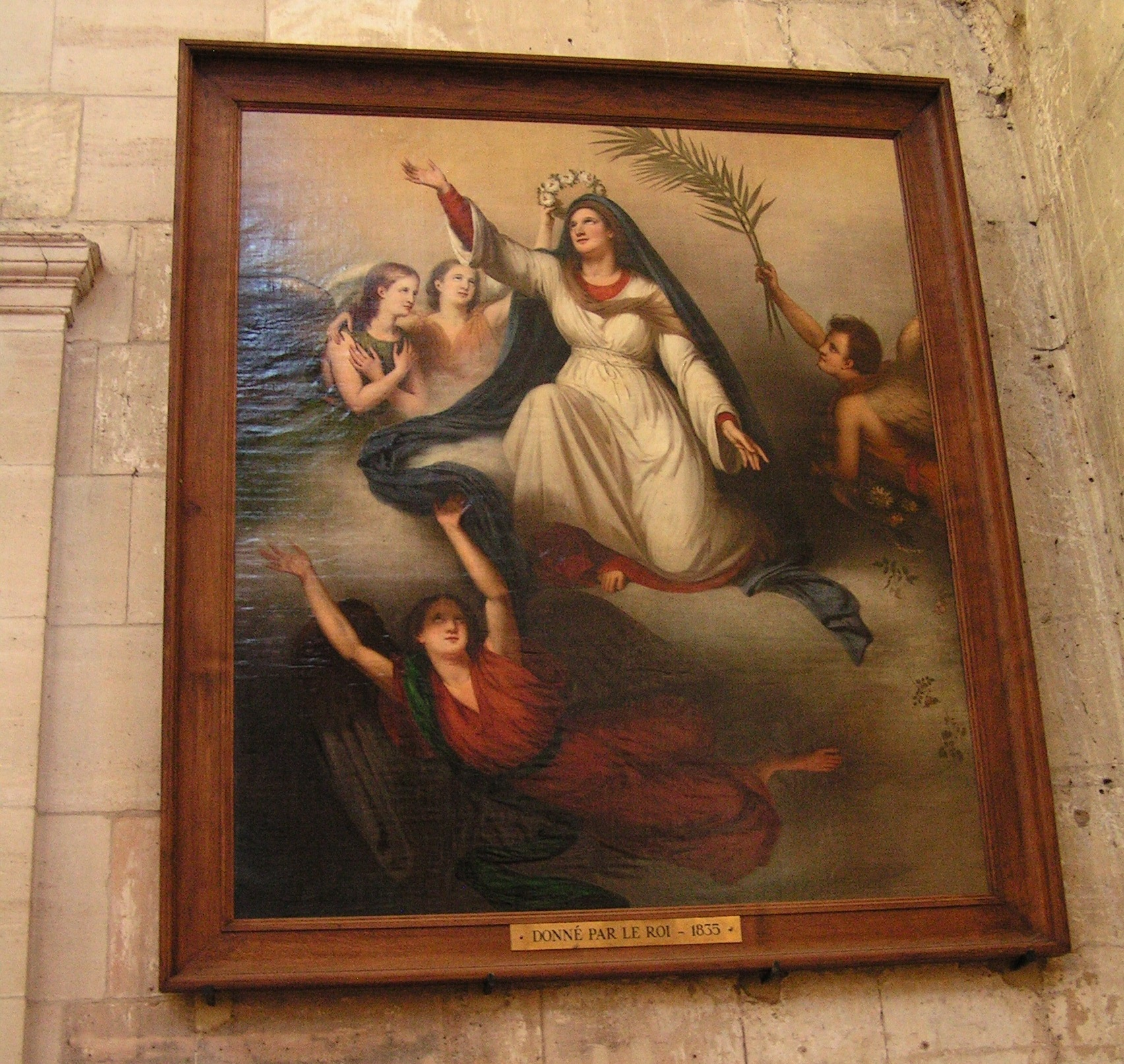
Tableau.
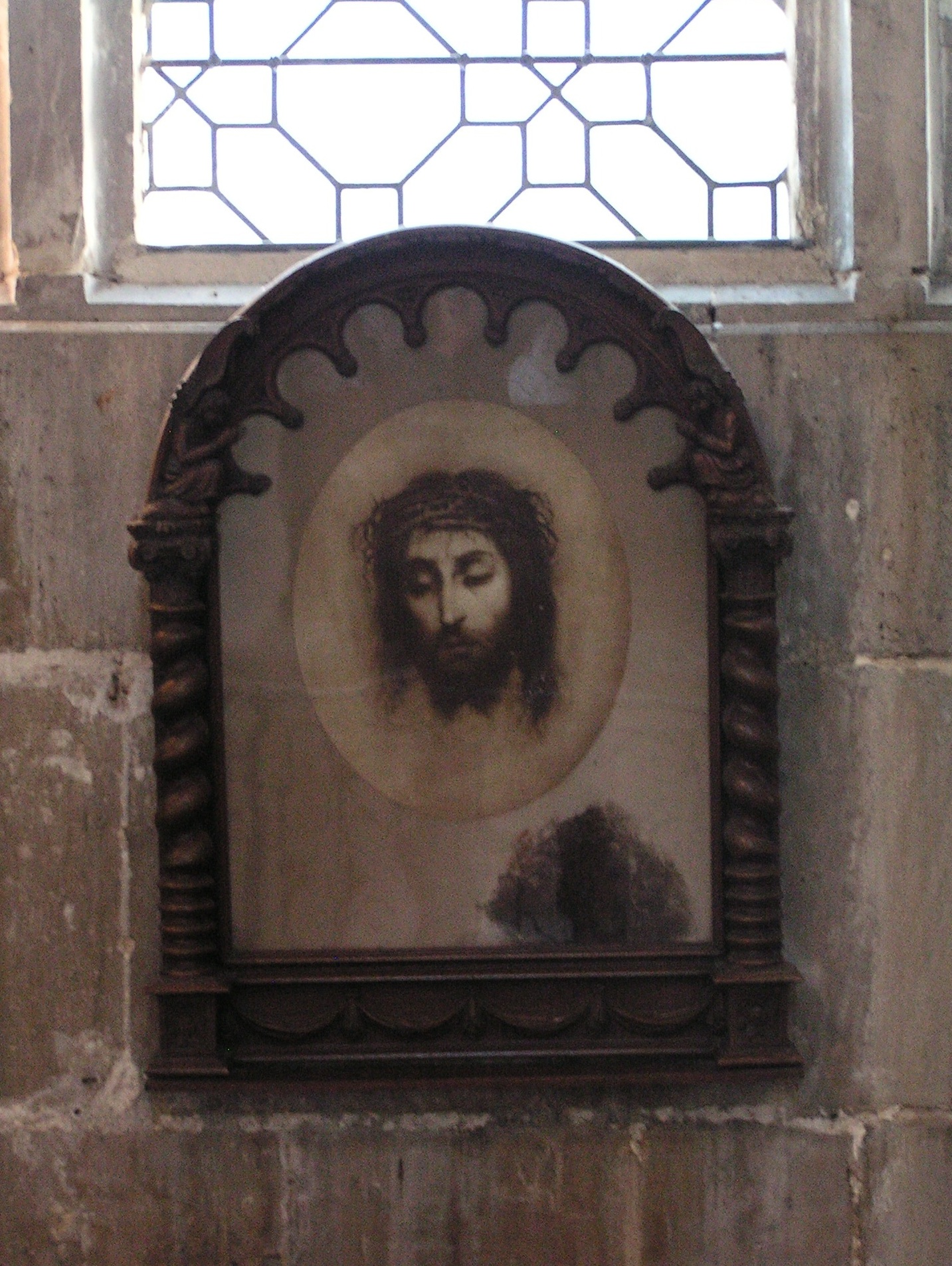
Le Christ.
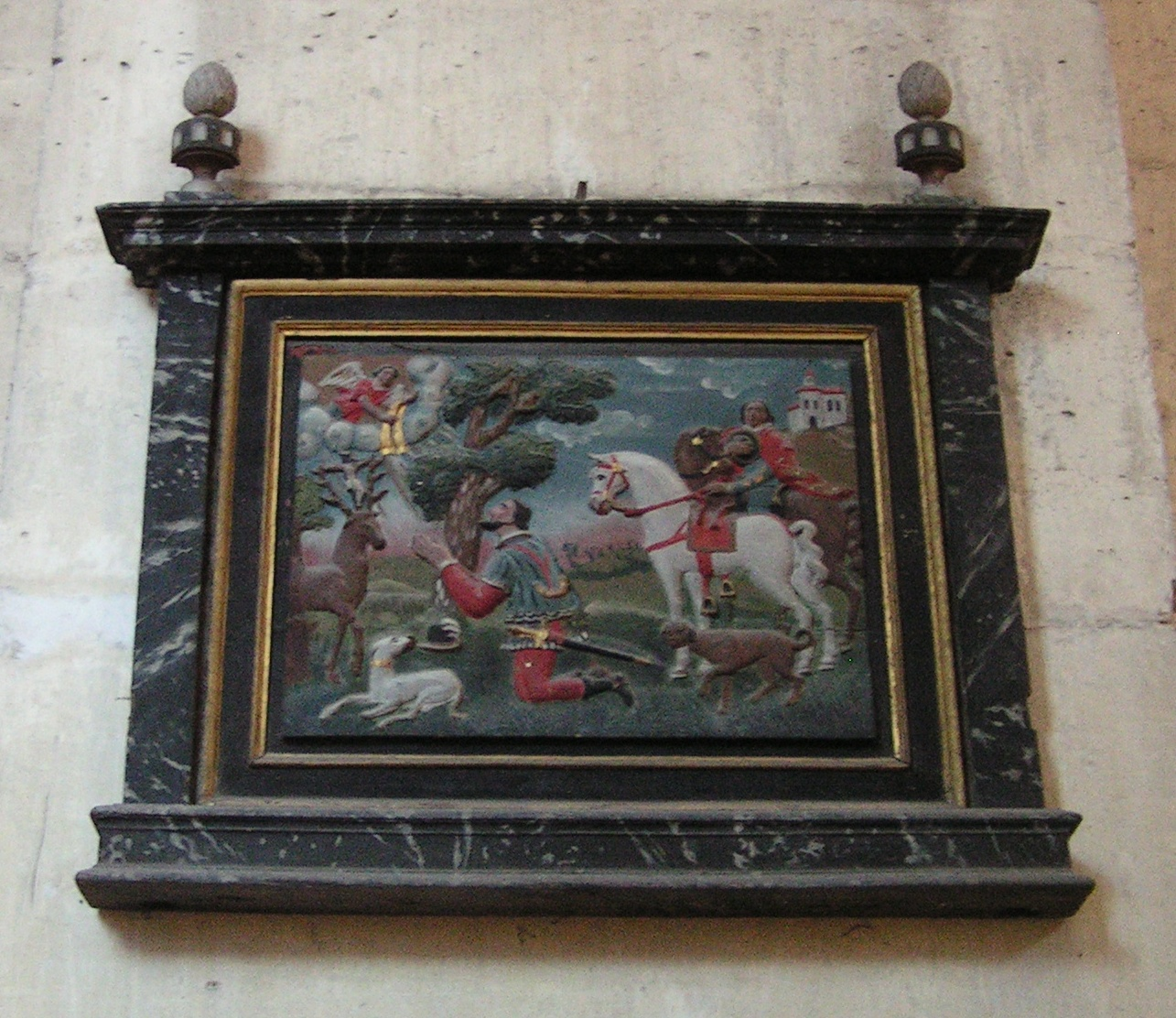
Tableau peint sur bois.
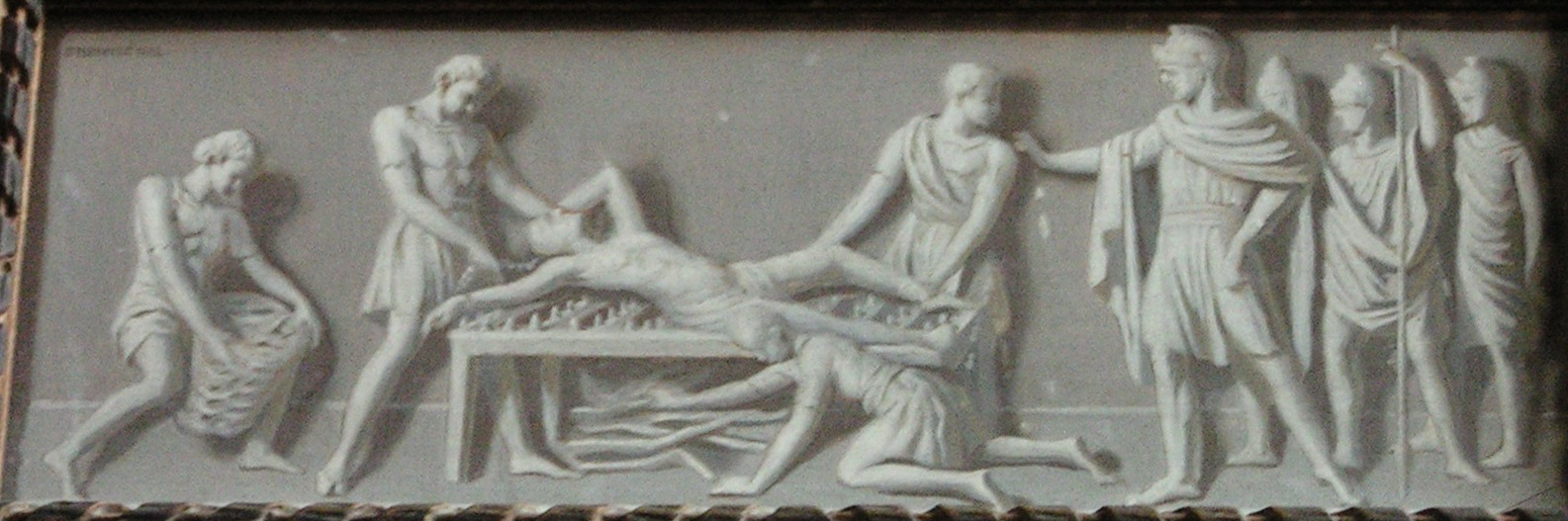
Peinture sur un coffre.
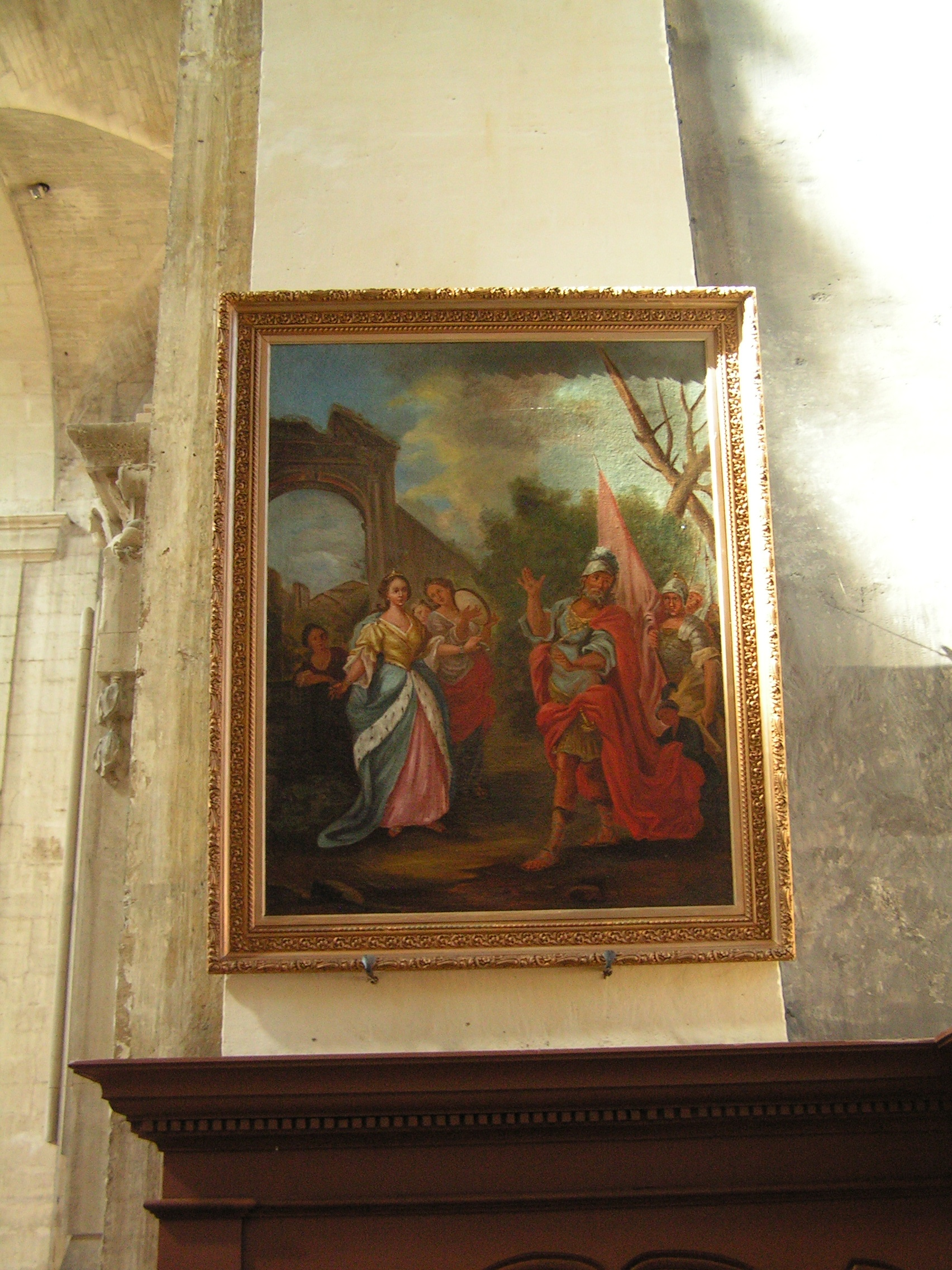
Le Vœu de Jephté.
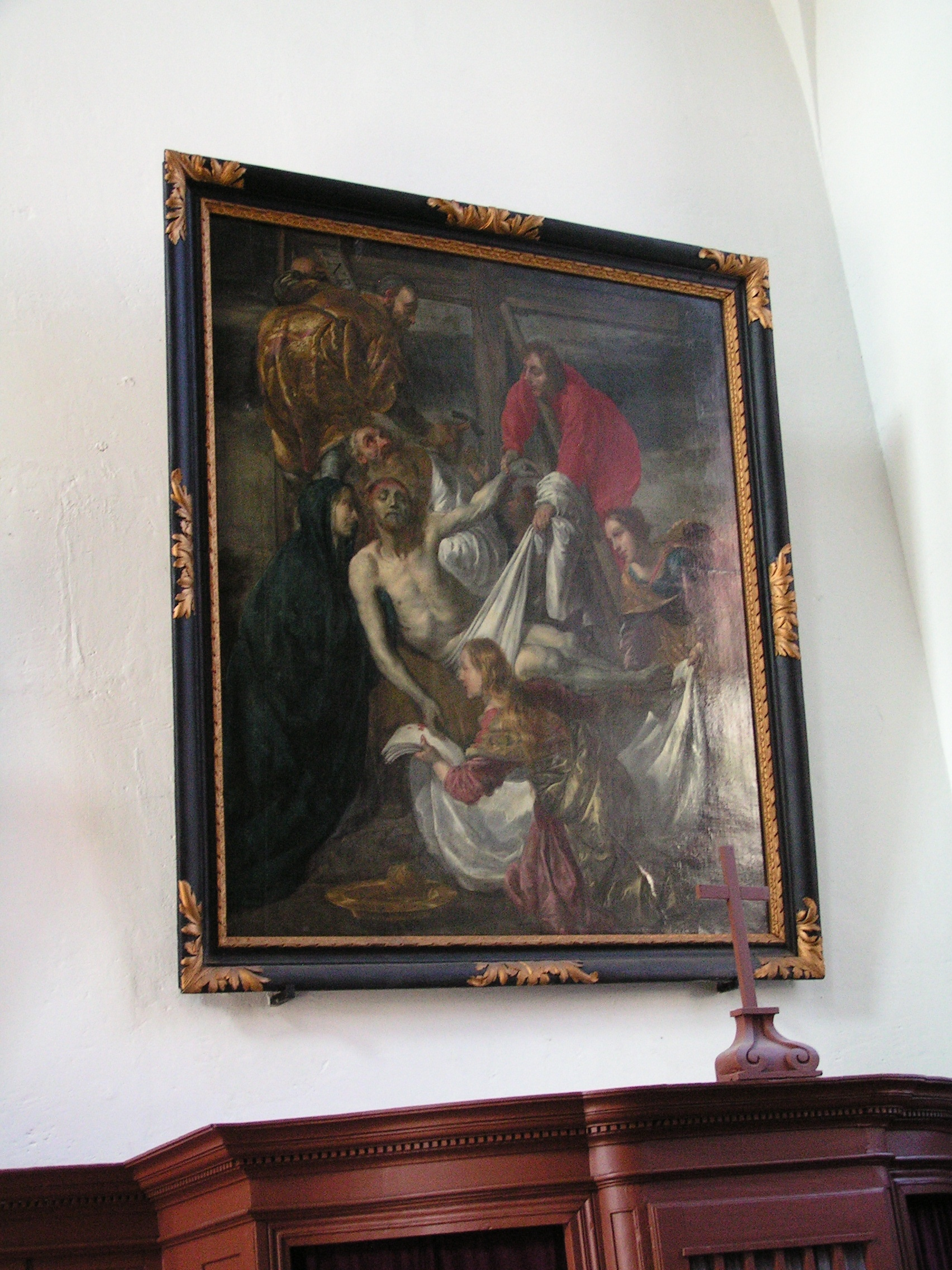
Descente de Croix.
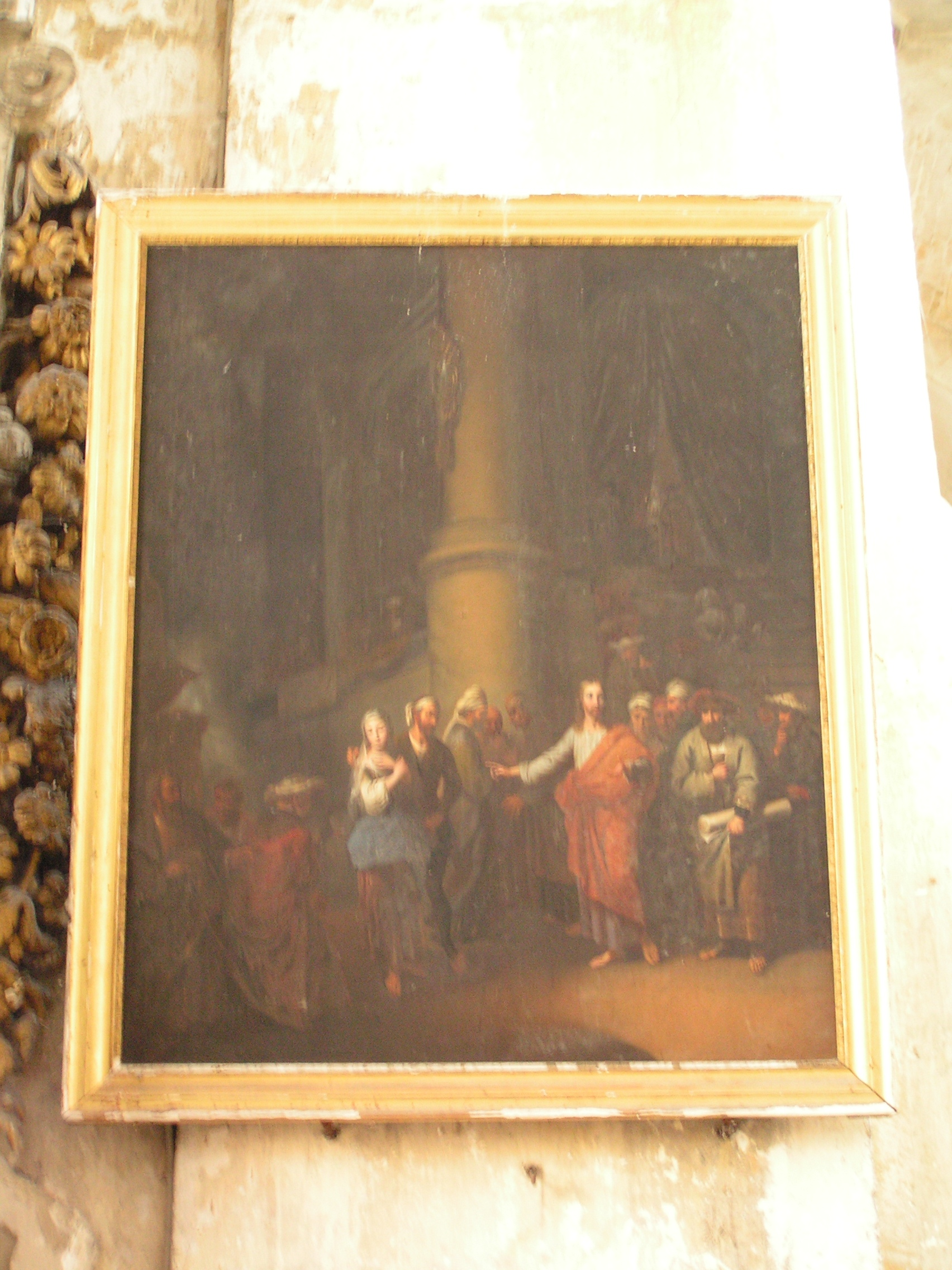
Tableau.
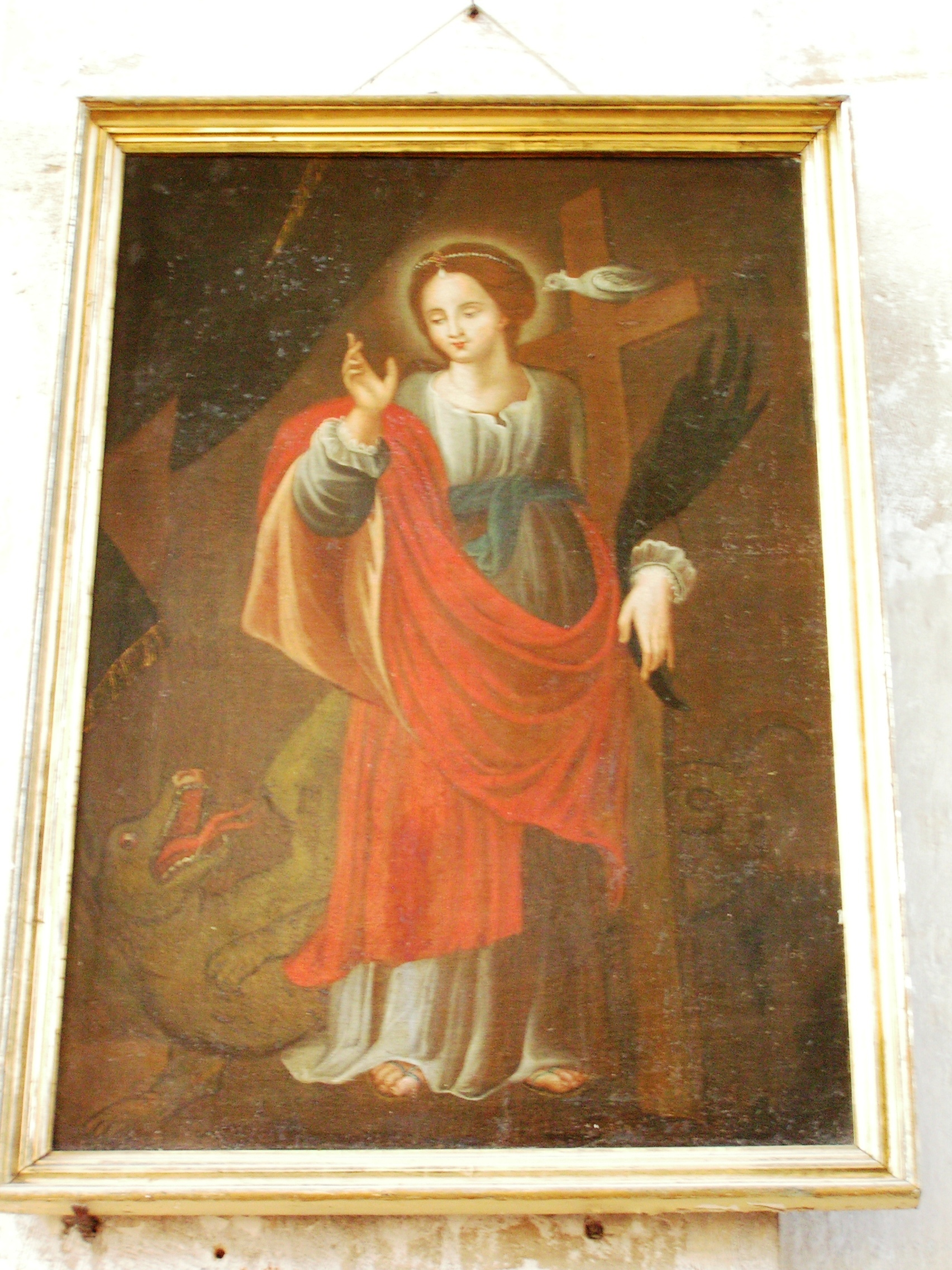
Tableau.
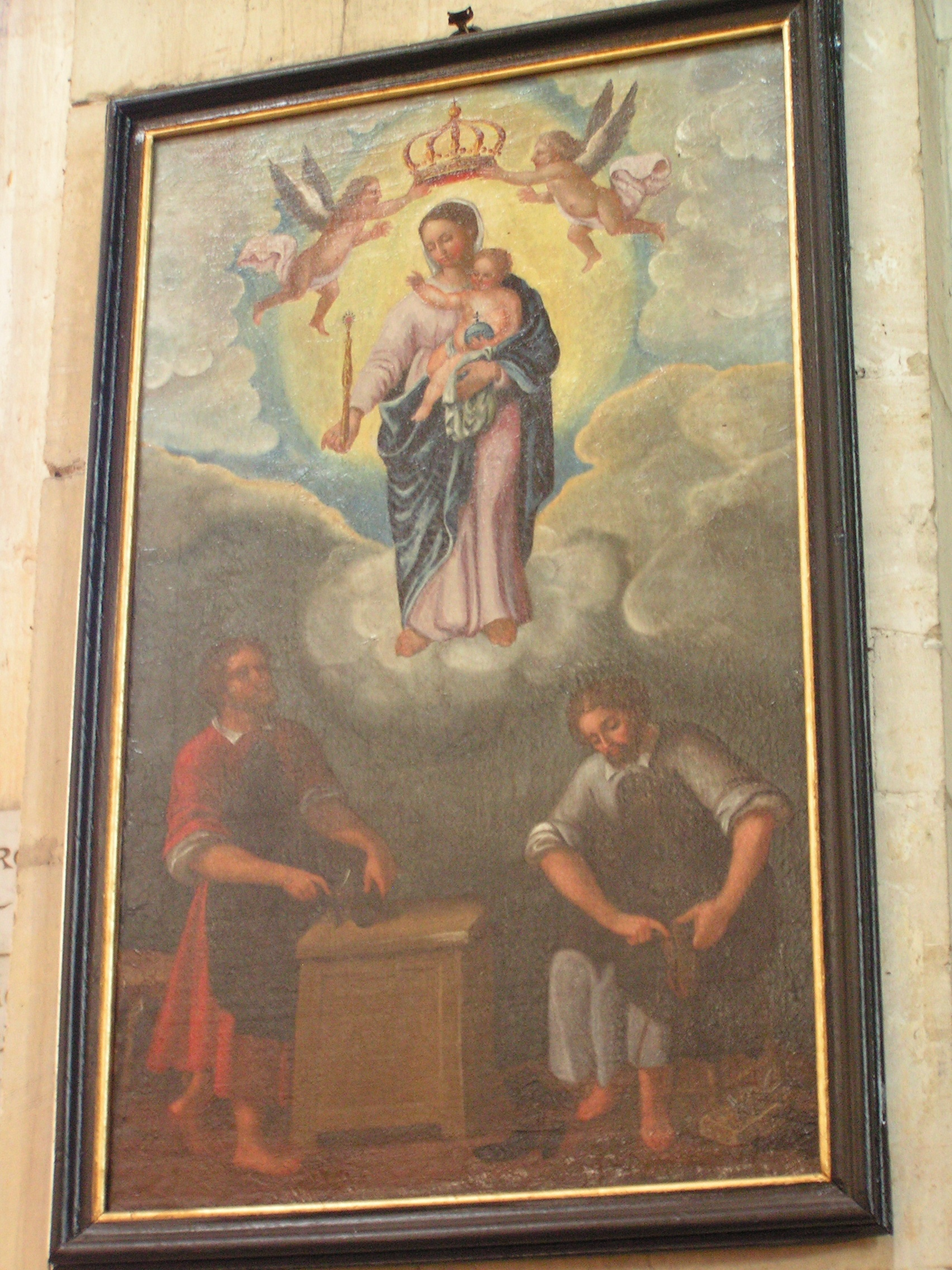
Tableau.
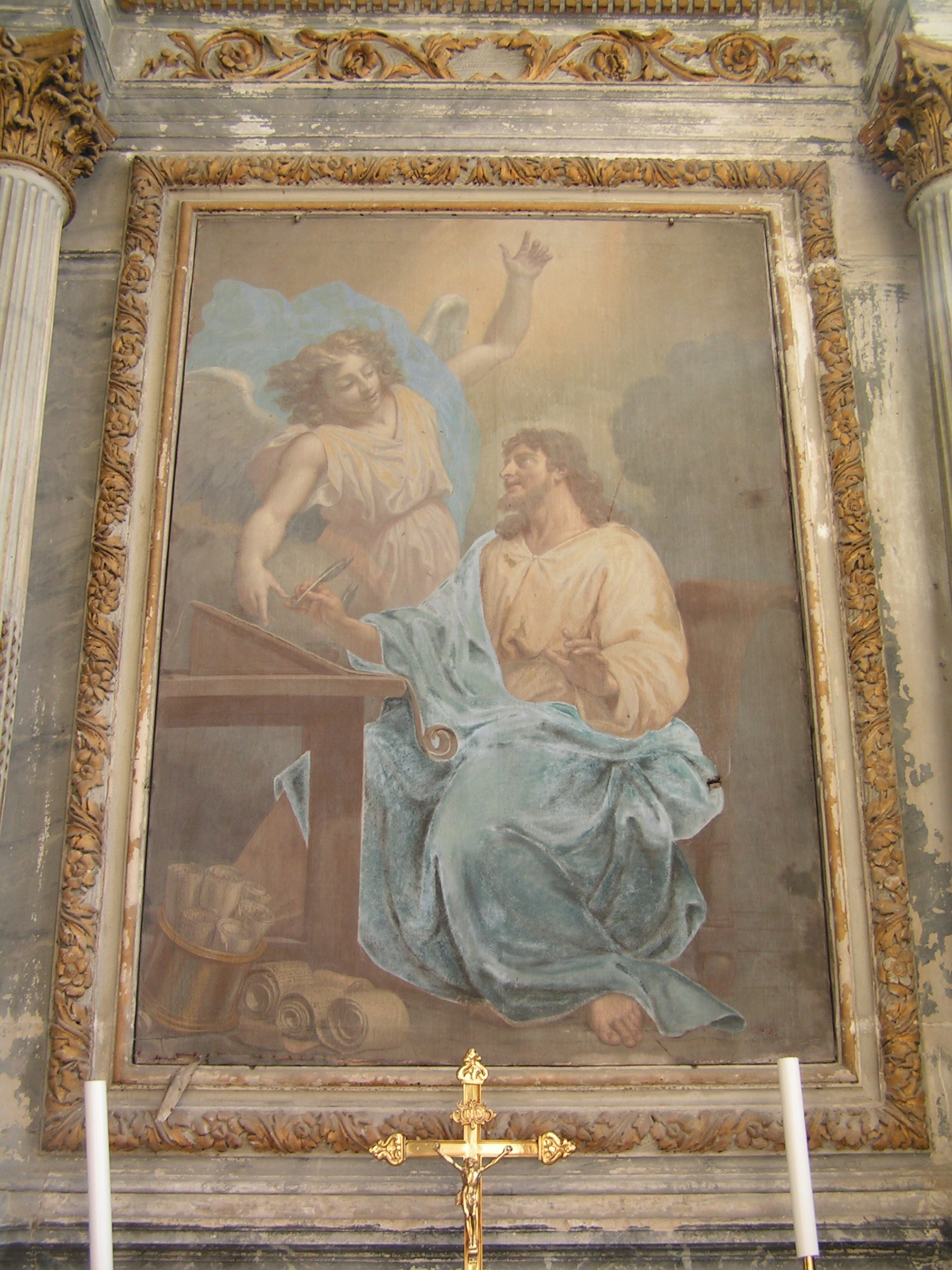
Tableau.

### Chœur
Le chœur est entouré de grilles et de deux orgues, au centre le maître-autel est surmonté d'un ciel doré, entouré d'anges en bois doré du XVIIIe siècle, desservi par six chandeliers et une croix d'époque Restauration en cuivre doré. Autour sont posées des banquettes de l'époque Louis XVI.

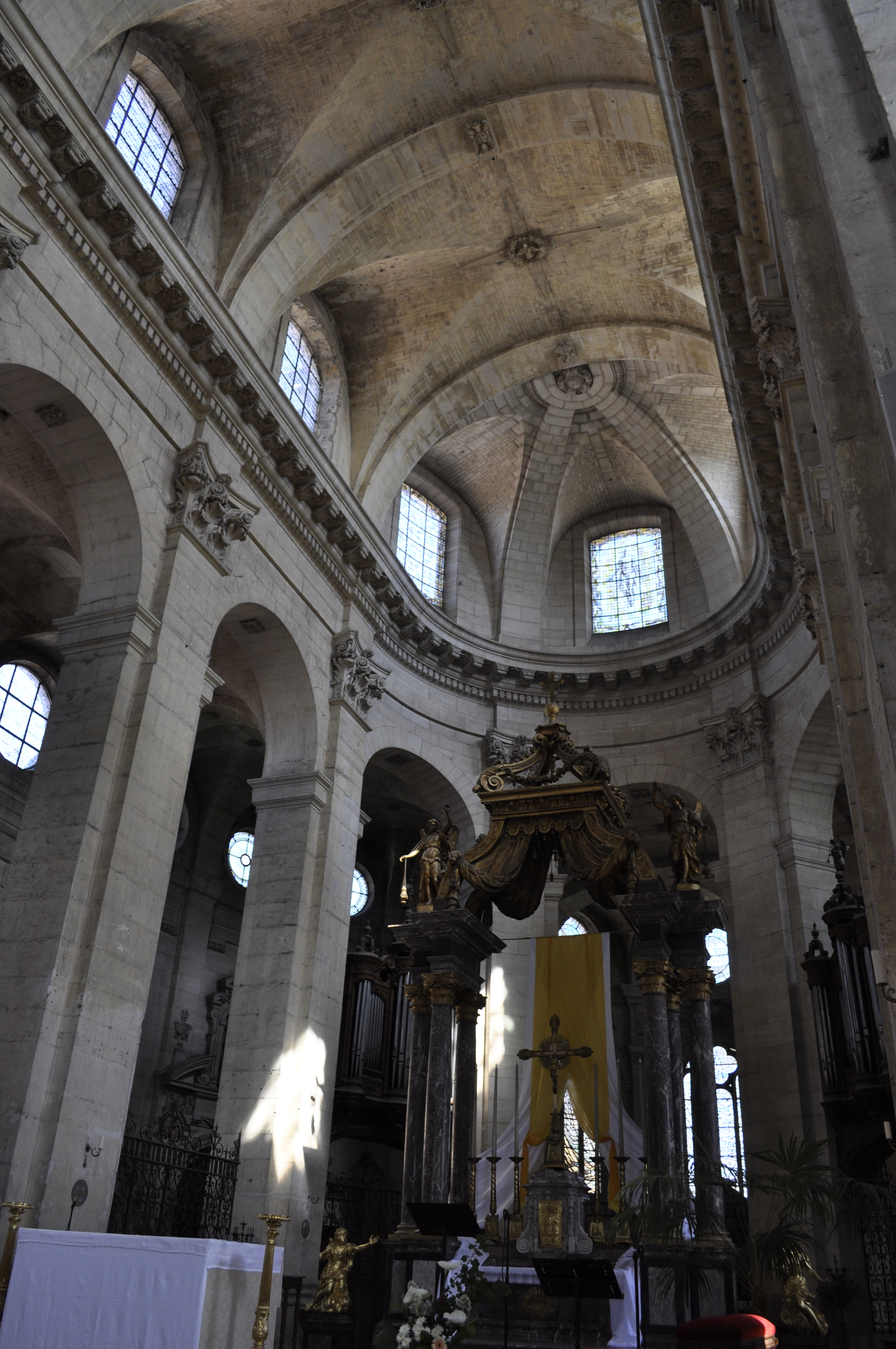
Le chœur et le maître-autel.
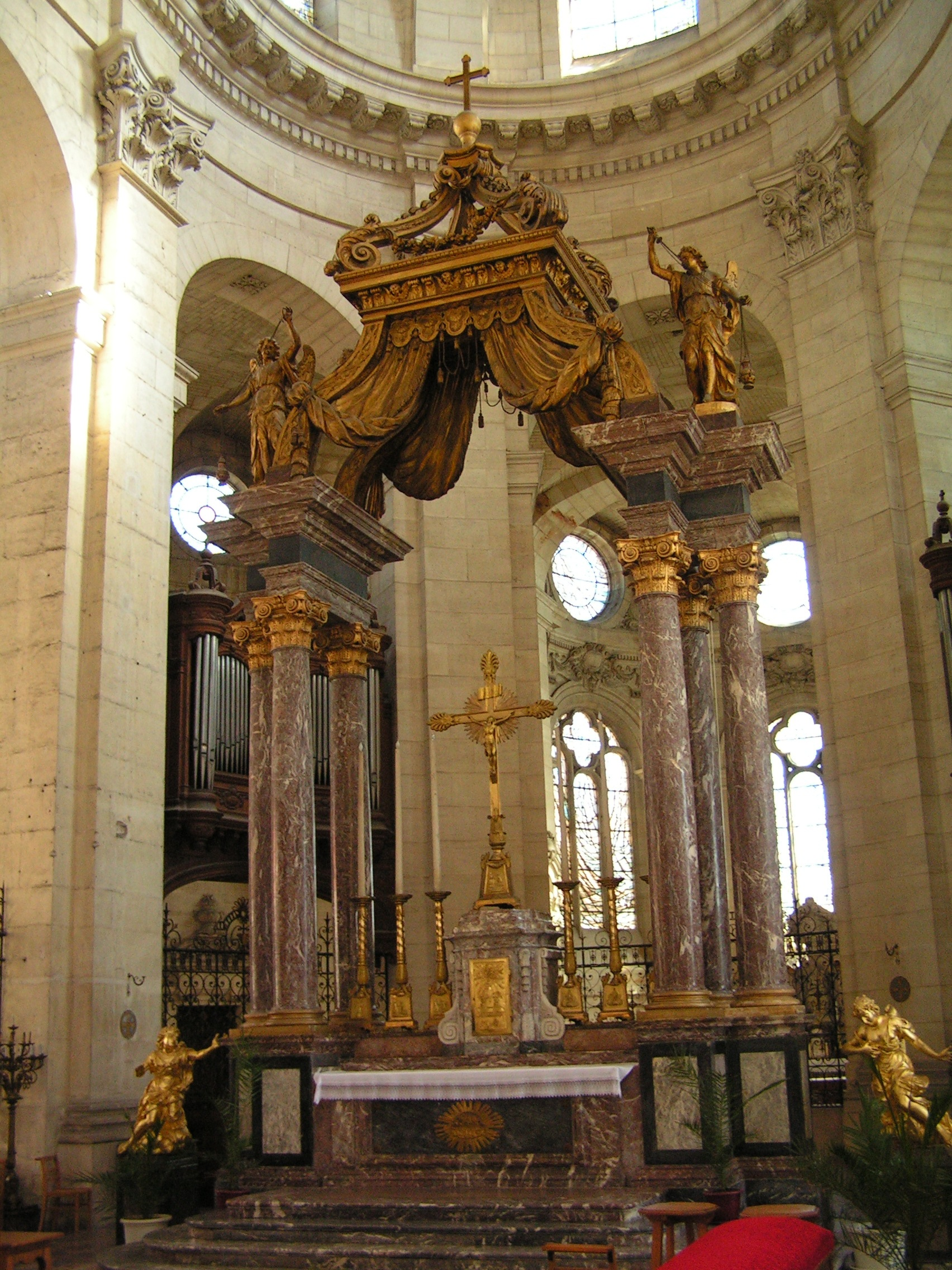
Détails Maître-autel.
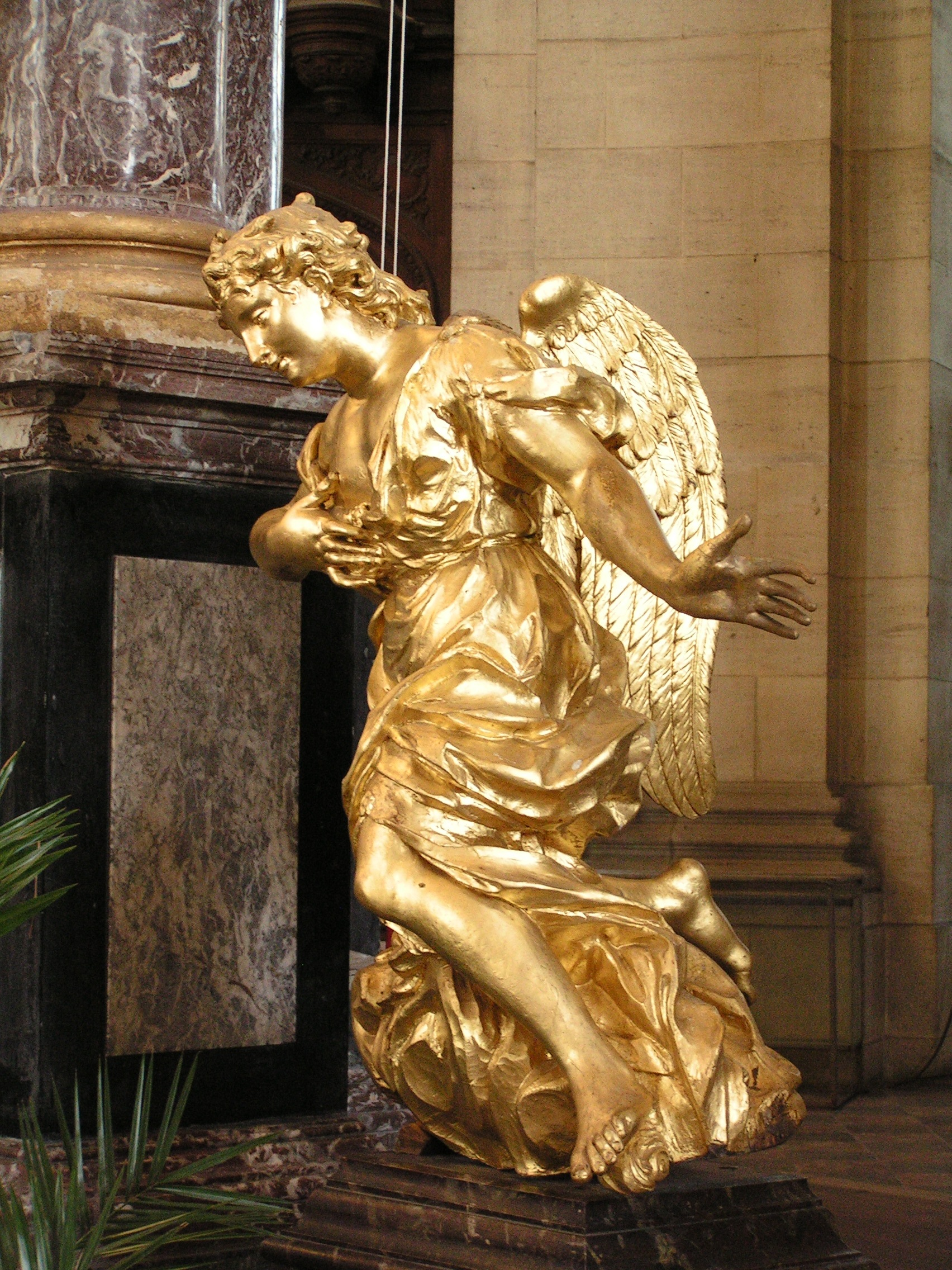
Ange à droite du maître-autel.

### Commémoratif
La dalle de Jean de Mutigny du XVIe siècle, le monument à David Beschefer du XVIIIe siècle, le monument à Jacques Debranges du XVIIIe siècle, le monument à Louis Bugnot du XVIIIe siècle, l'orant de Léopold Notin.

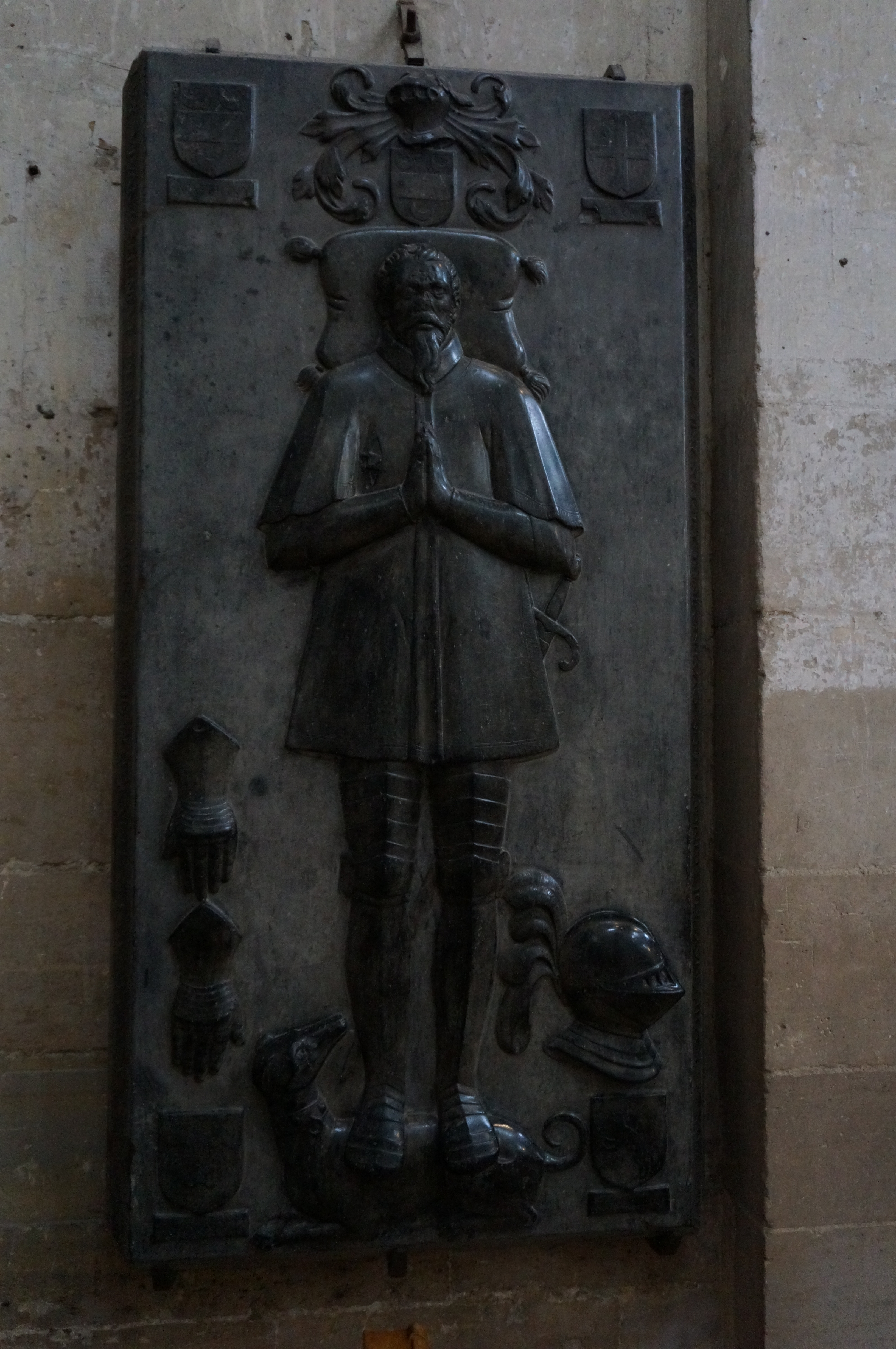
dalle de Jean de Mutigny.
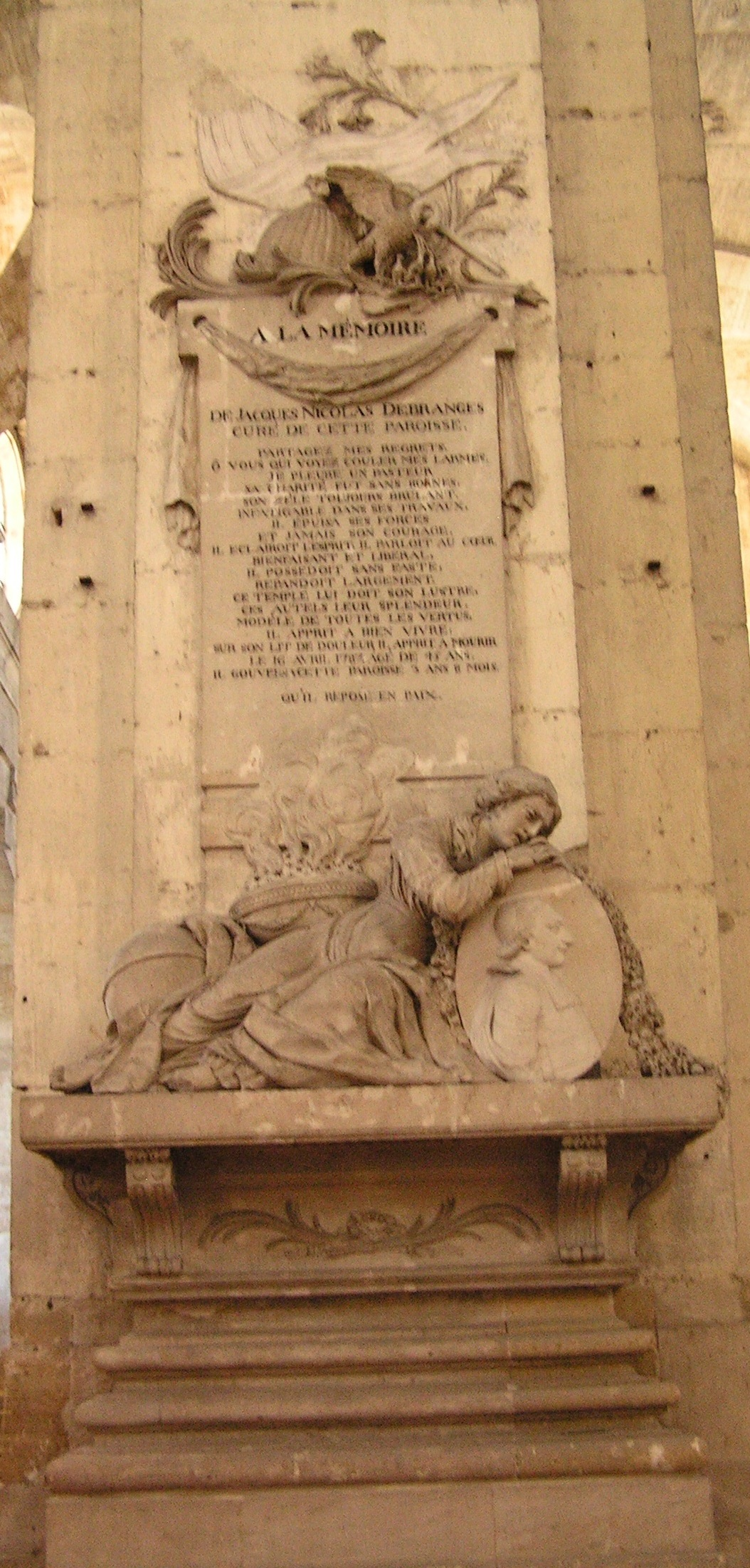
Dalle et monument à Debranges.
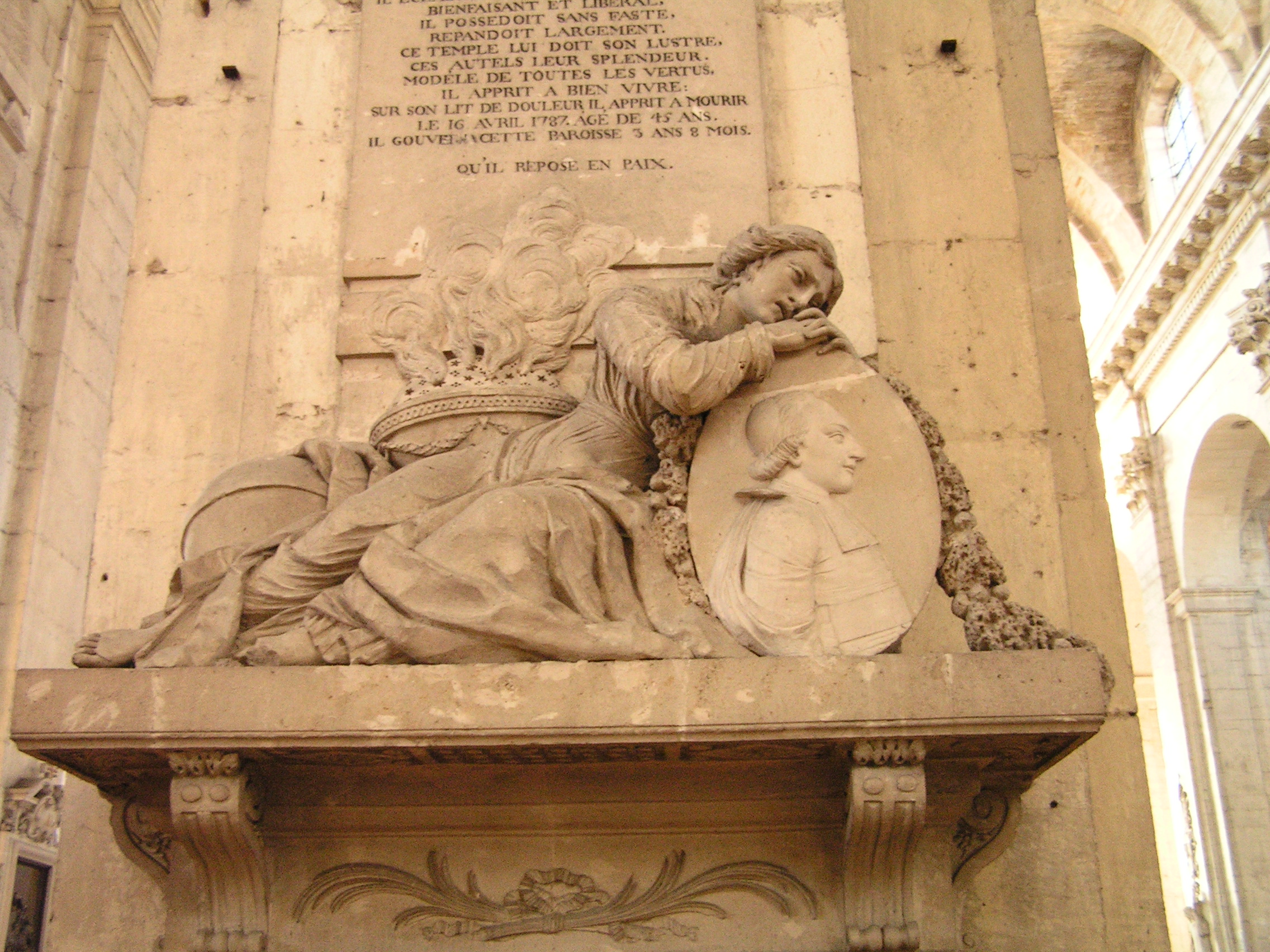
Monument à Debranges.
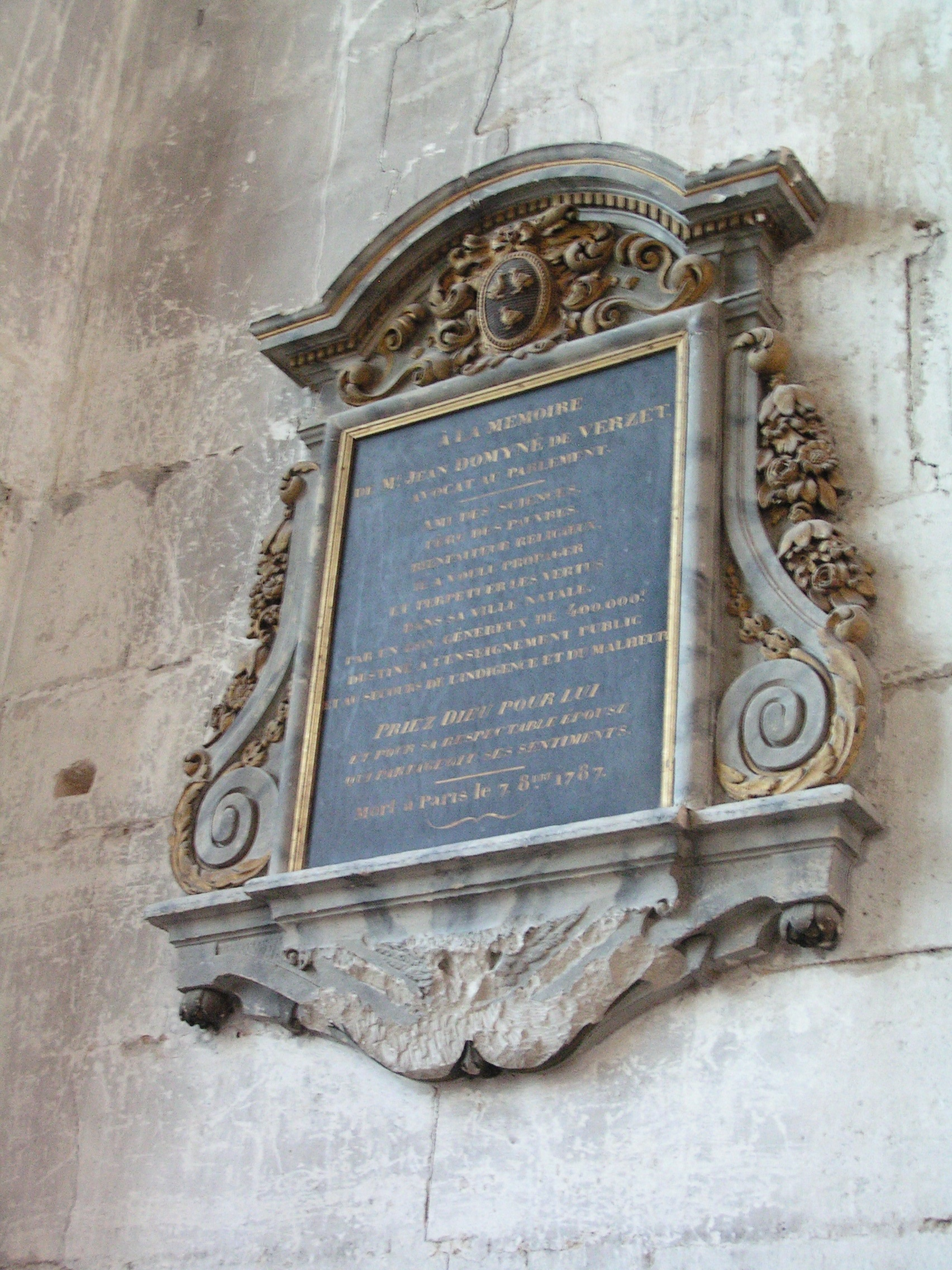
Dalle en mémoire de Domyné de Verzet.
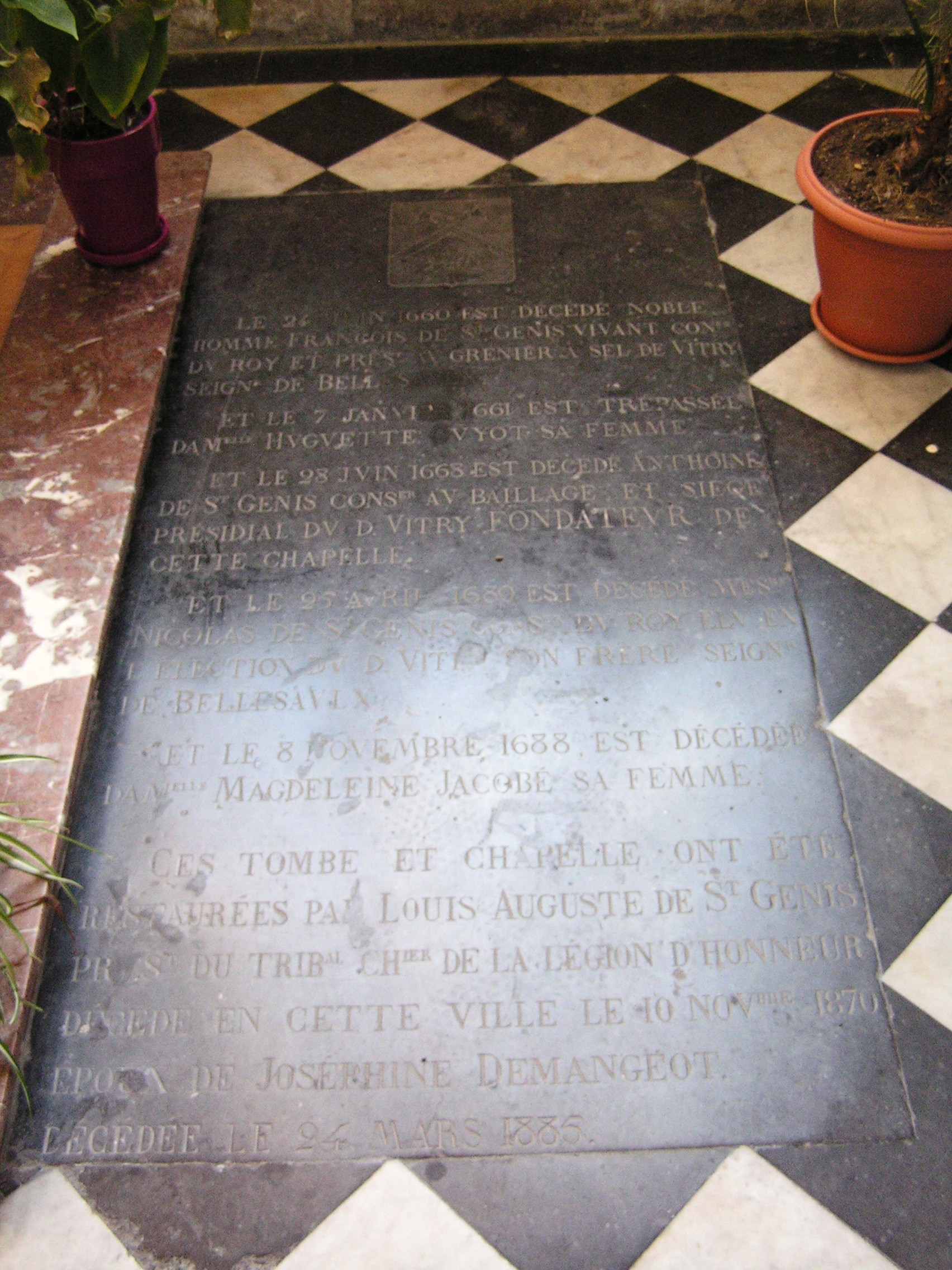
Dalle Famille de Saint-Genis.
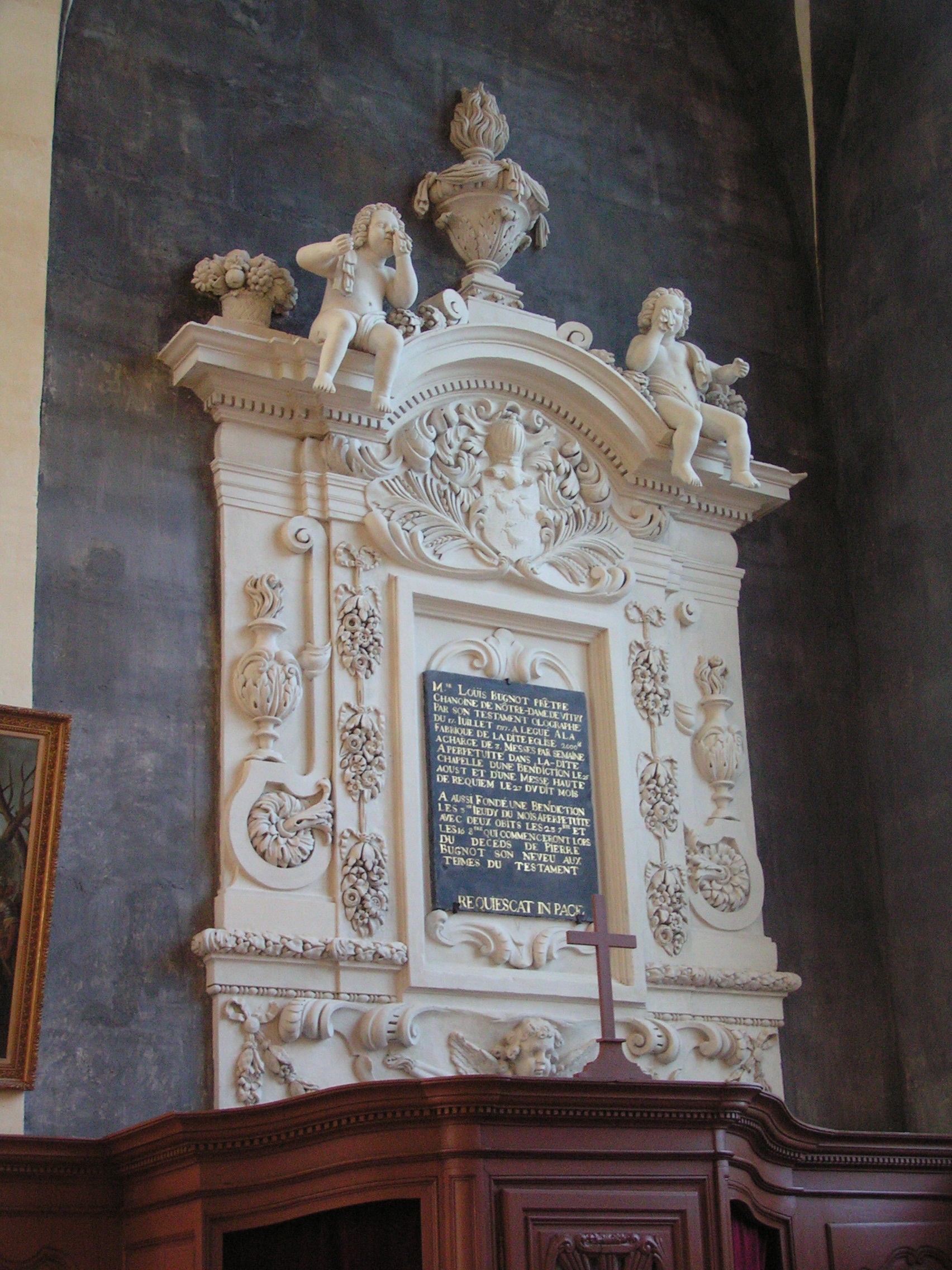
Monument à Louis Bugnot.
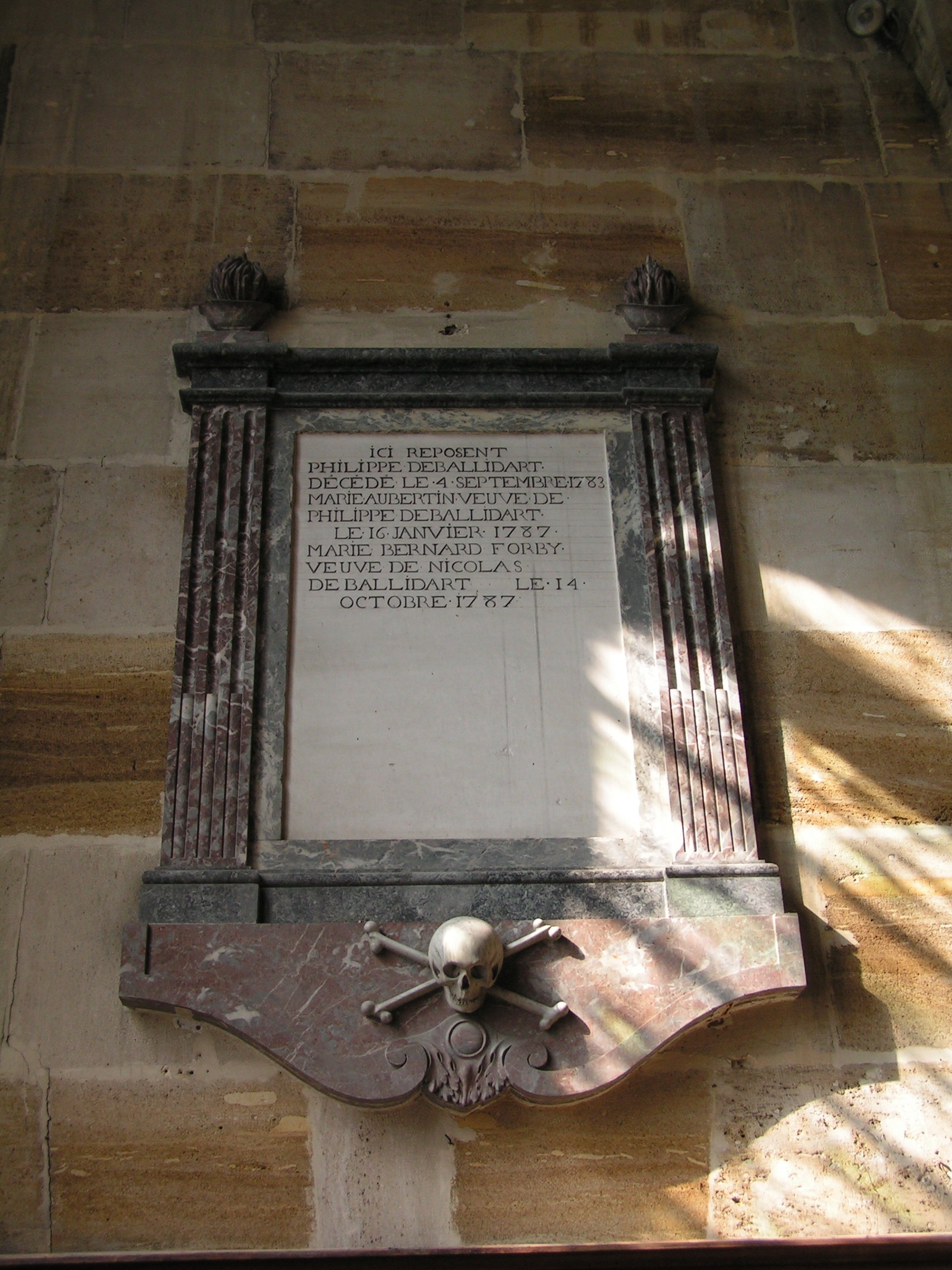
Famille Deballidart.
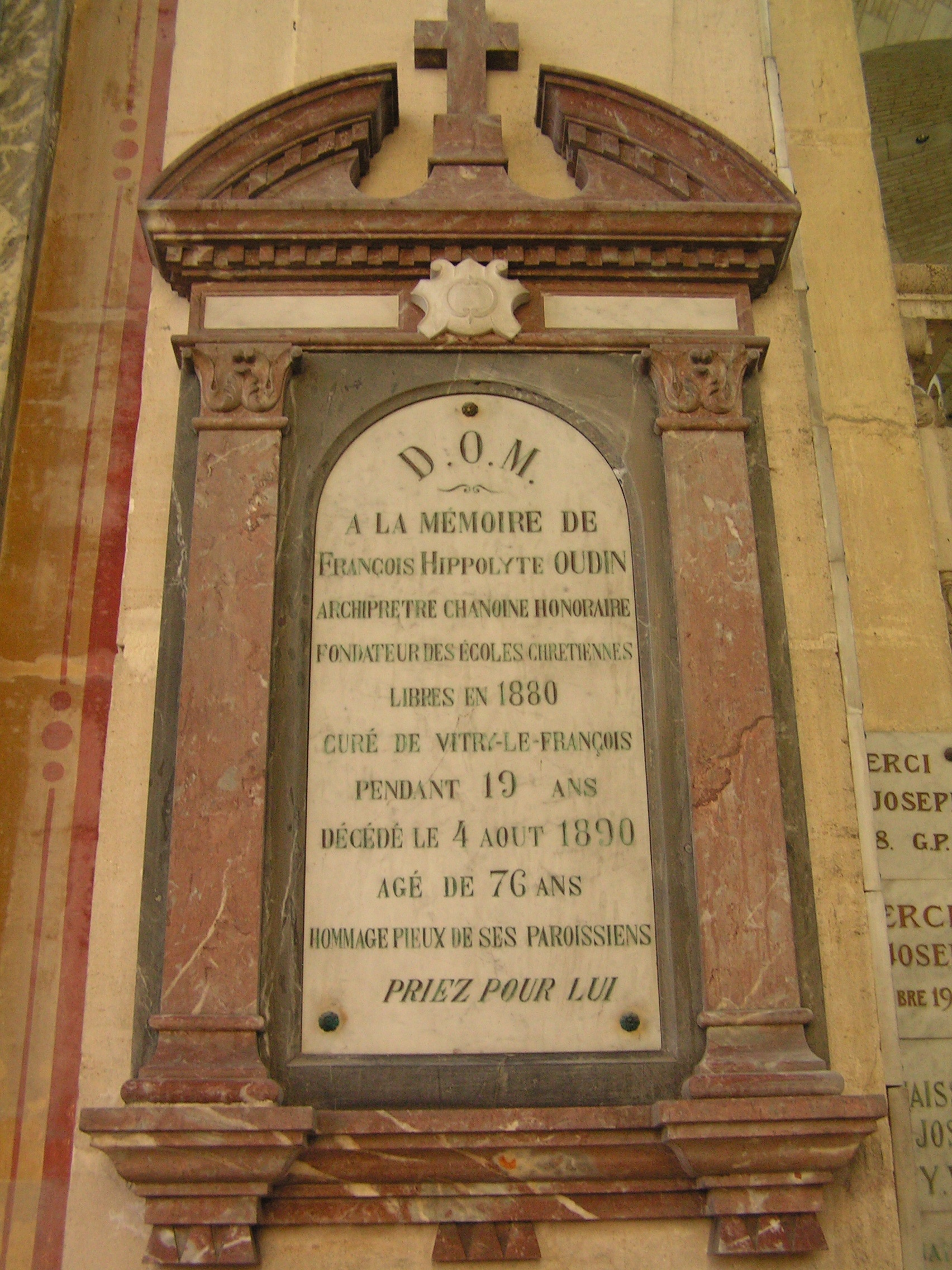
Plaque Oudin.

## Galeries de photos

### Vue de l'extérieur

#### Façade

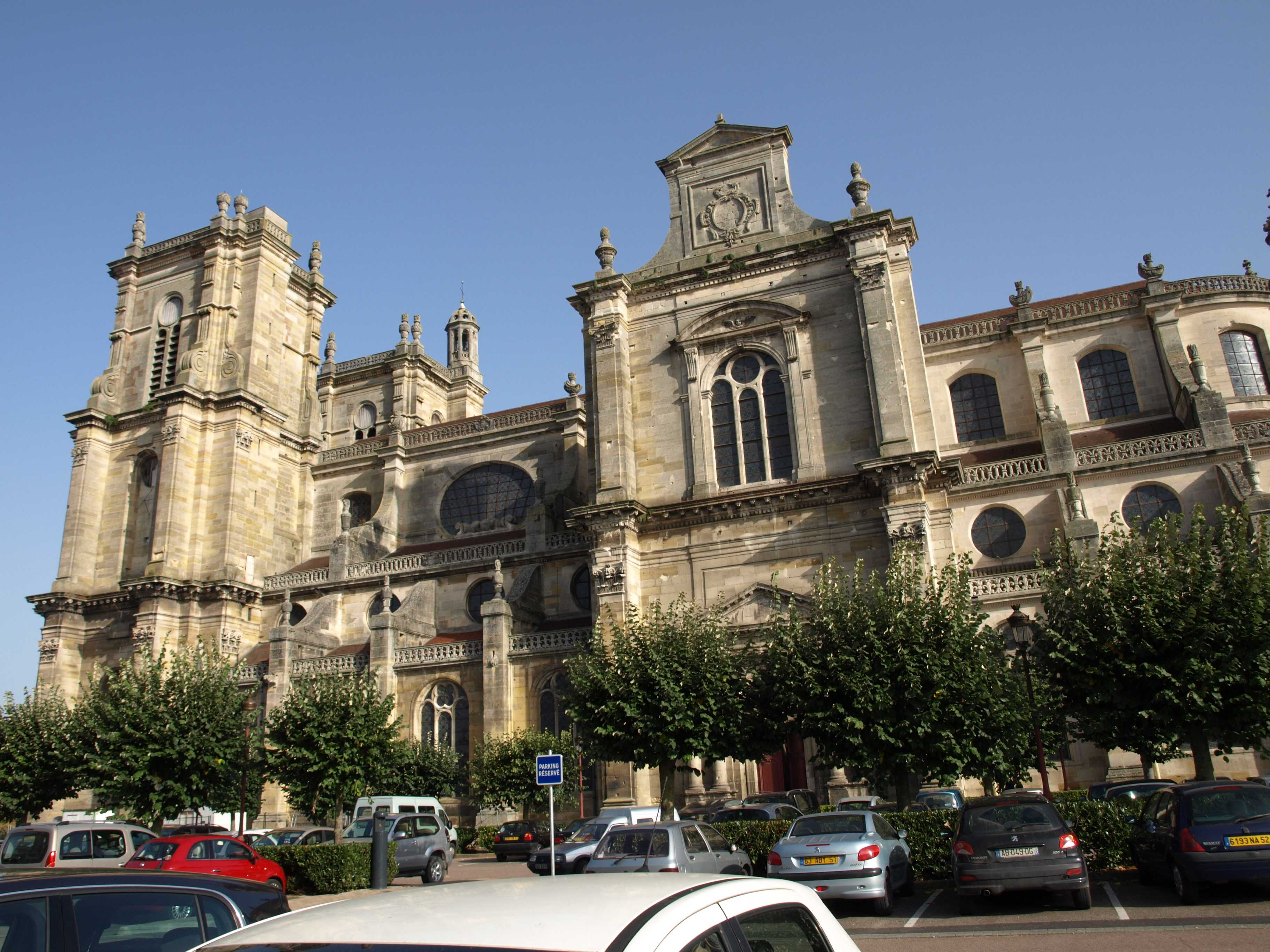
Façade nord et statue de Royer-Collard.
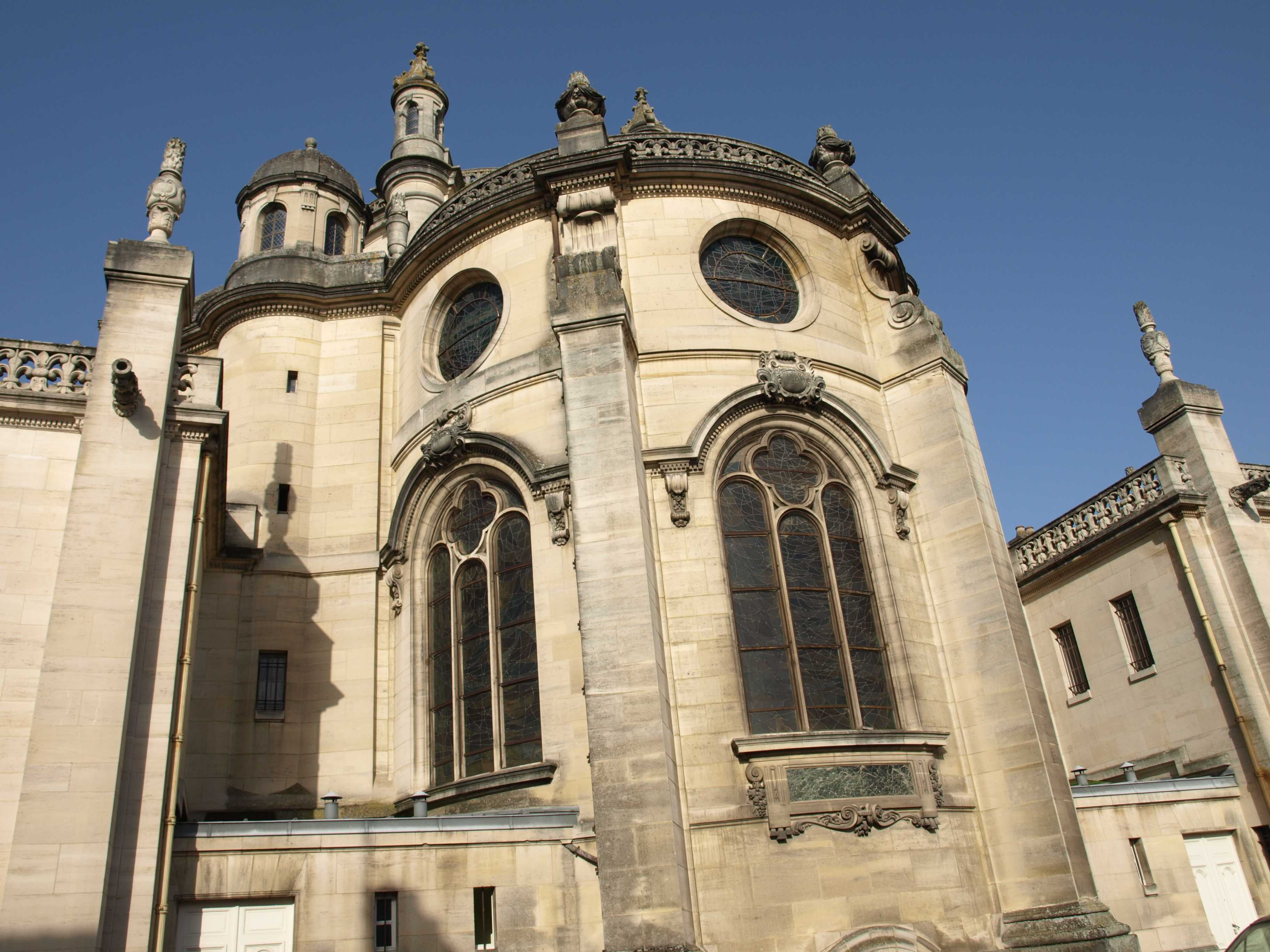
Le chœur.
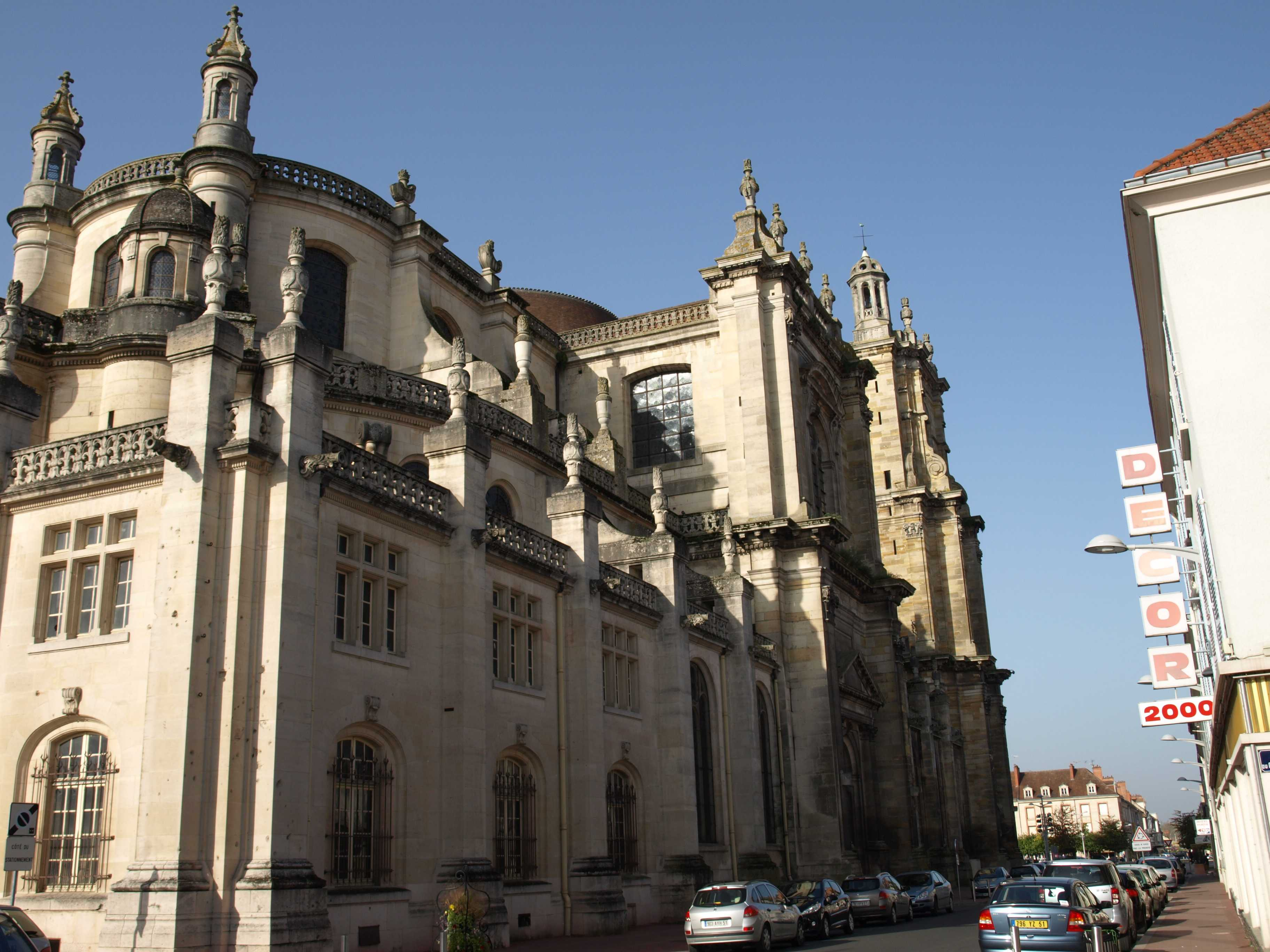
Rue Domyné de Verzet.
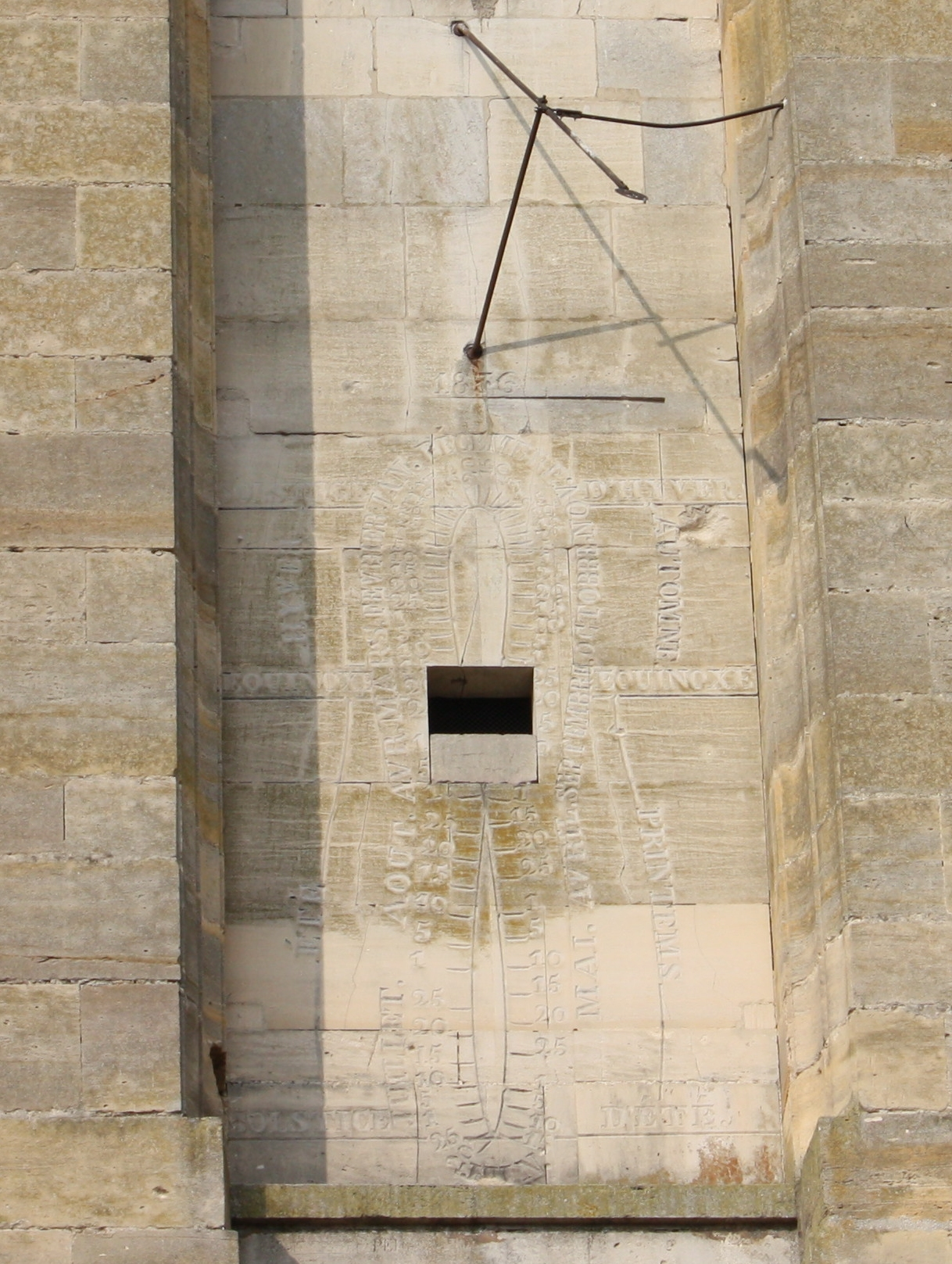
Méridienne de temps moyen façade sud.
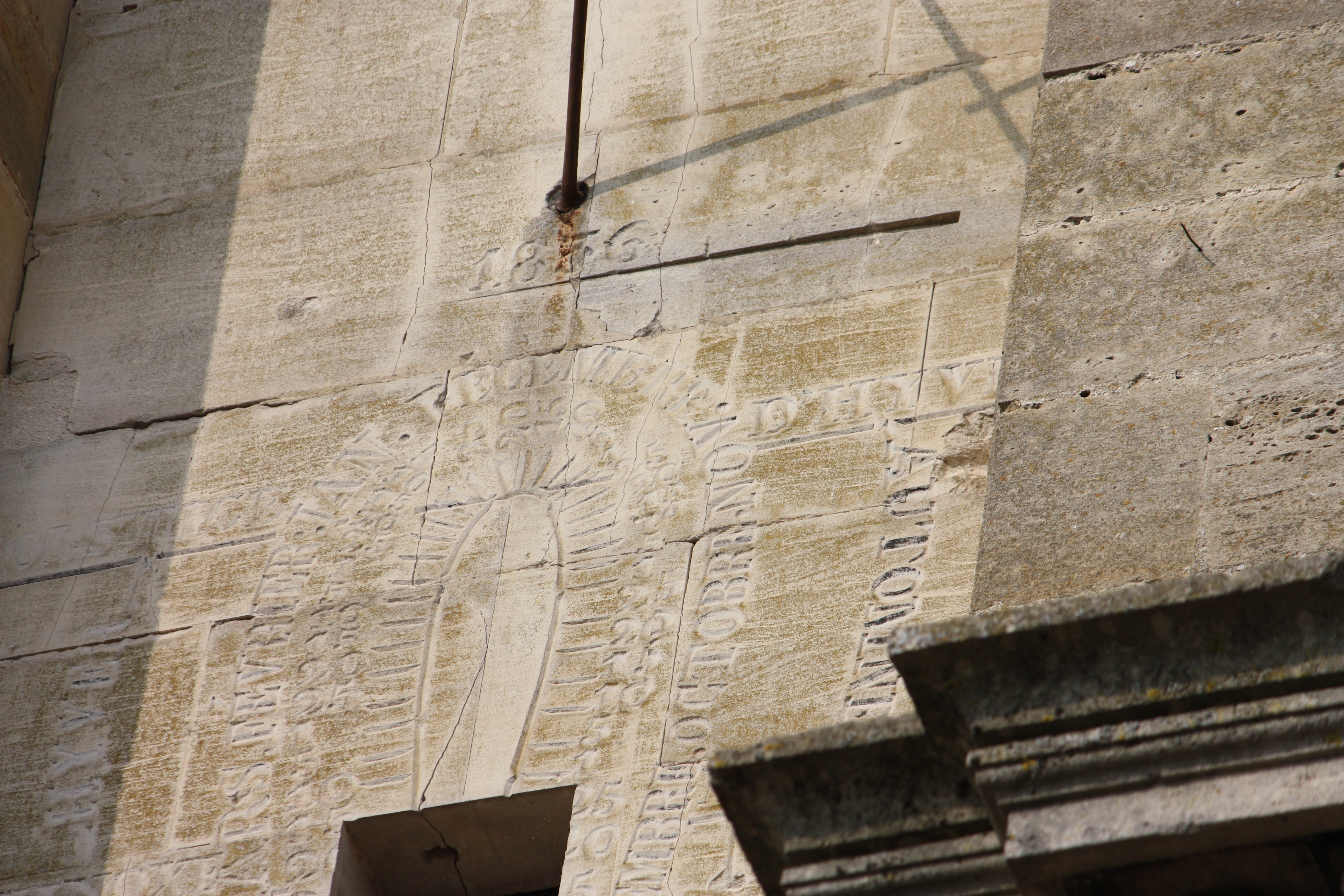
Méridienne de temps moyen façade sud.

#### Portail principal

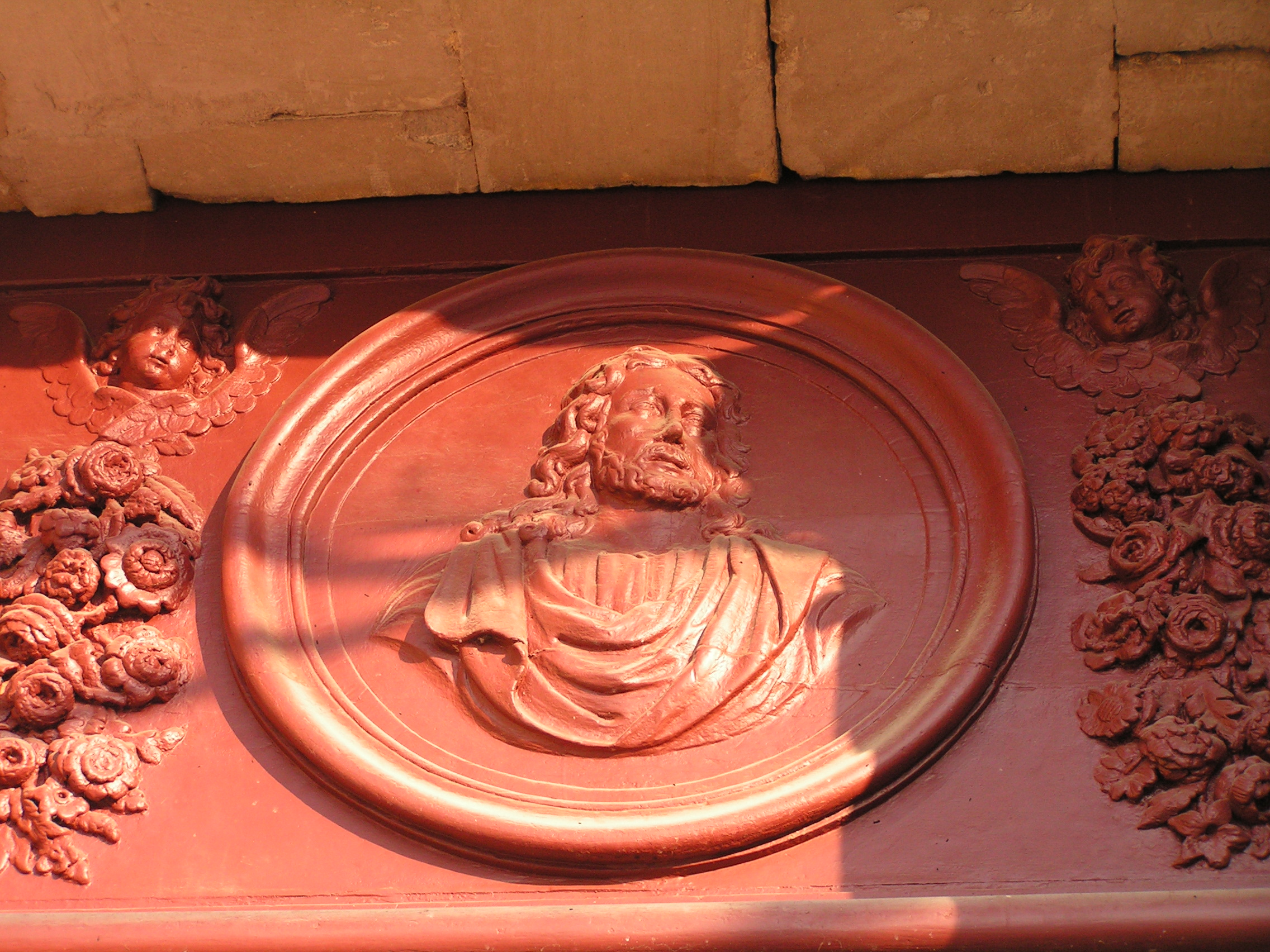
Détail sur une des portes.
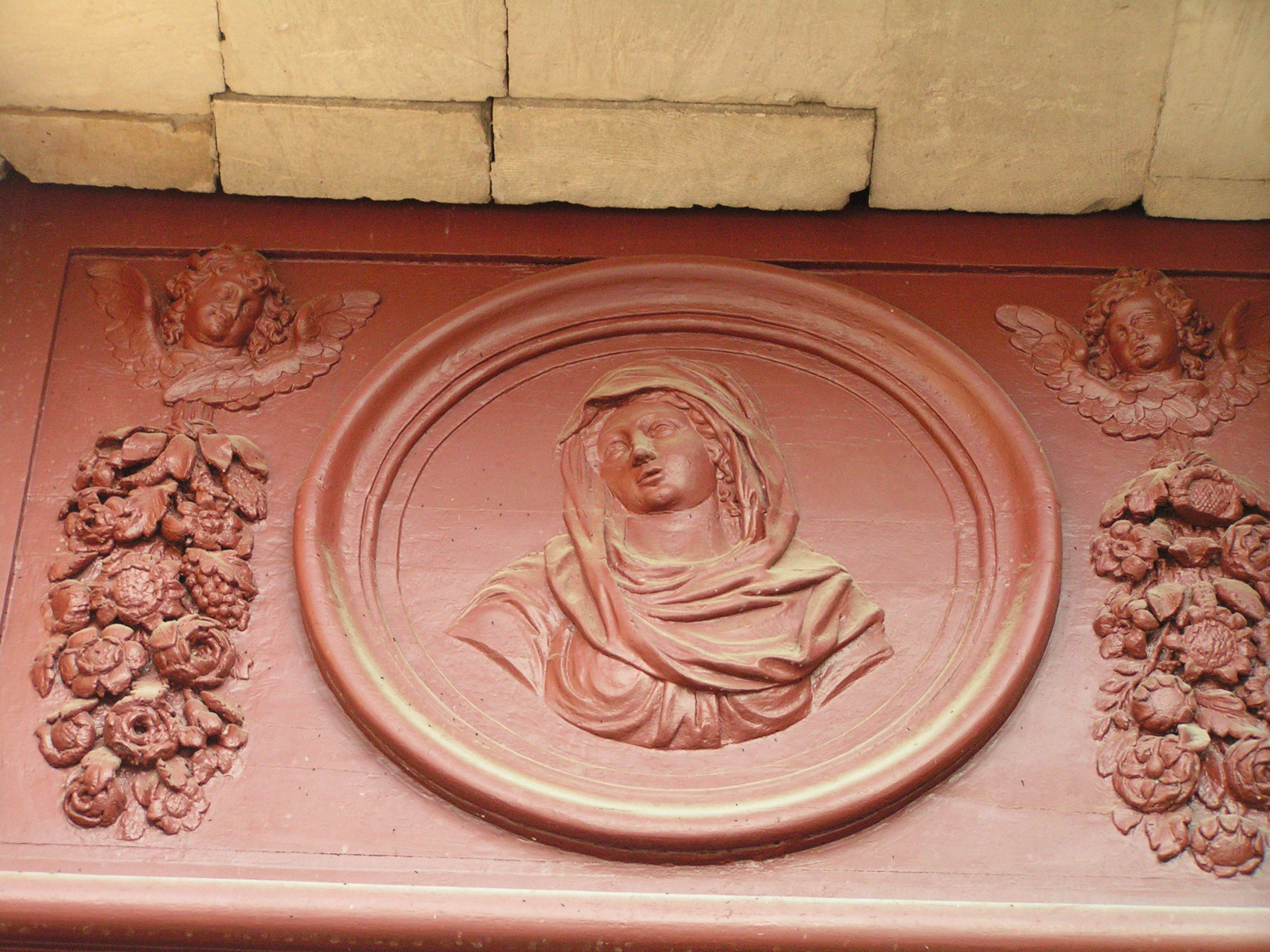
Détail sur une des portes.
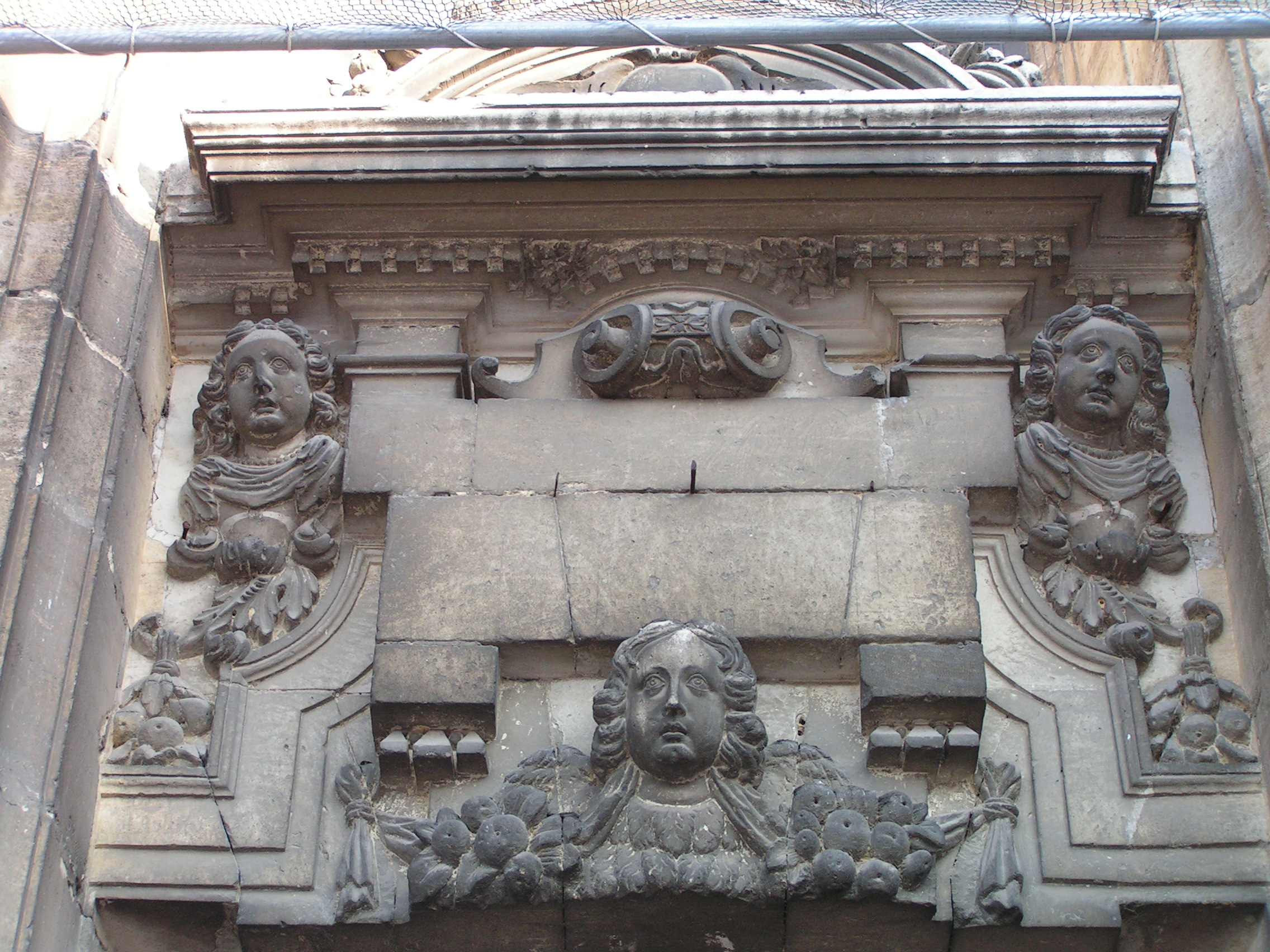
Détail au-dessus d'une des portes.
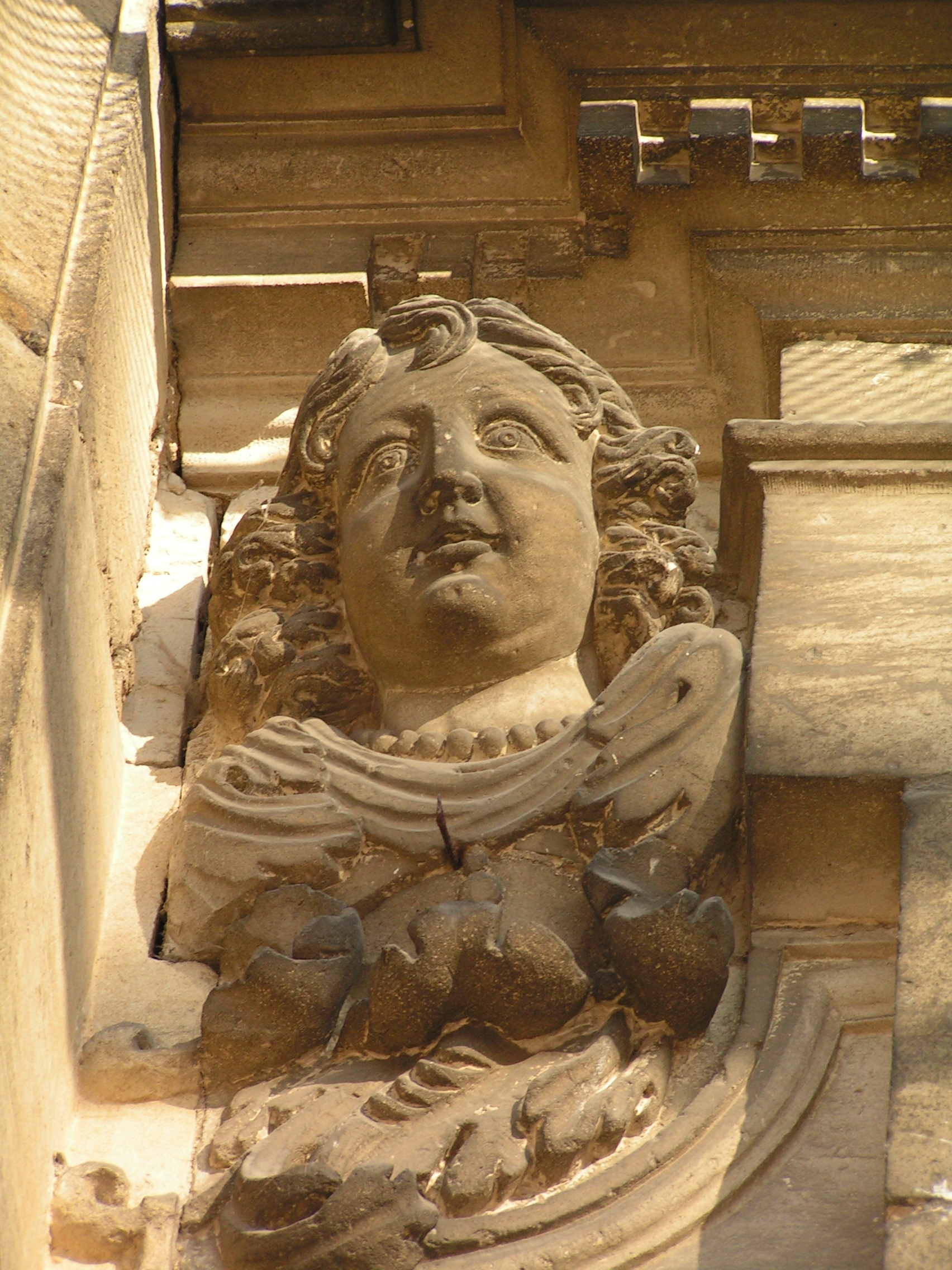
Détail au-dessus d'une des portes.

### Vue de l'intérieur

#### Divers

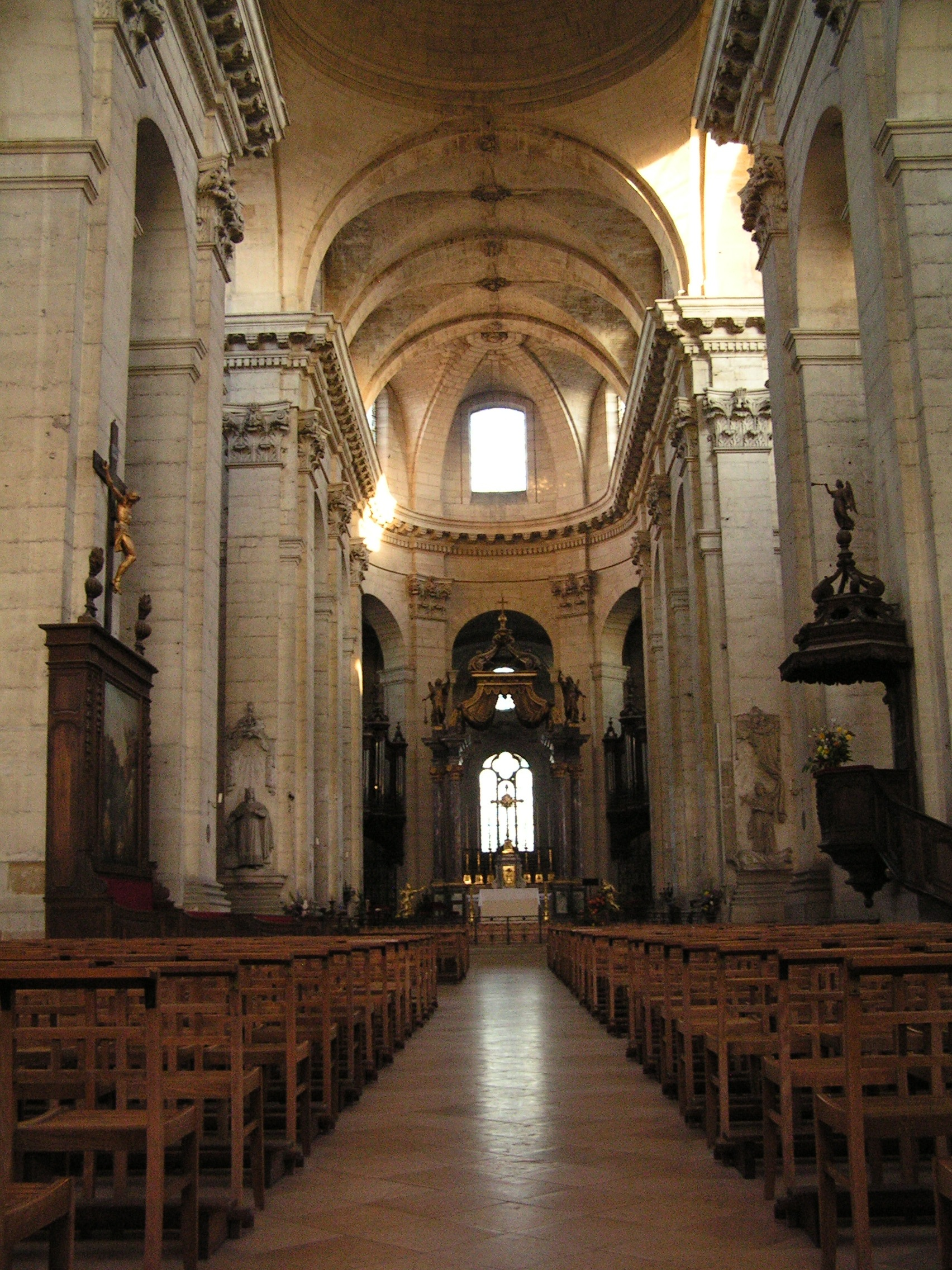
Vue de l'intérieur.
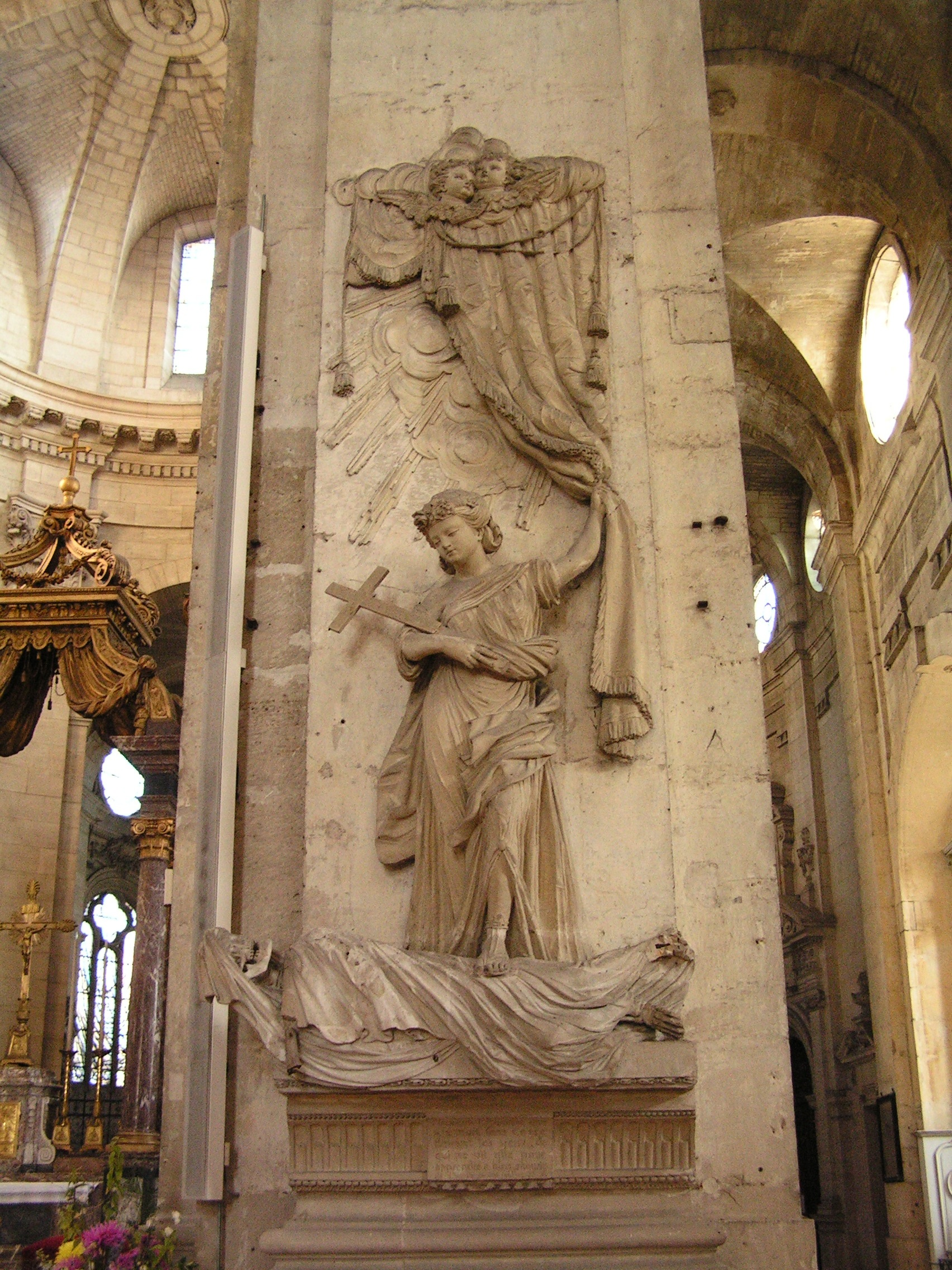
Vue d'un pilier.
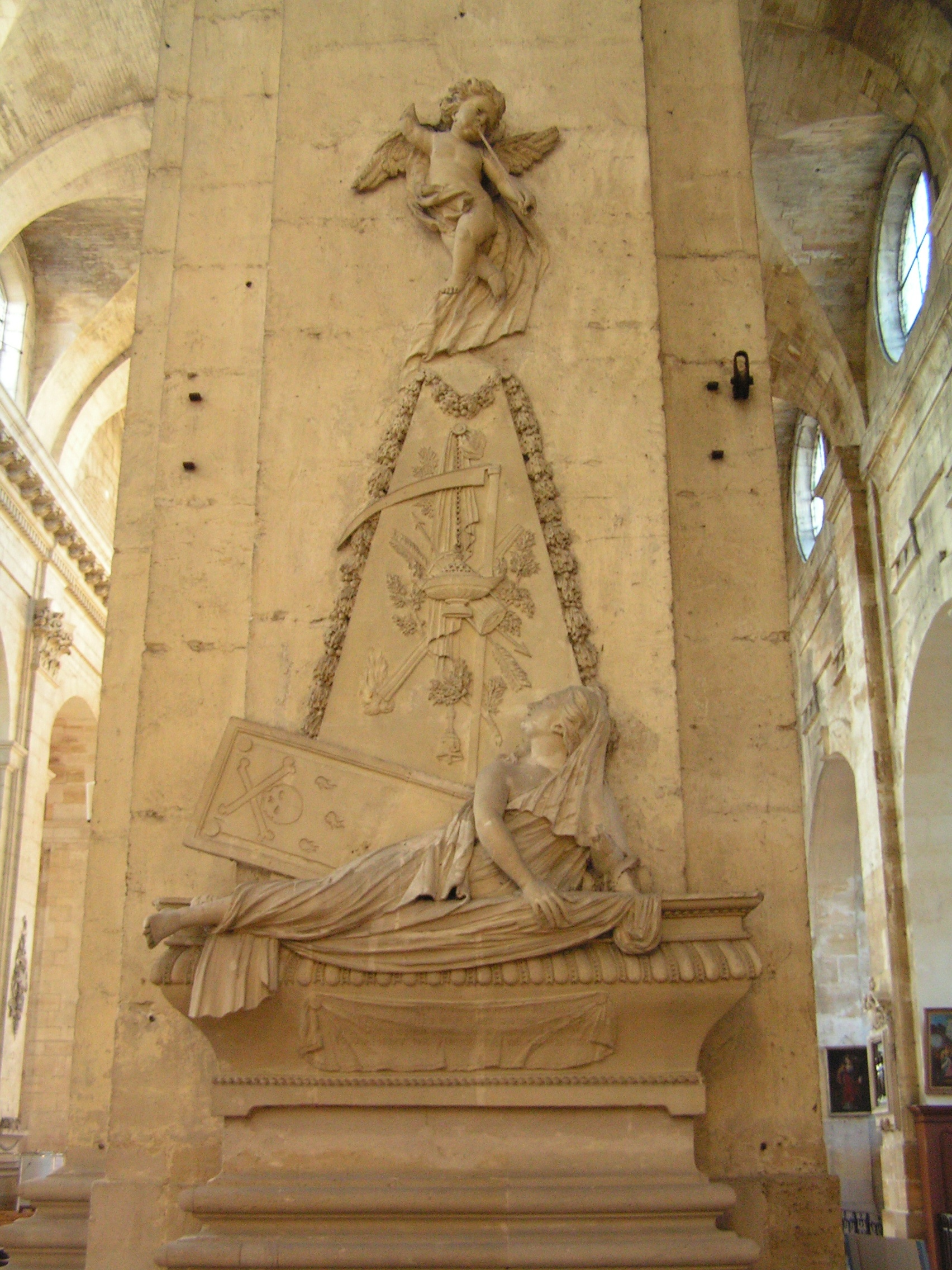
Vue d'un pilier.
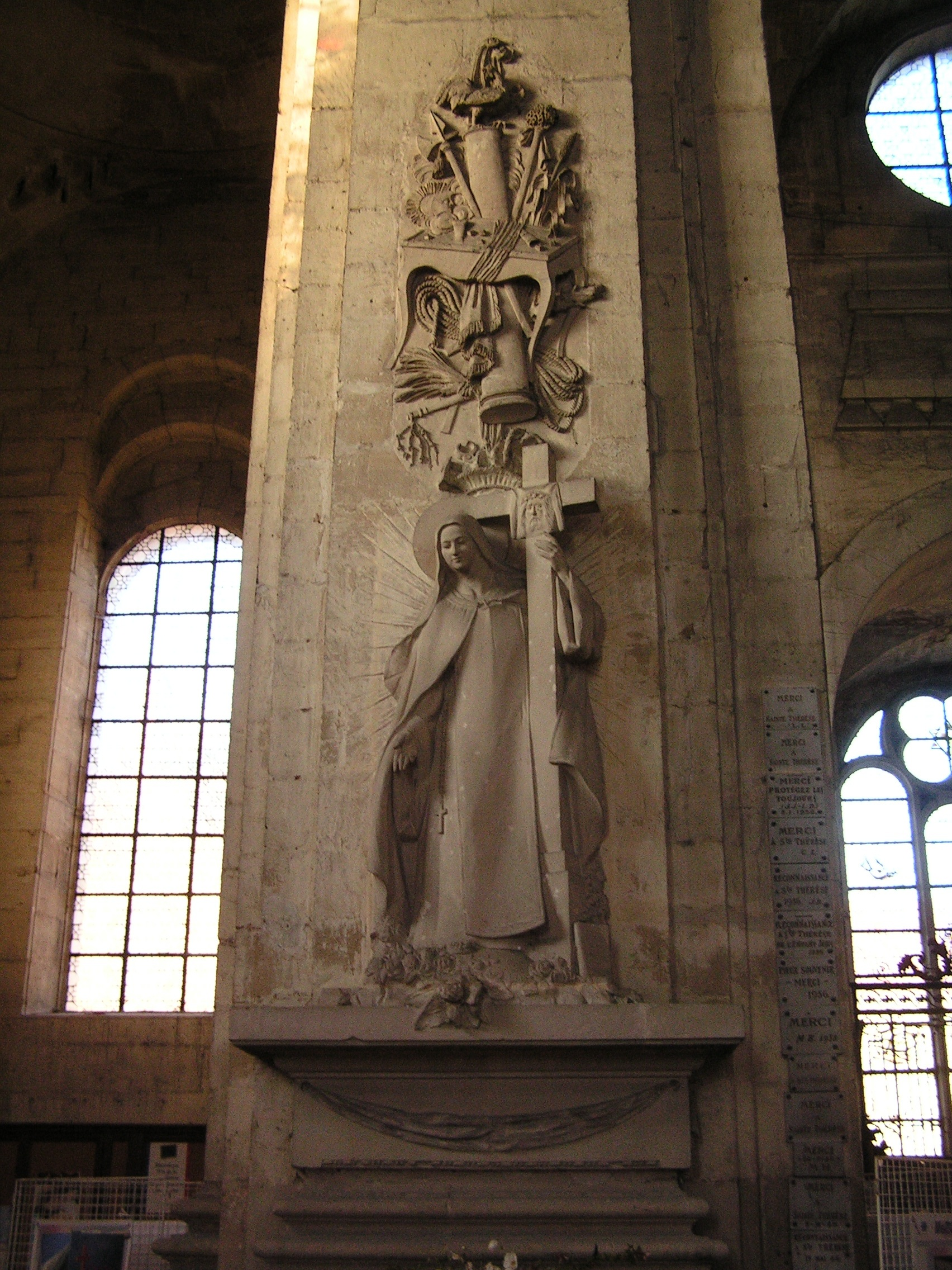
Pilier Sainte-Thérèse.
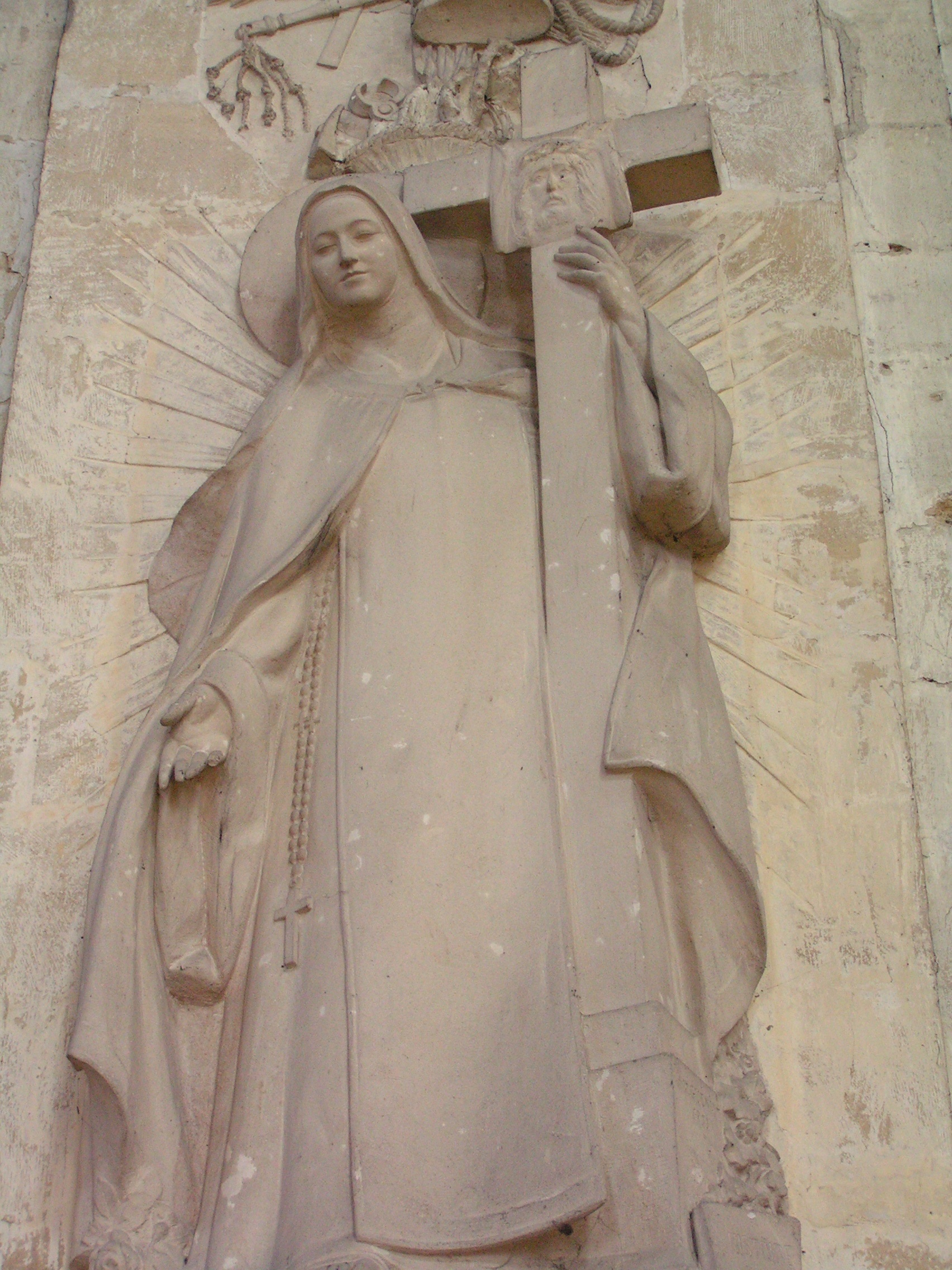
Pilier Sainte-Thérèse.
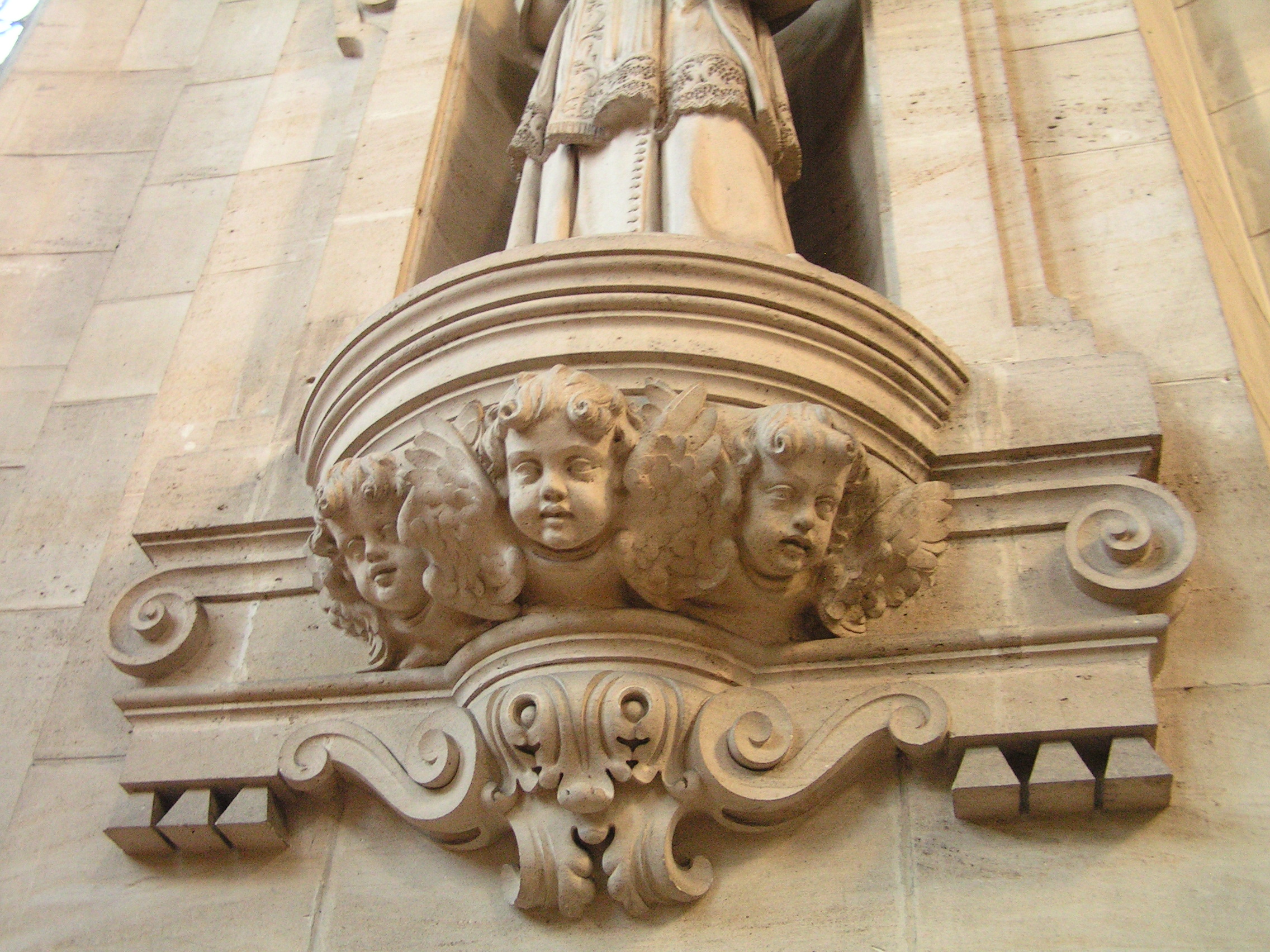
Détail des anges aux pieds d'une statue.
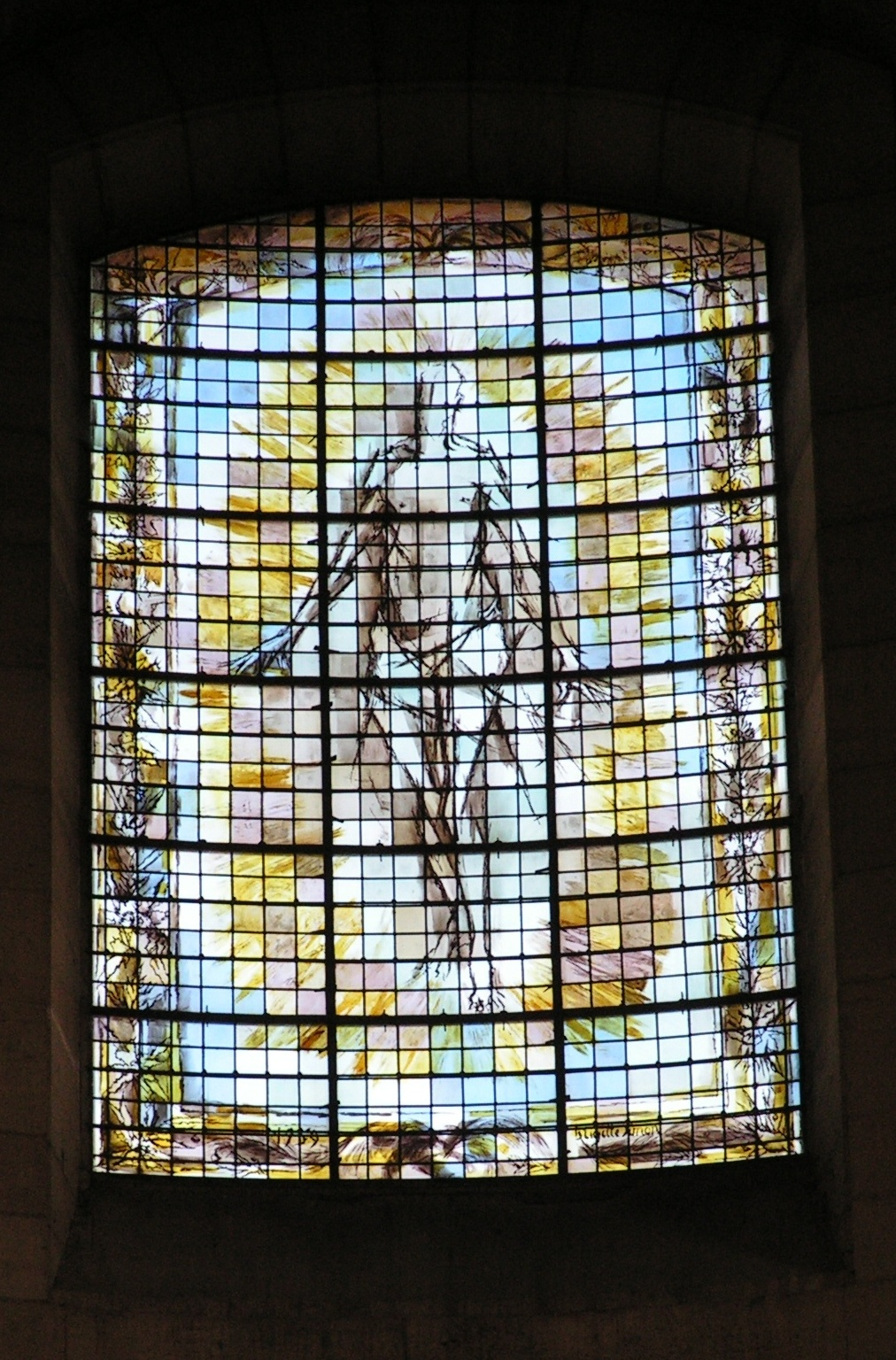
Vitrail.
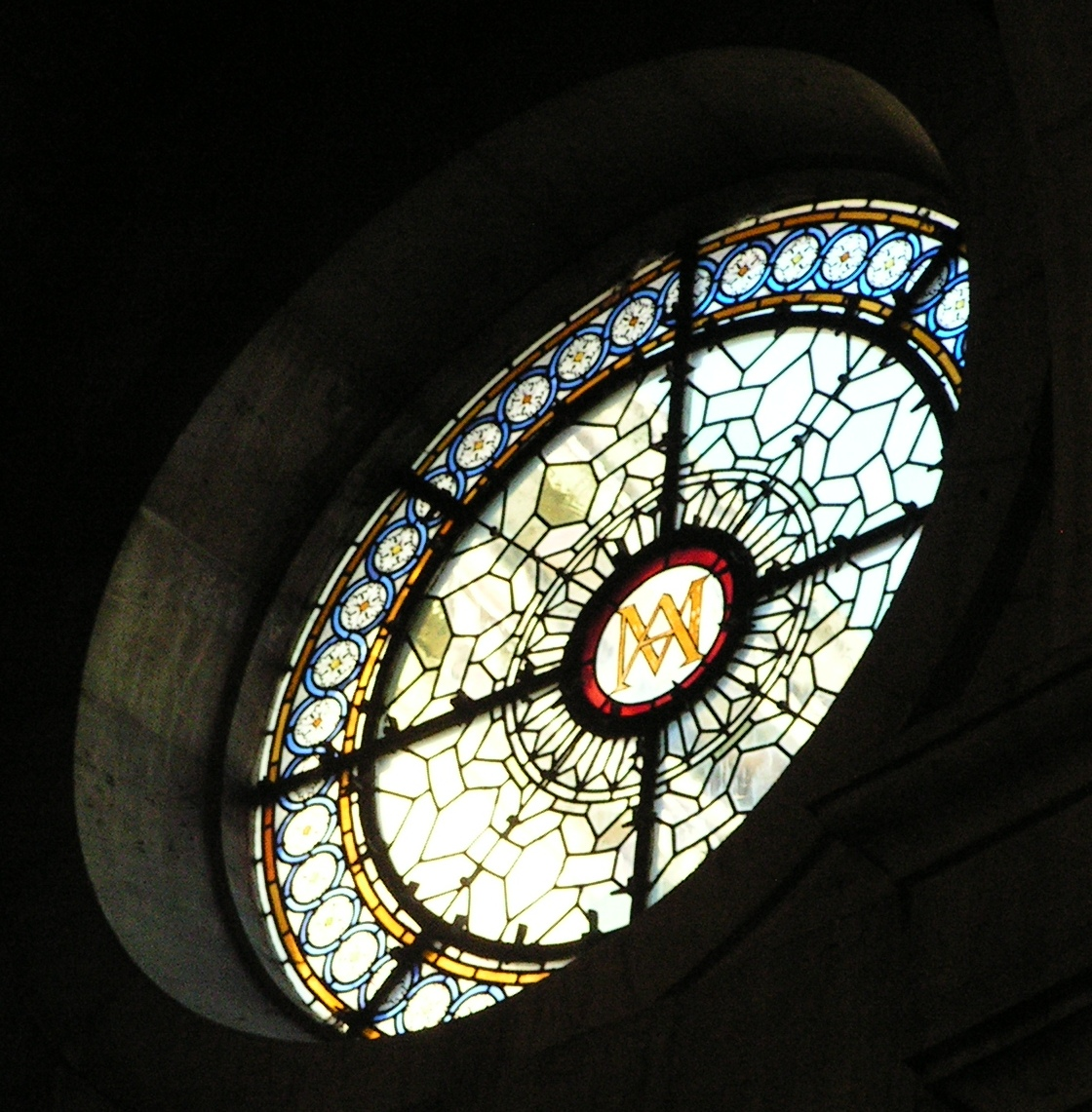
Vitrail.
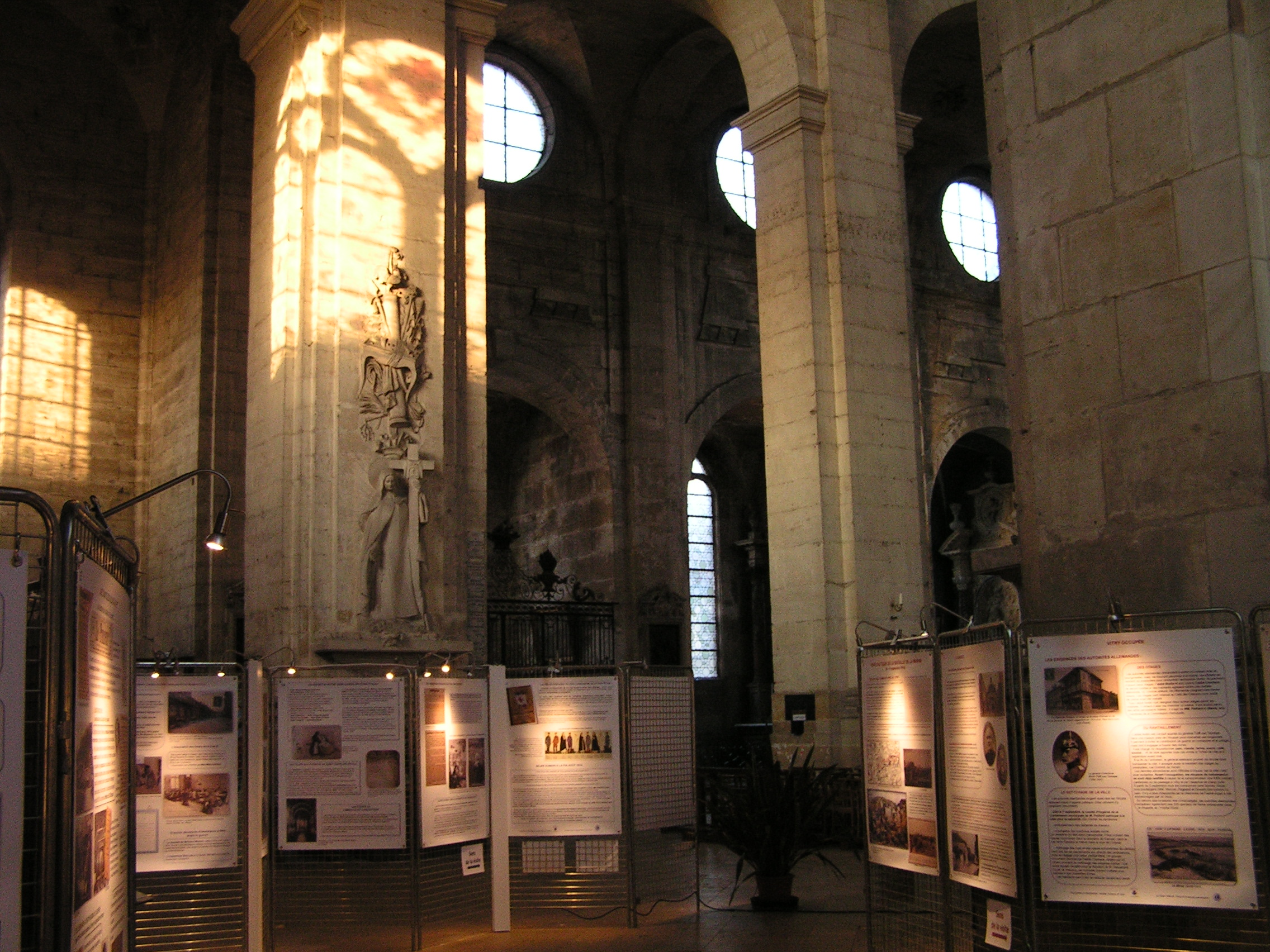
Vue de l'intérieur pendant l'exposition Vitry ville hôpital en 1914.
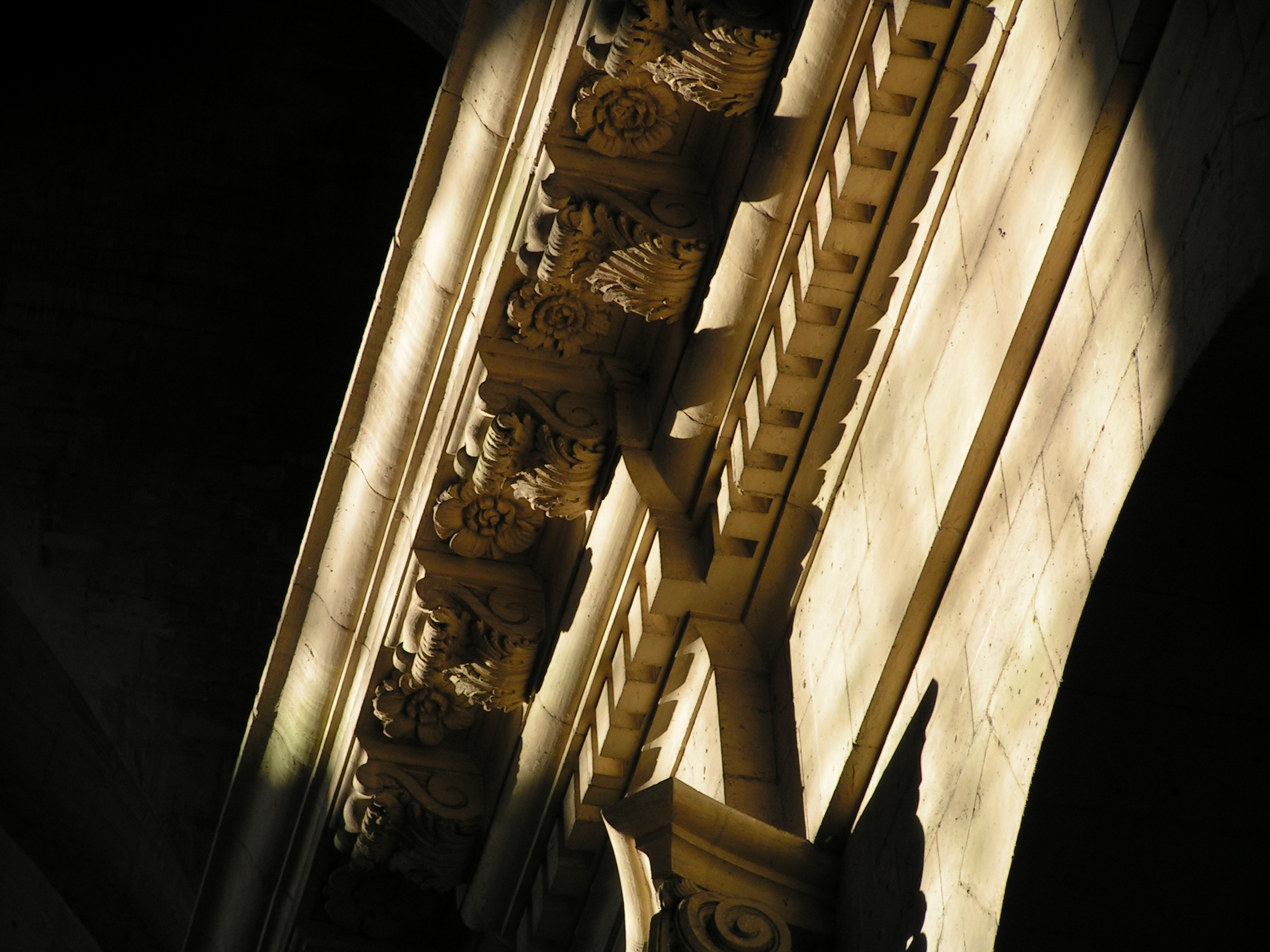
Détail du bas relief sous les corniches.

#### Les Chapelles

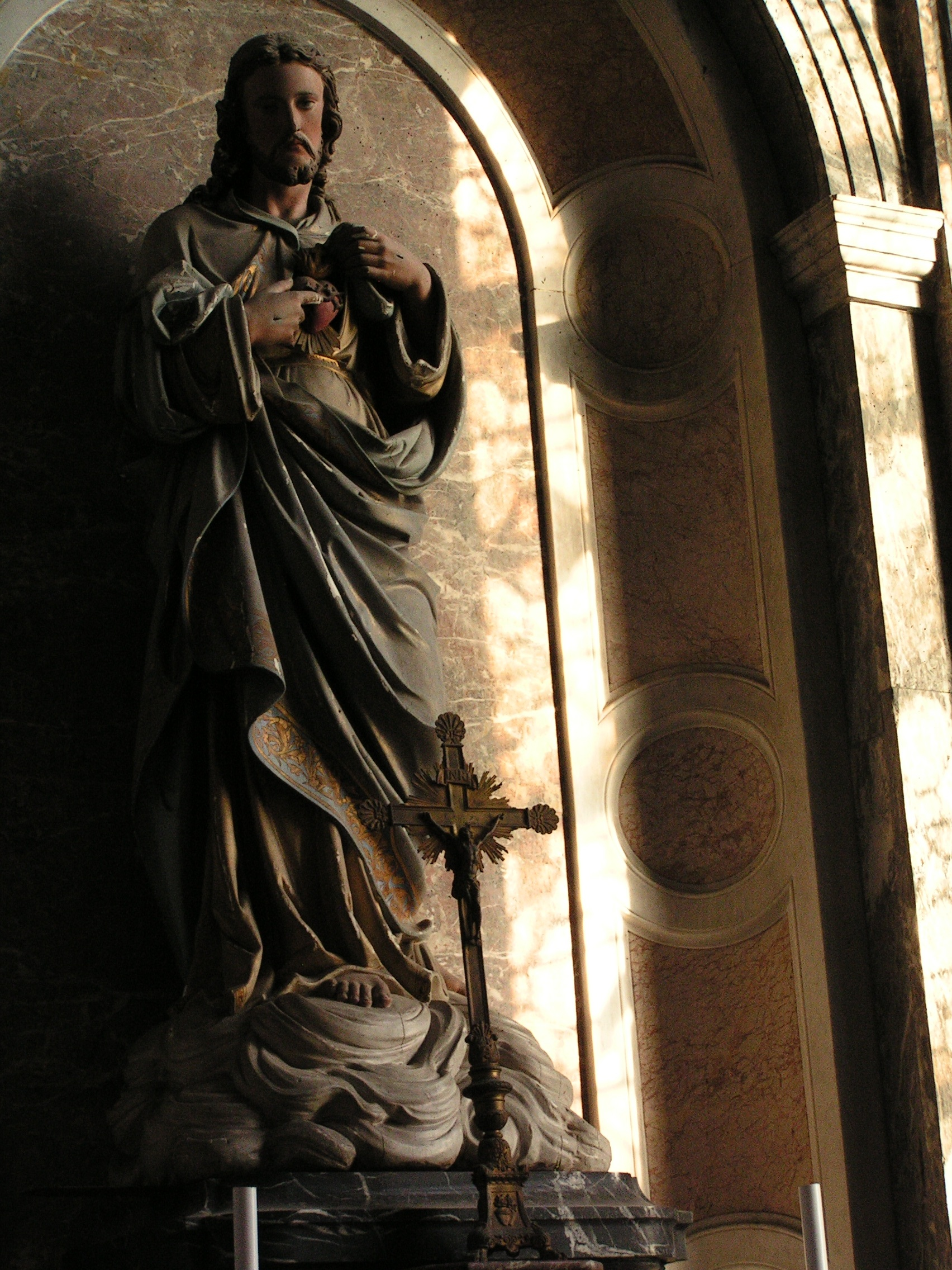
Chapelle du Sacré Cœur.
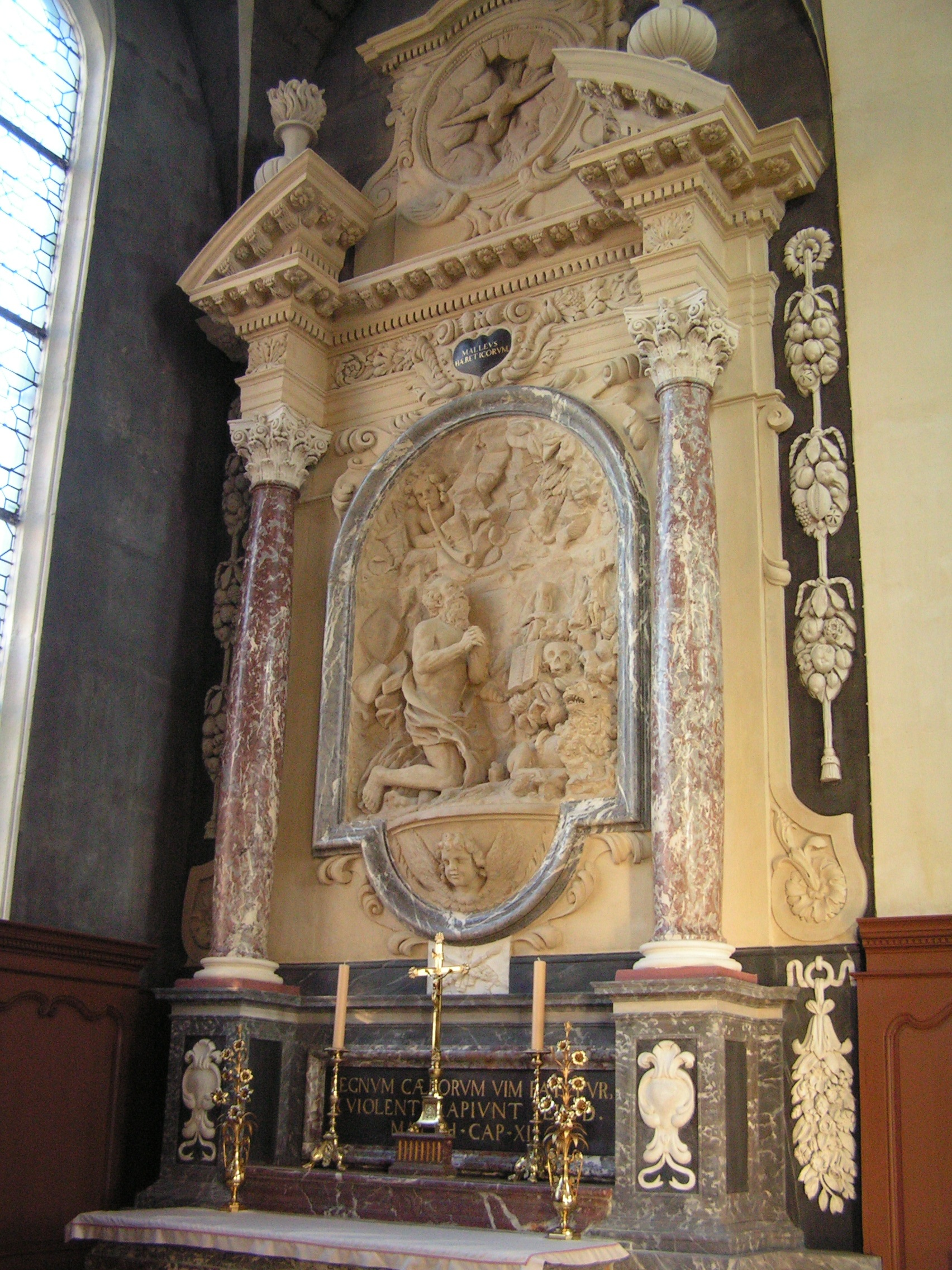
Chapelle Saint-Jérôme.
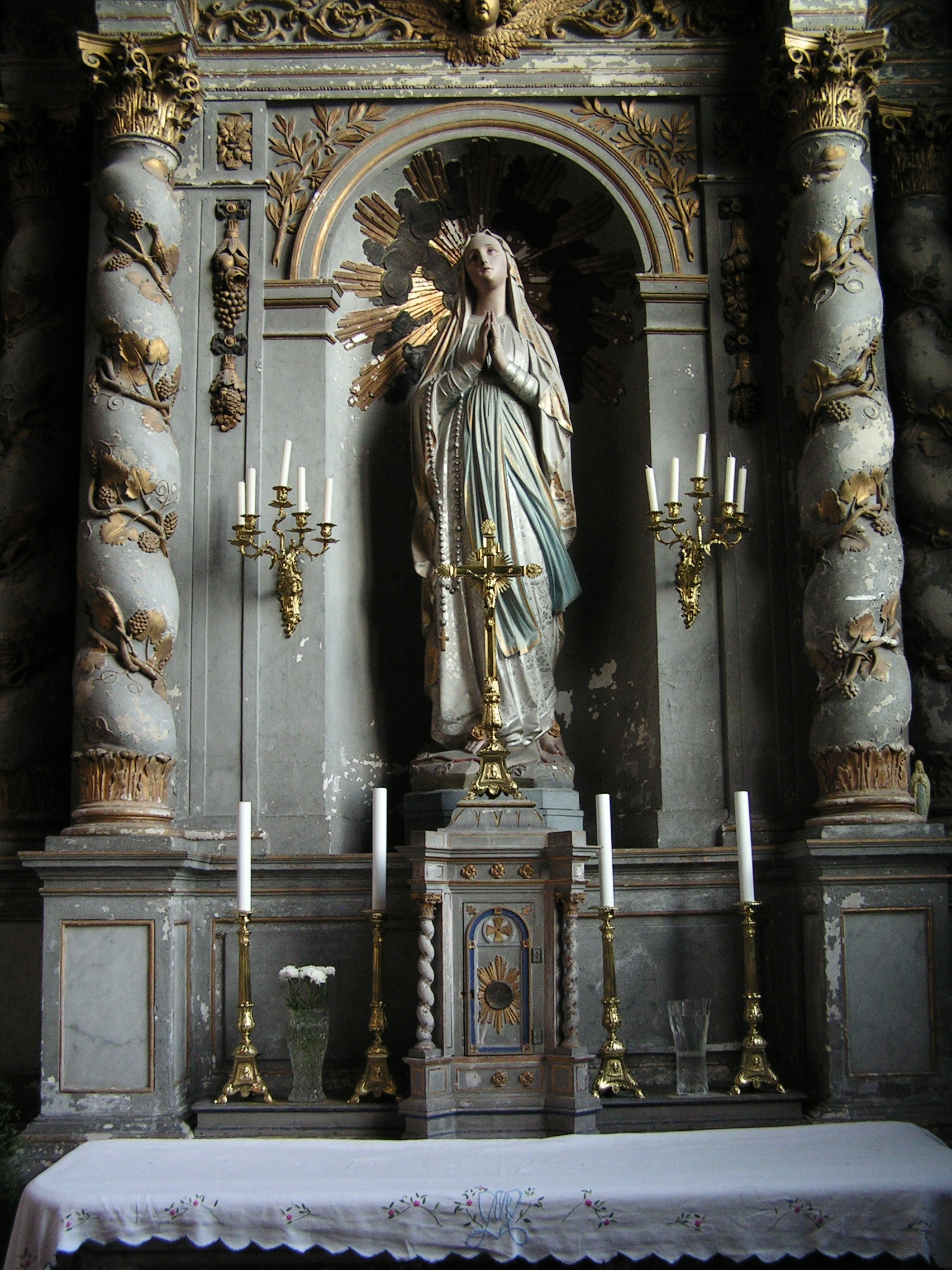
Chapelle Notre-Dame de Lourdes.
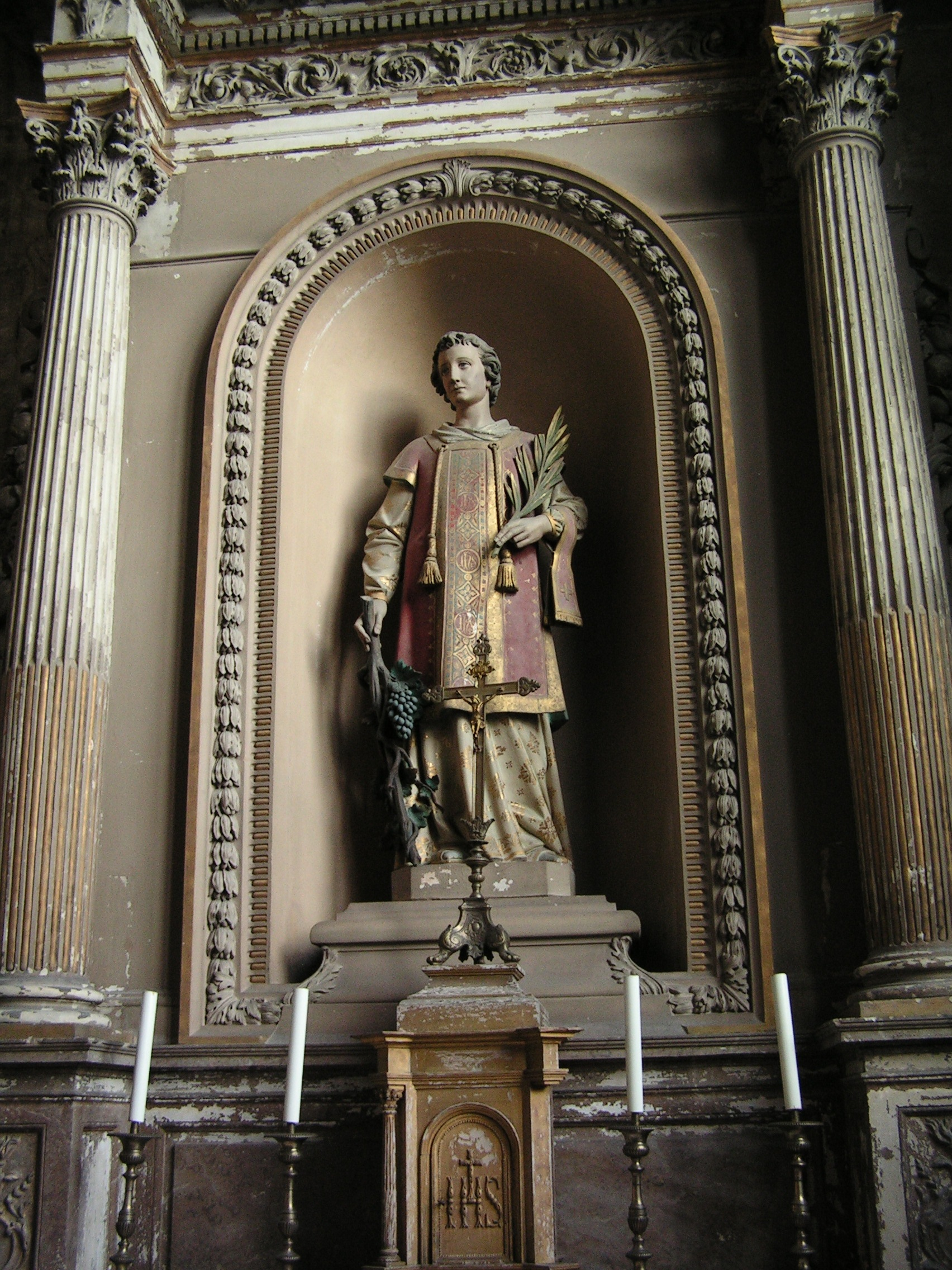
Chapelle Saint-Vincent.
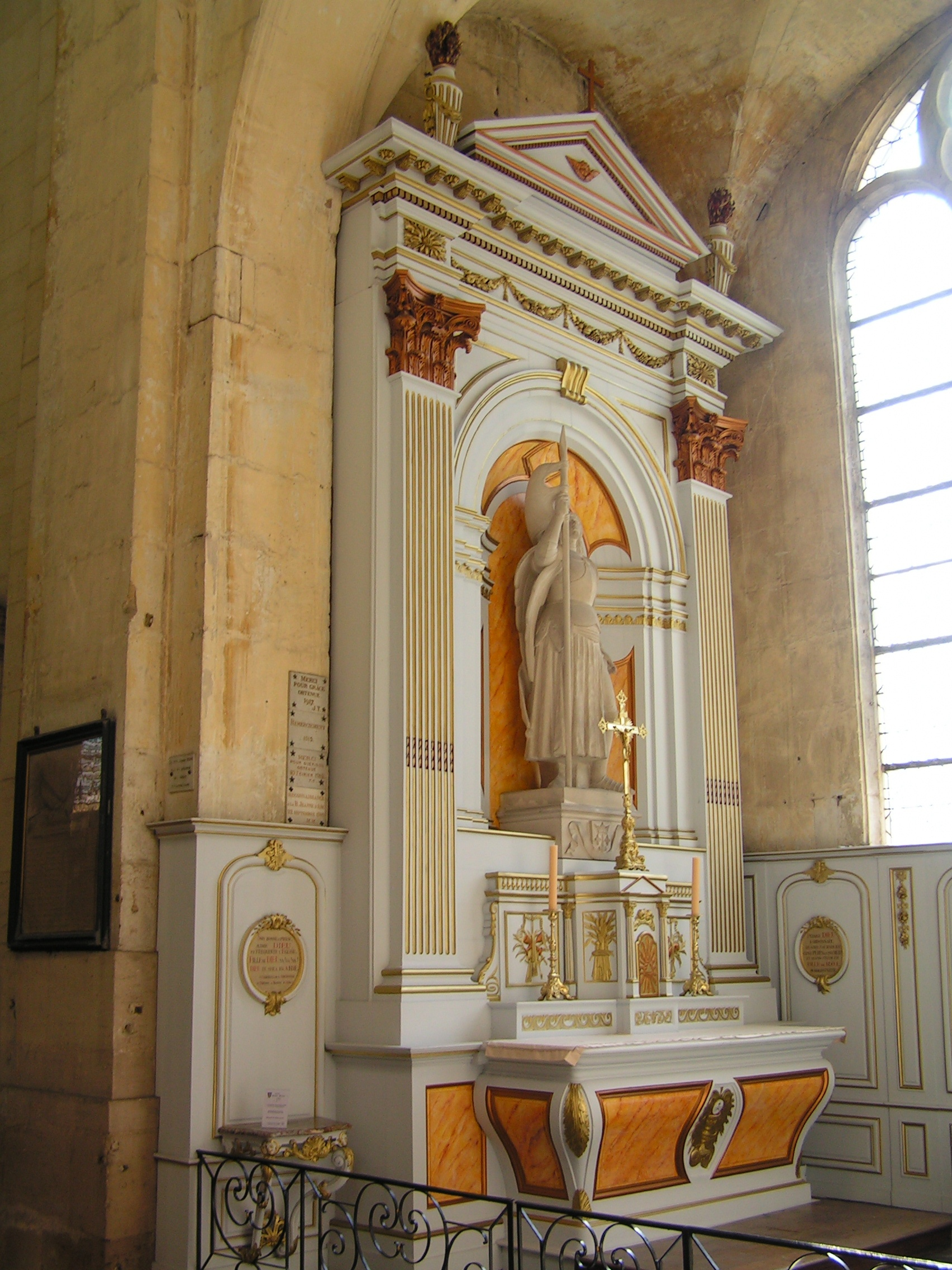
Chapelle Sainte-Jeanne d'Arc ; ensemble.
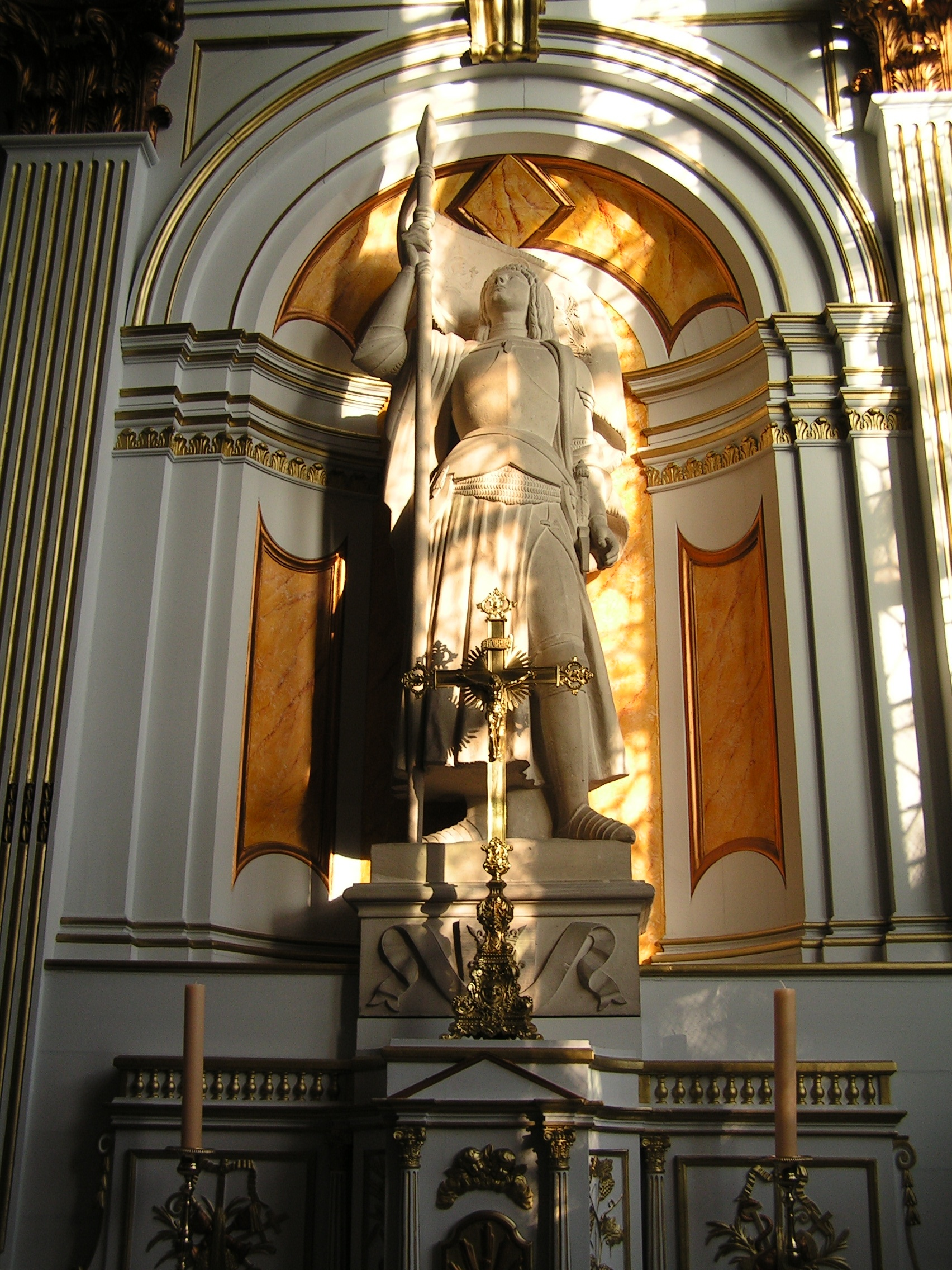
Chapelle Sainte-Jeanne d'Arc détails.
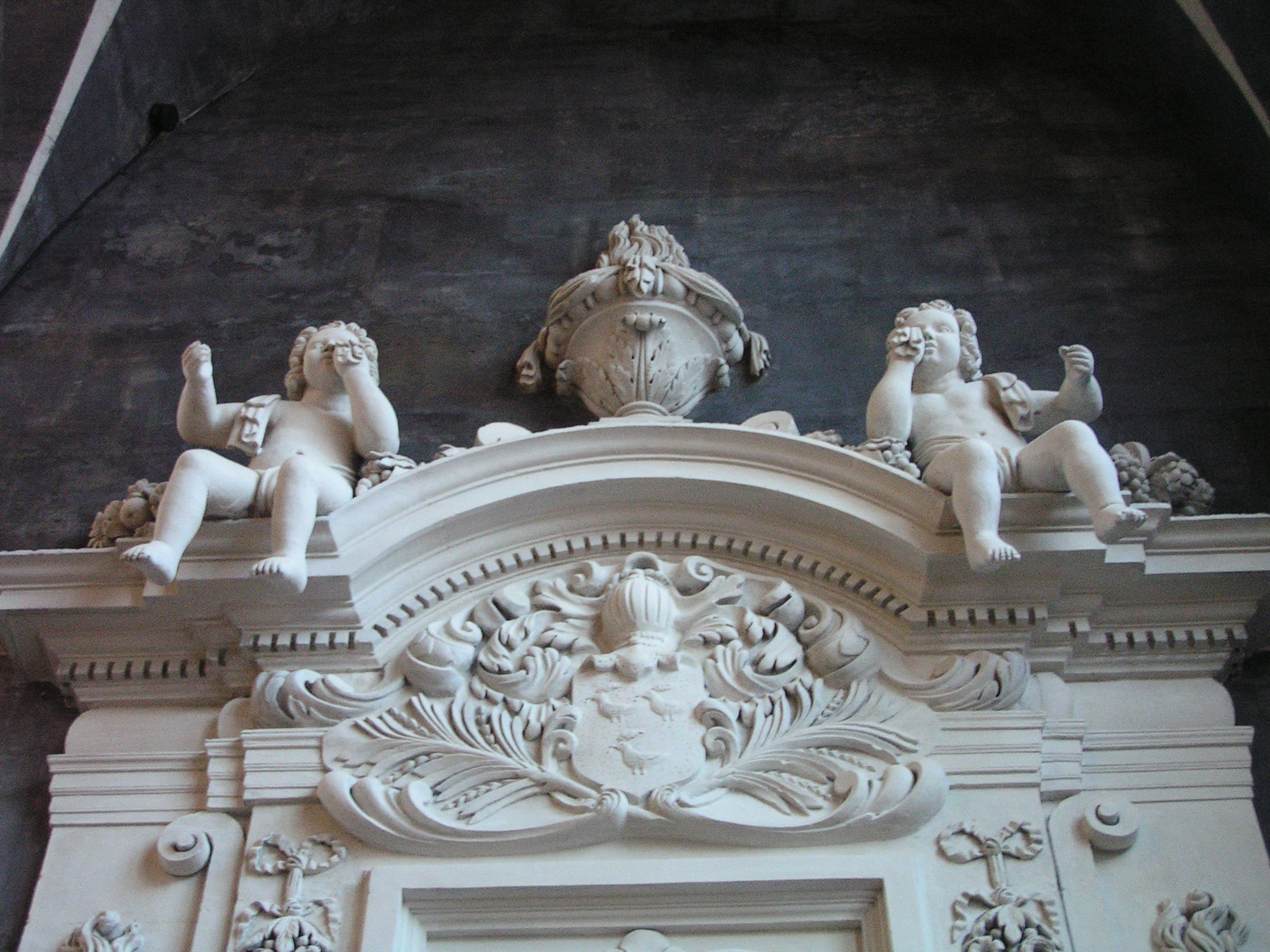
Chapelle.
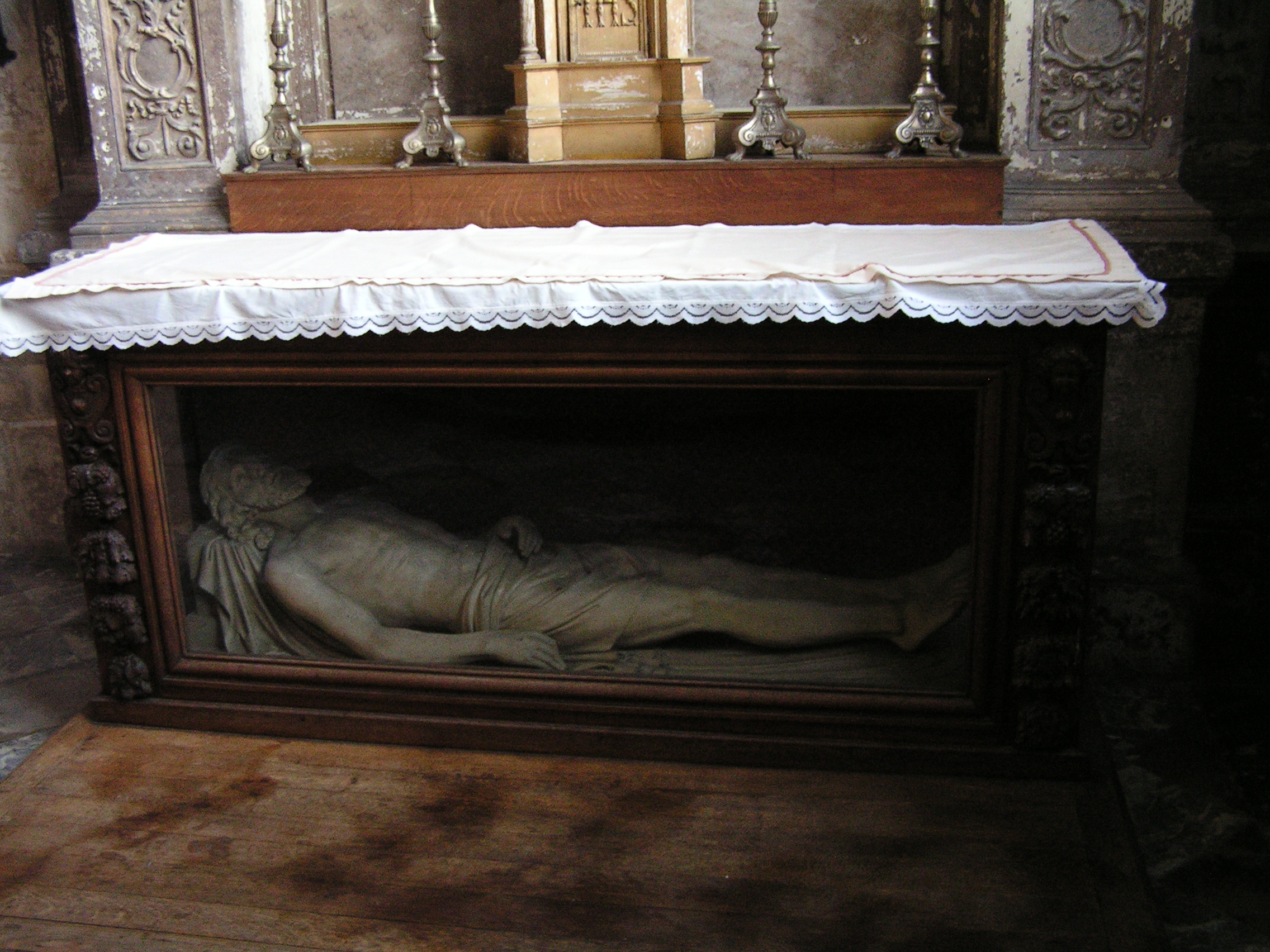
Christ au Sépulcre.
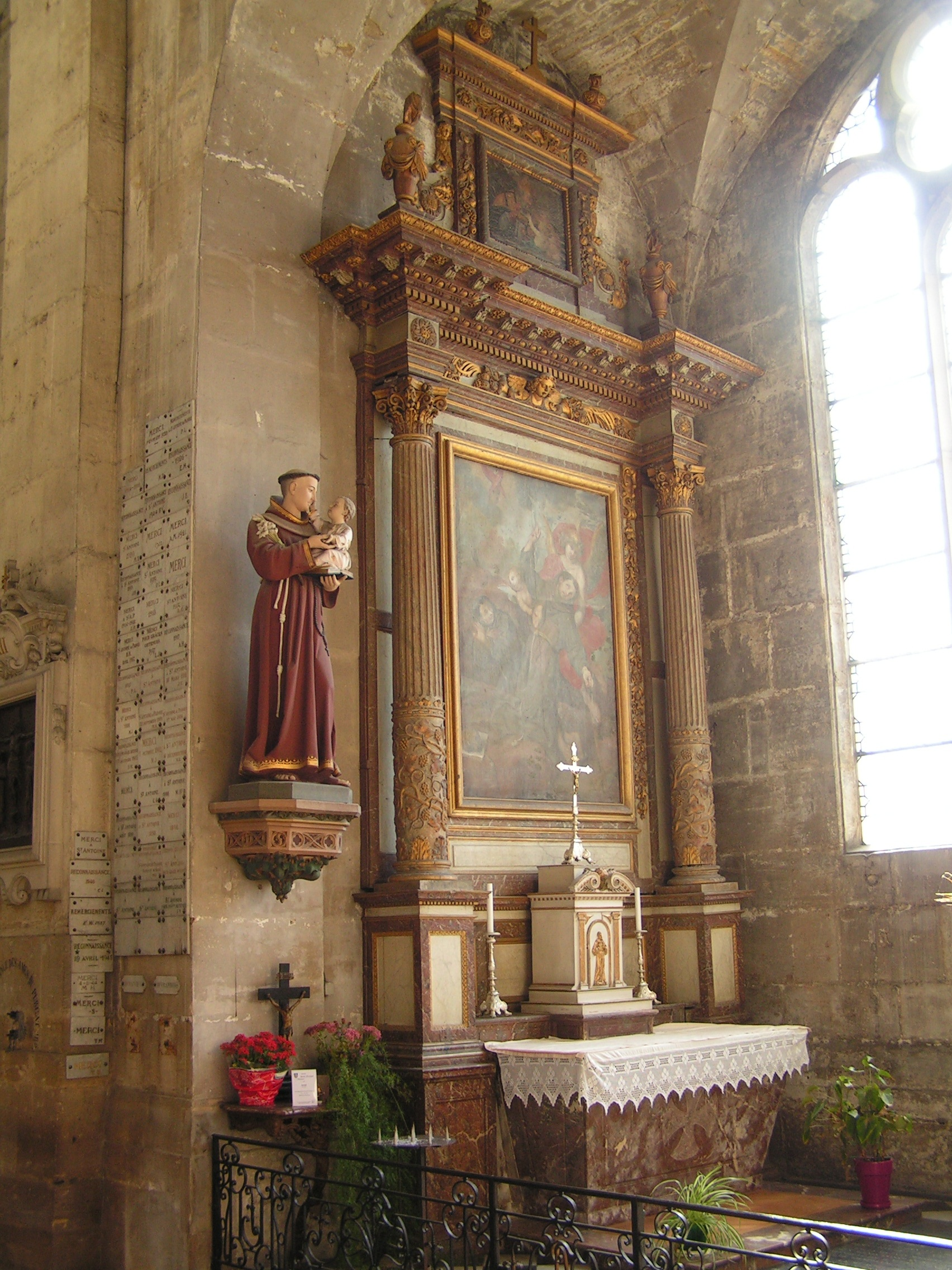
Chapelle Saint-François- d'Assise
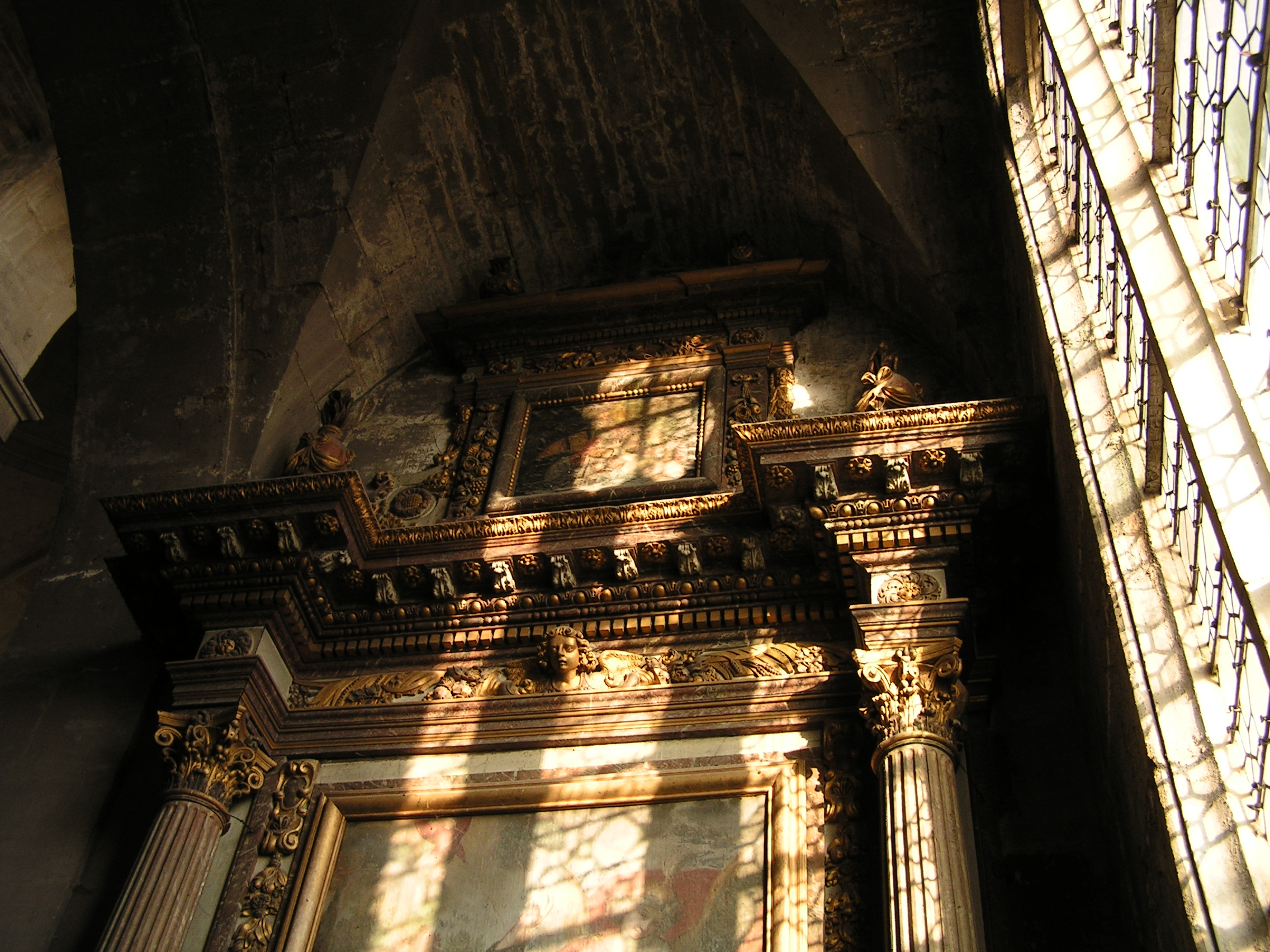
Chapelle Saint-François-d'Assise détails.
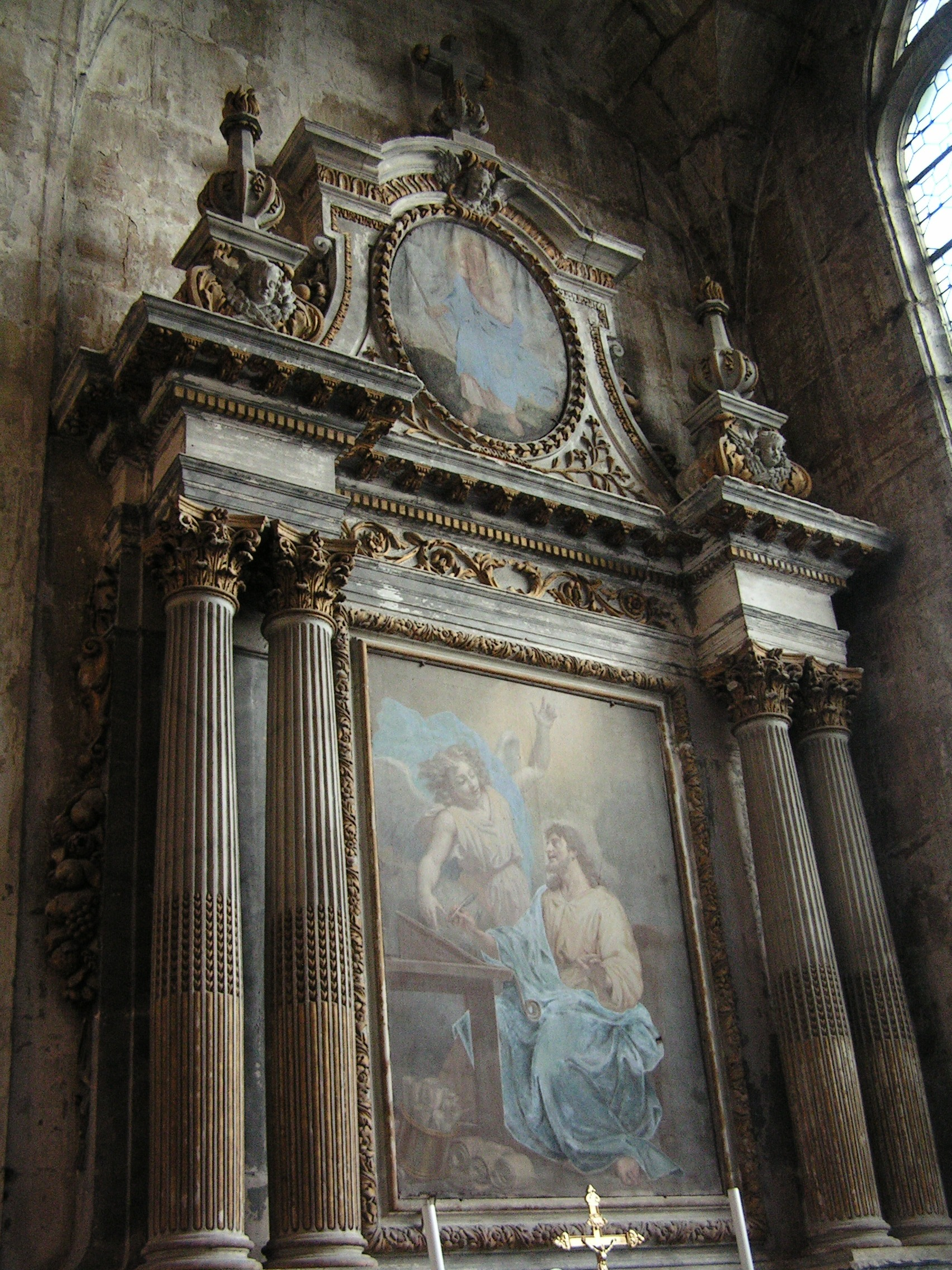
Chapelle.
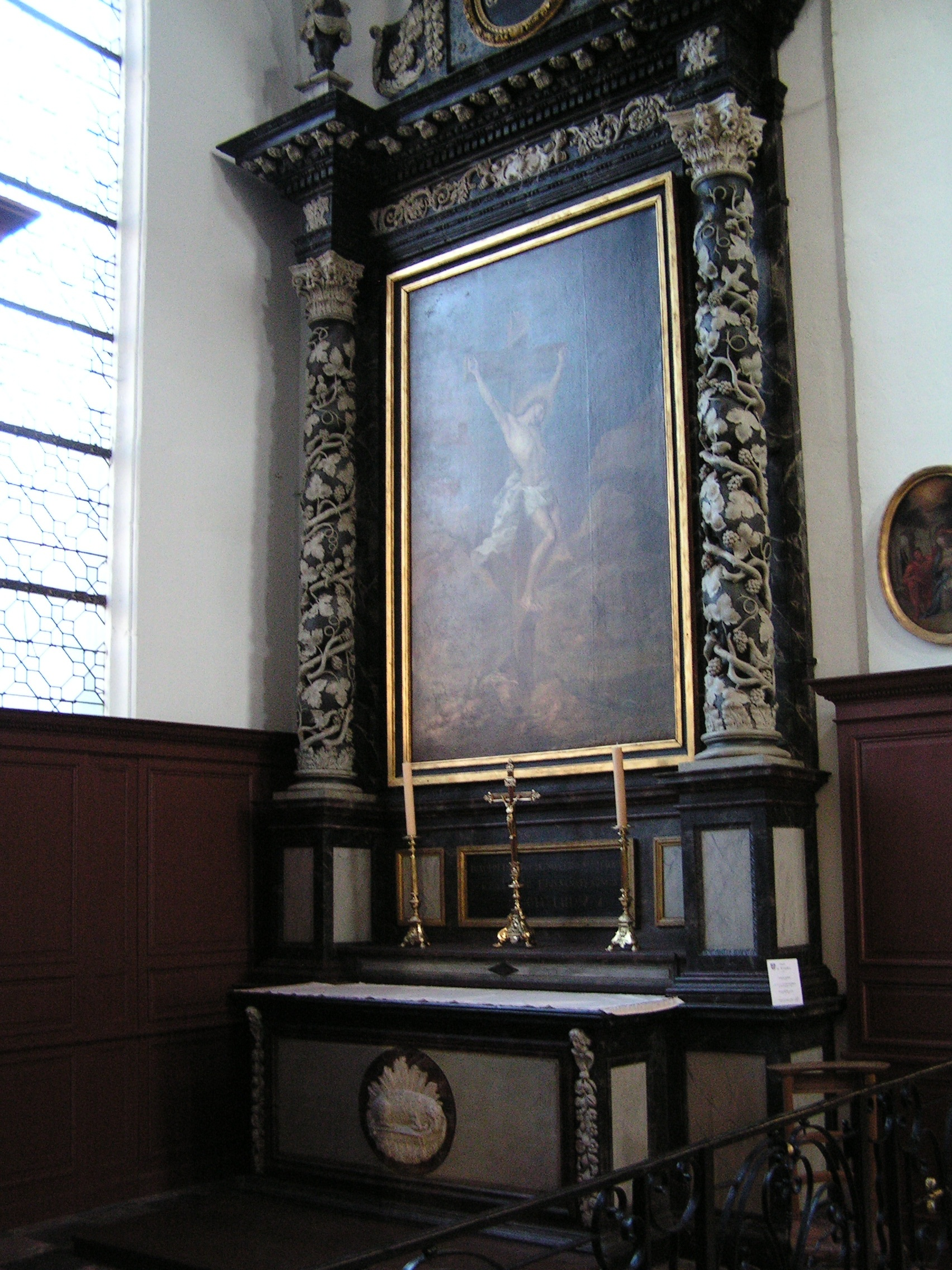
Chapelle du Crucifix.
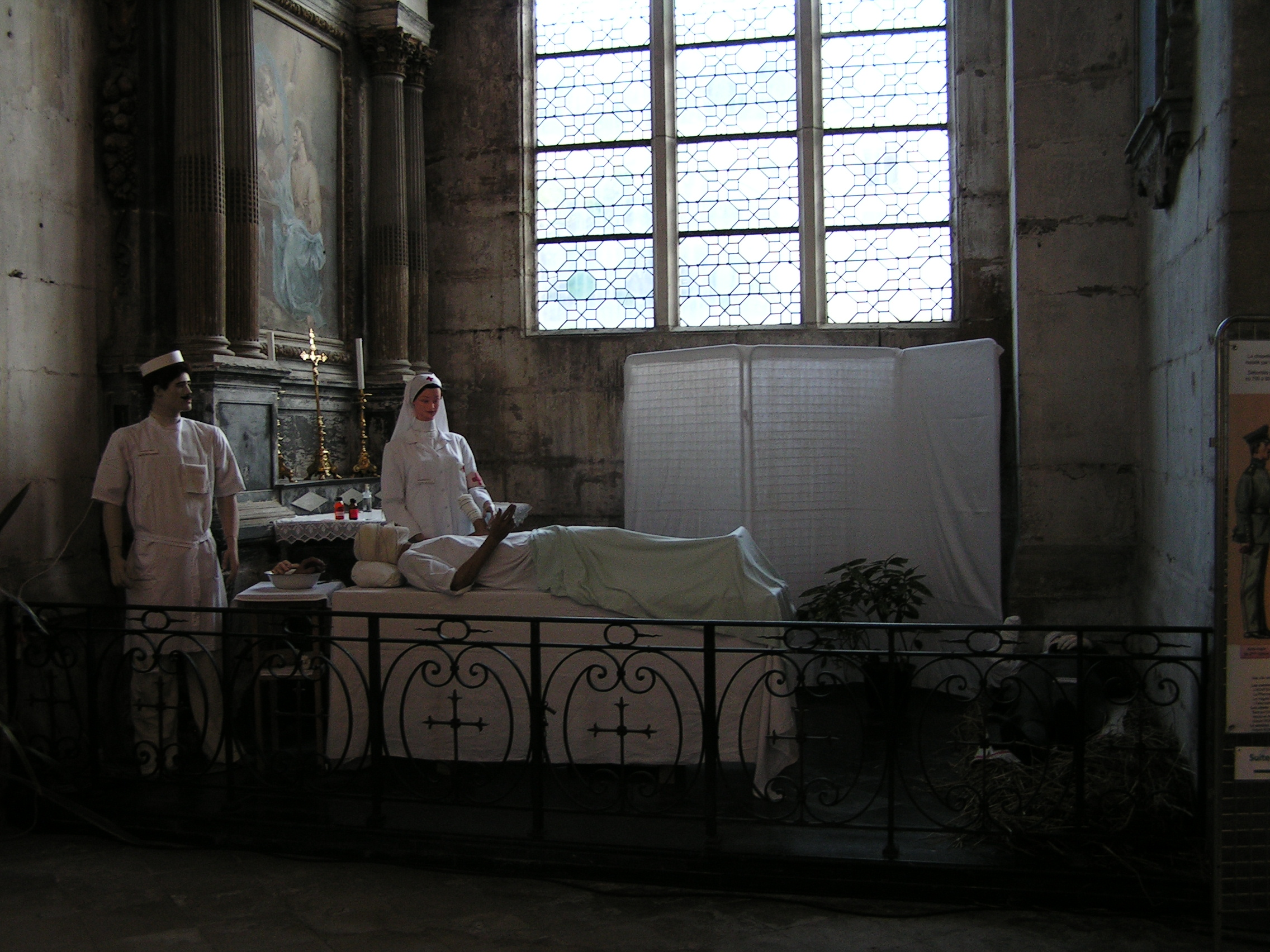
Chapelle habillée pour le centenaire 14-18 comme elle aurait pu être en 1914 quand la collégiale a servi d'Hôpital.
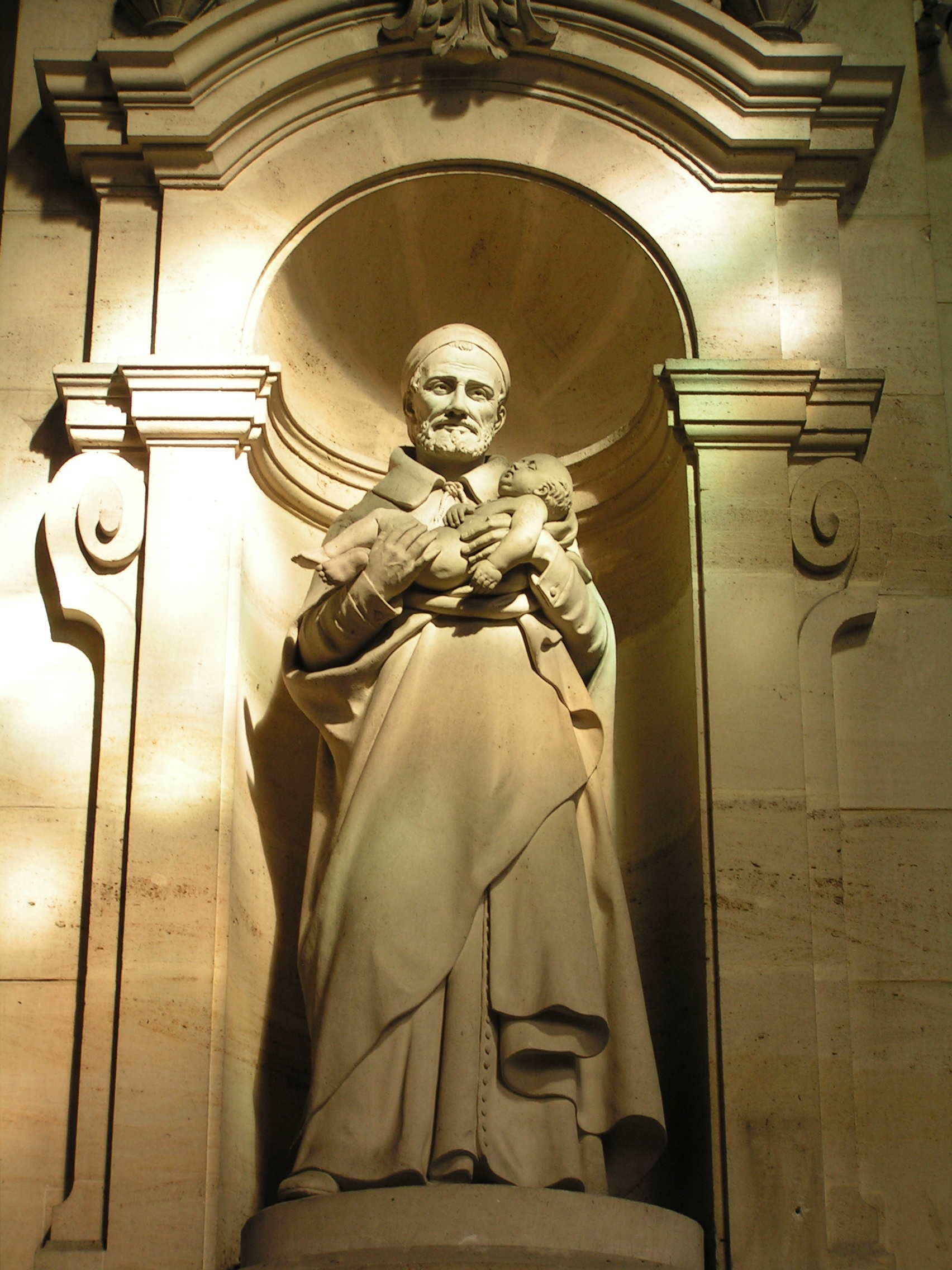
Chapelle du Saint-Sacrement ; Statue de Saint-Vincent de Paul
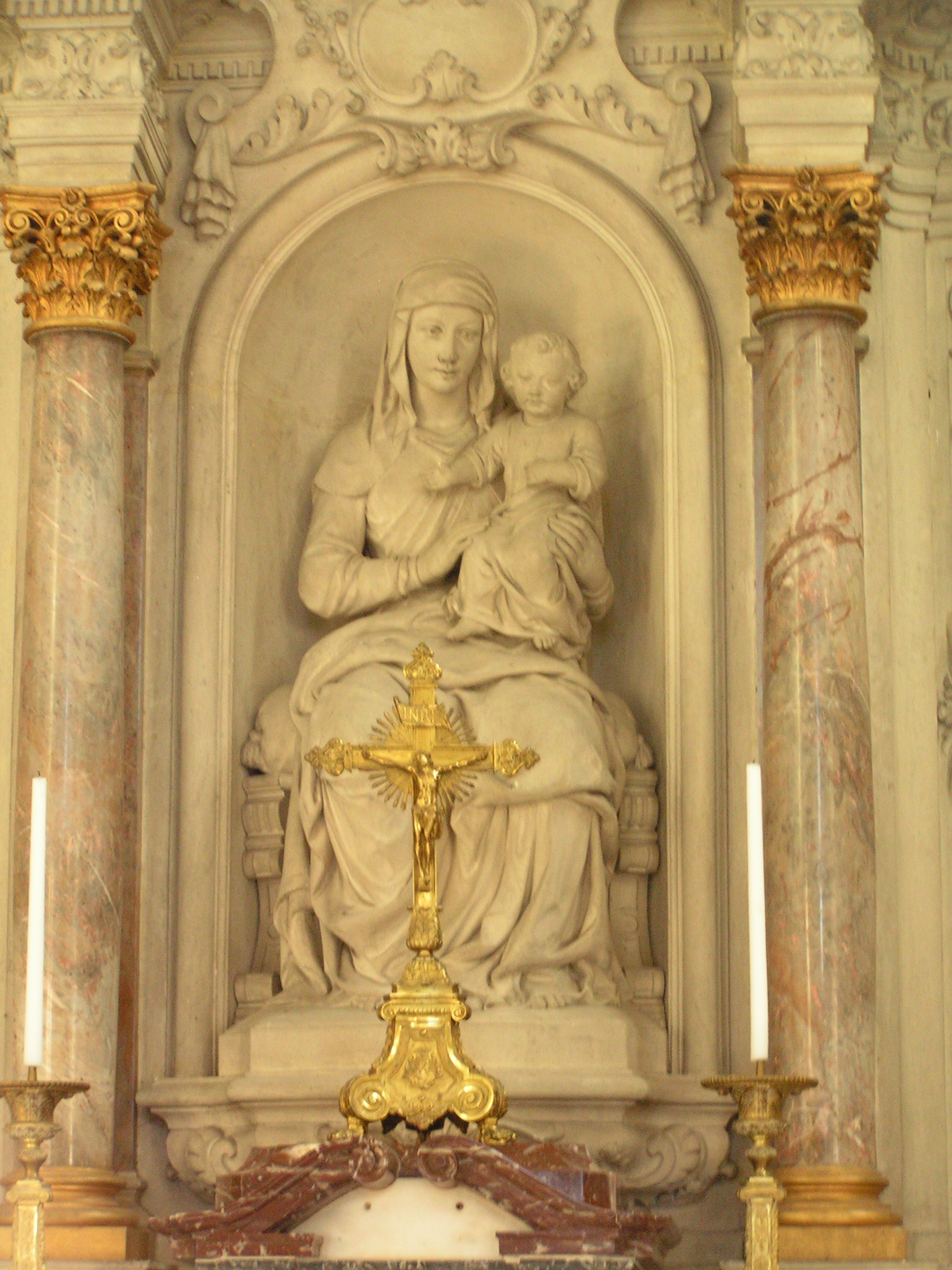
Chapelle du Saint-Sacrement ; Vierge à l'enfant.
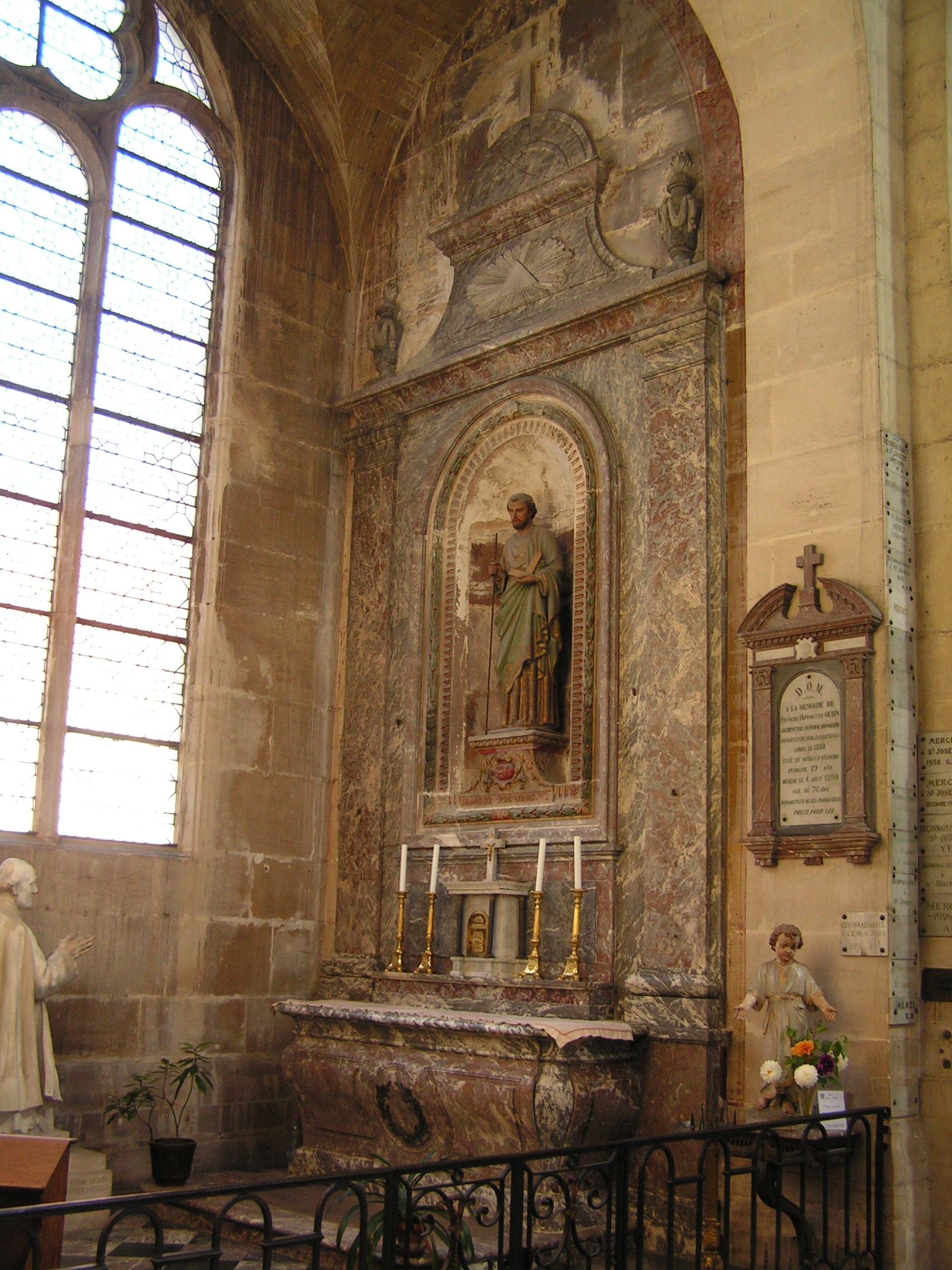
Chapelle Saint-Joseph.
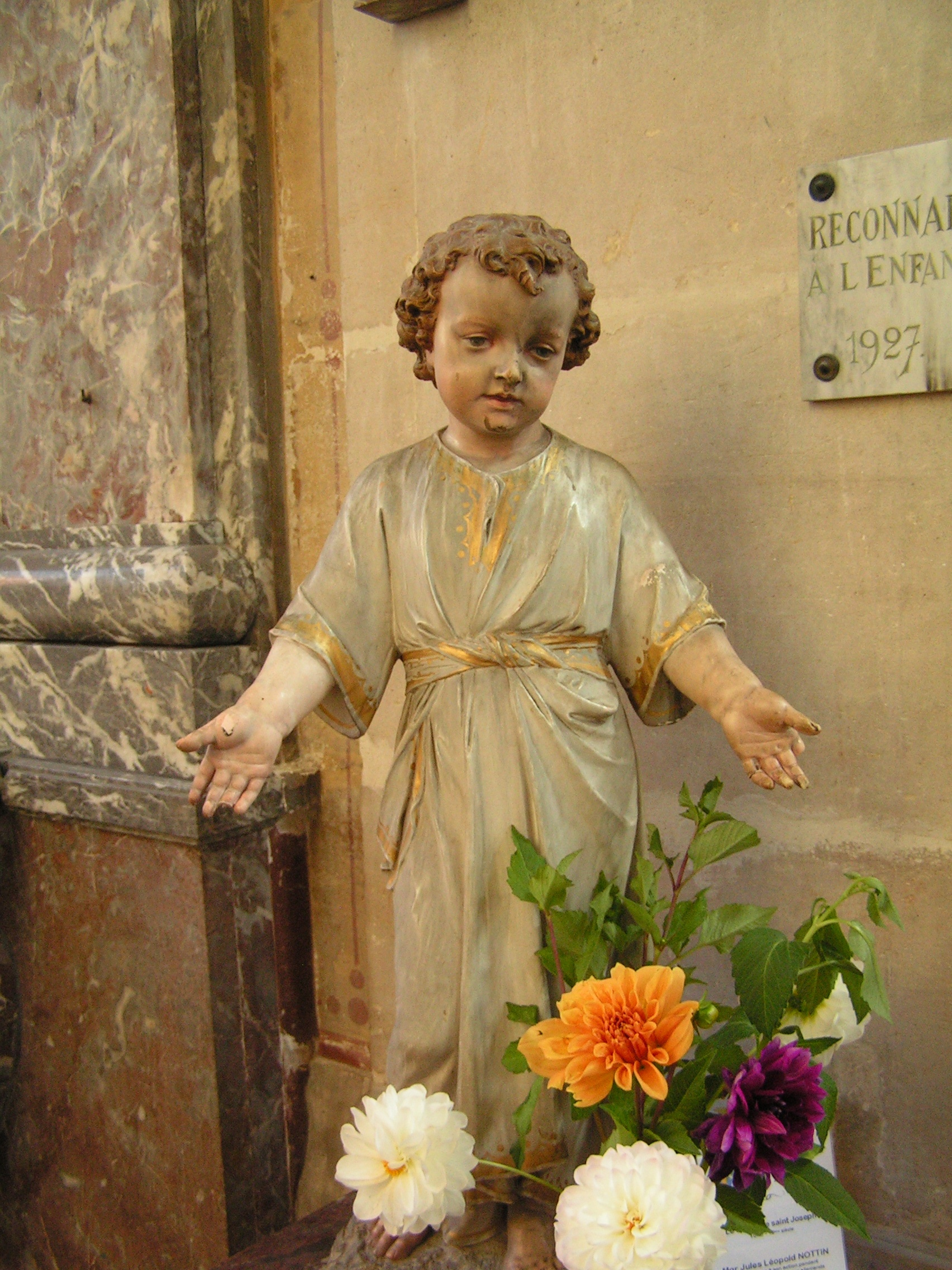
Statue chérubin.
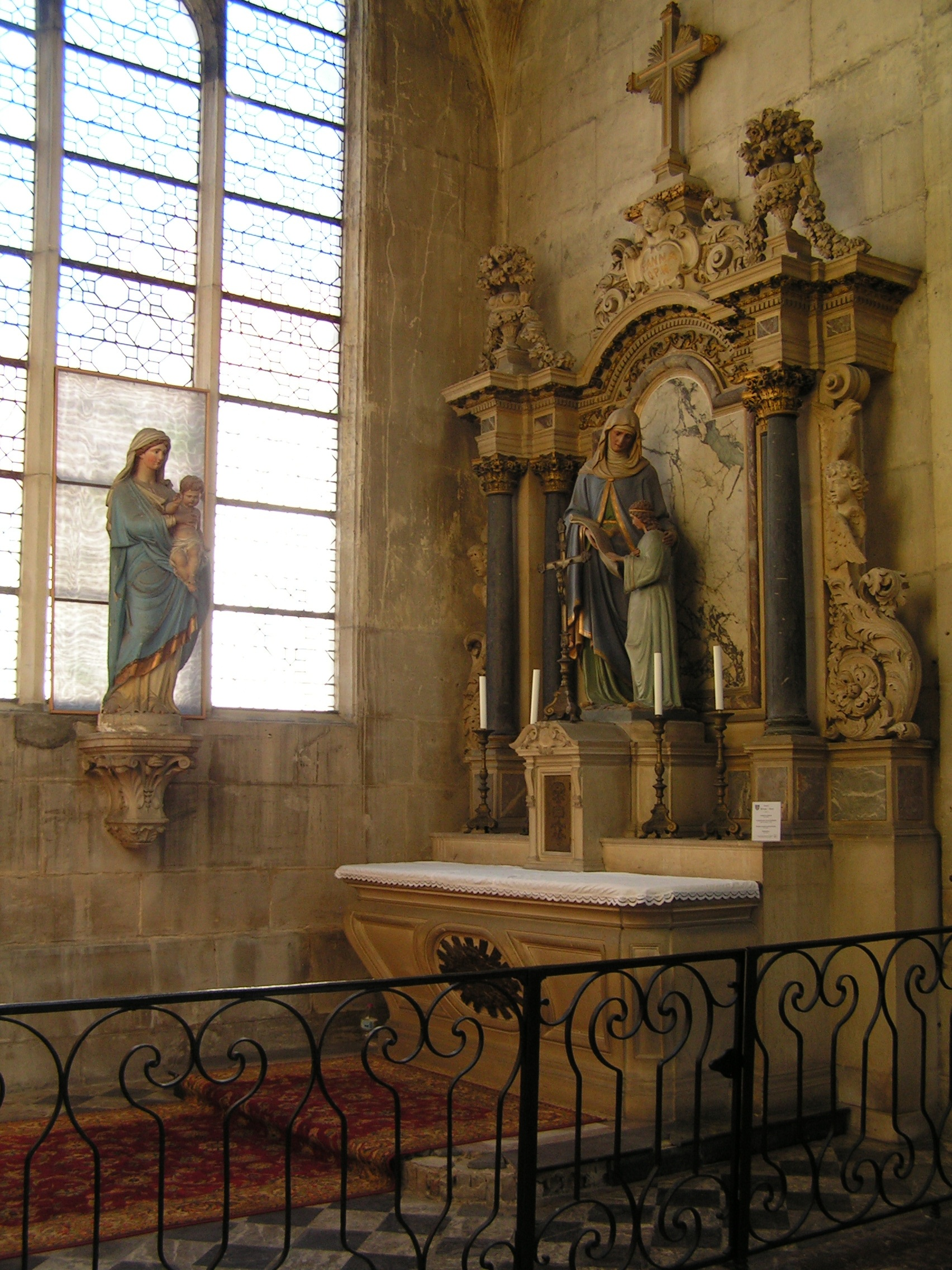
Chapelle Sainte-Anne.
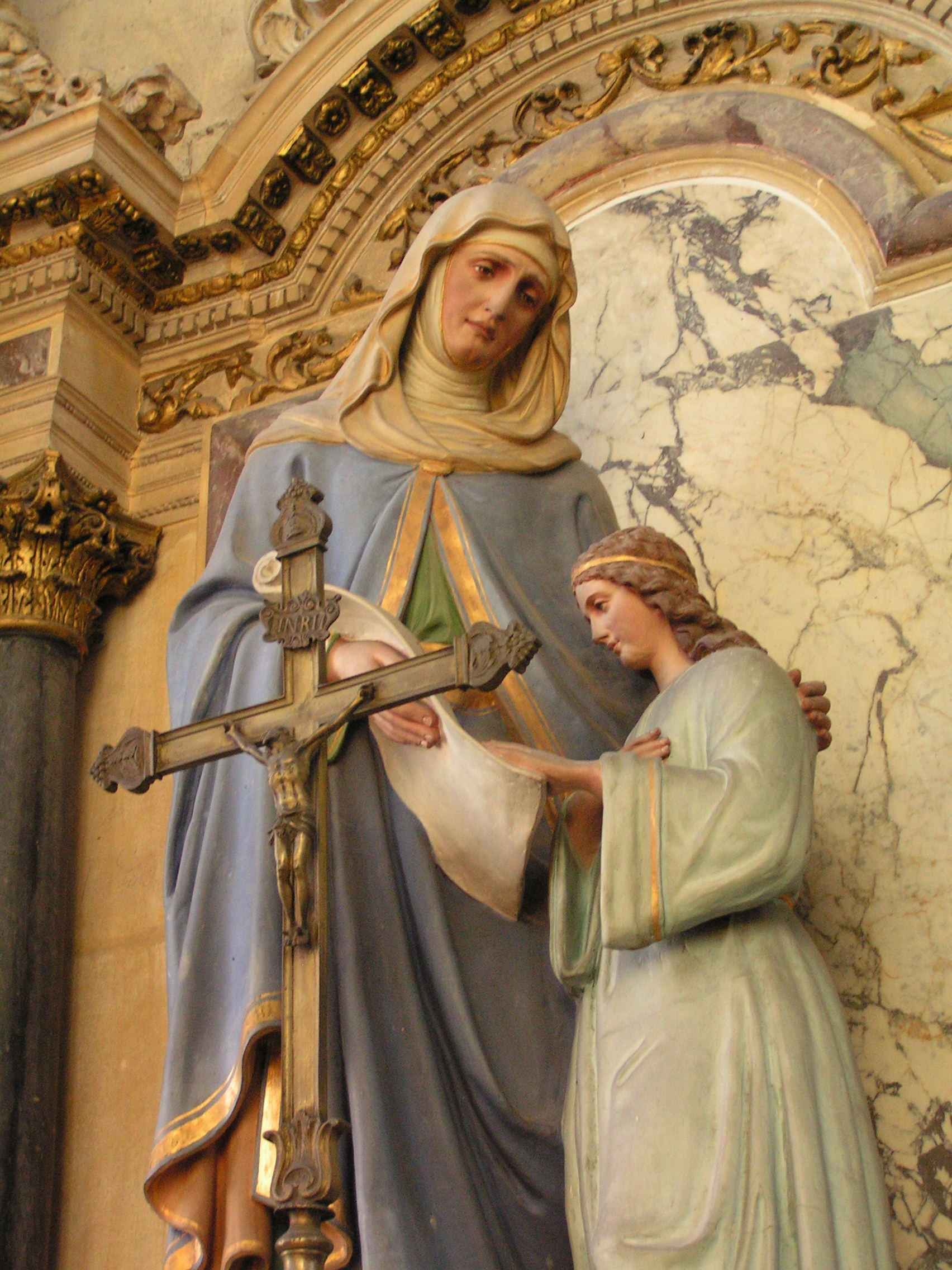
Détail statue ; Chapelle Sainte-Anne.
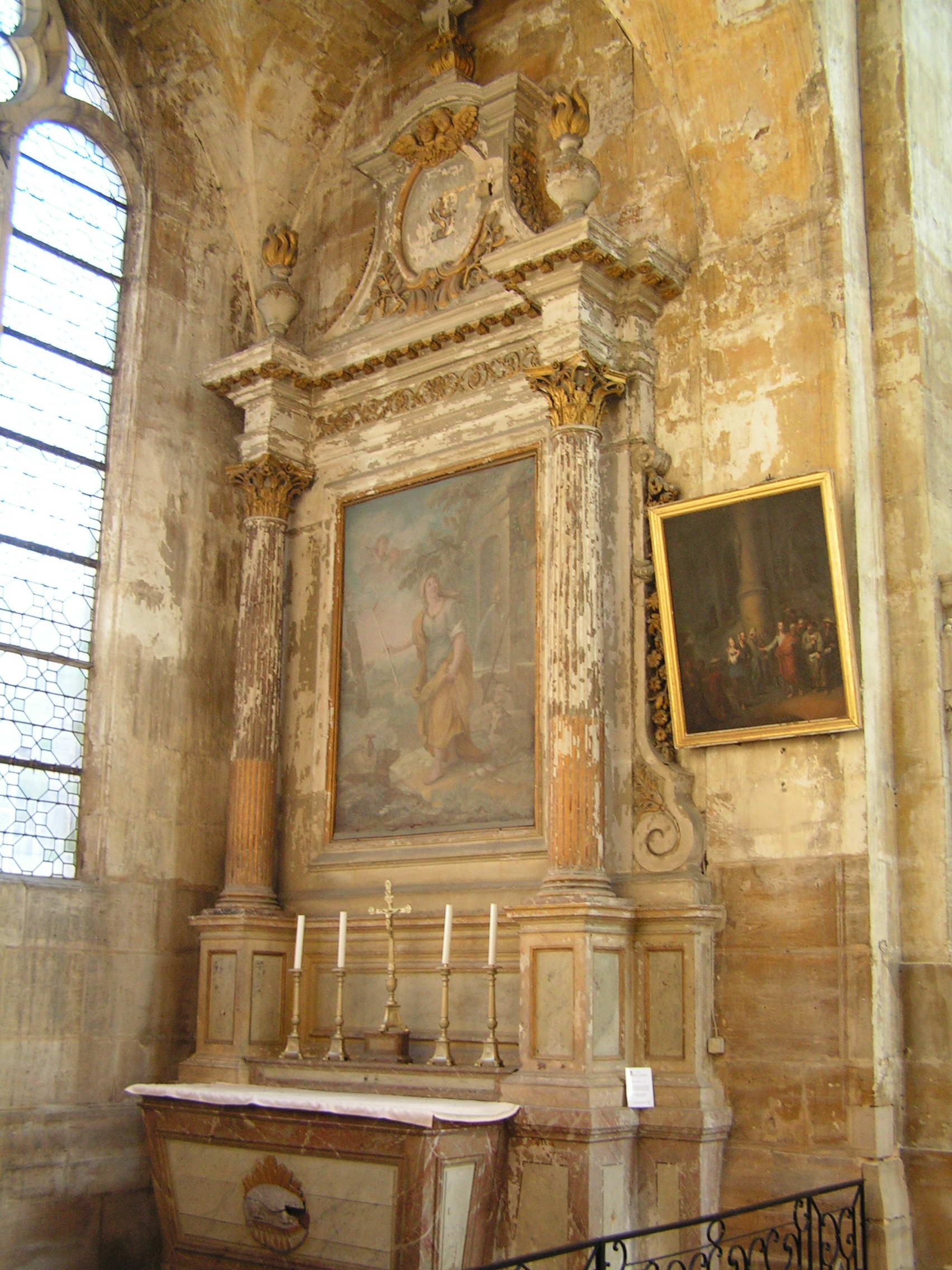
Chapelle Sainte-Geneviève.
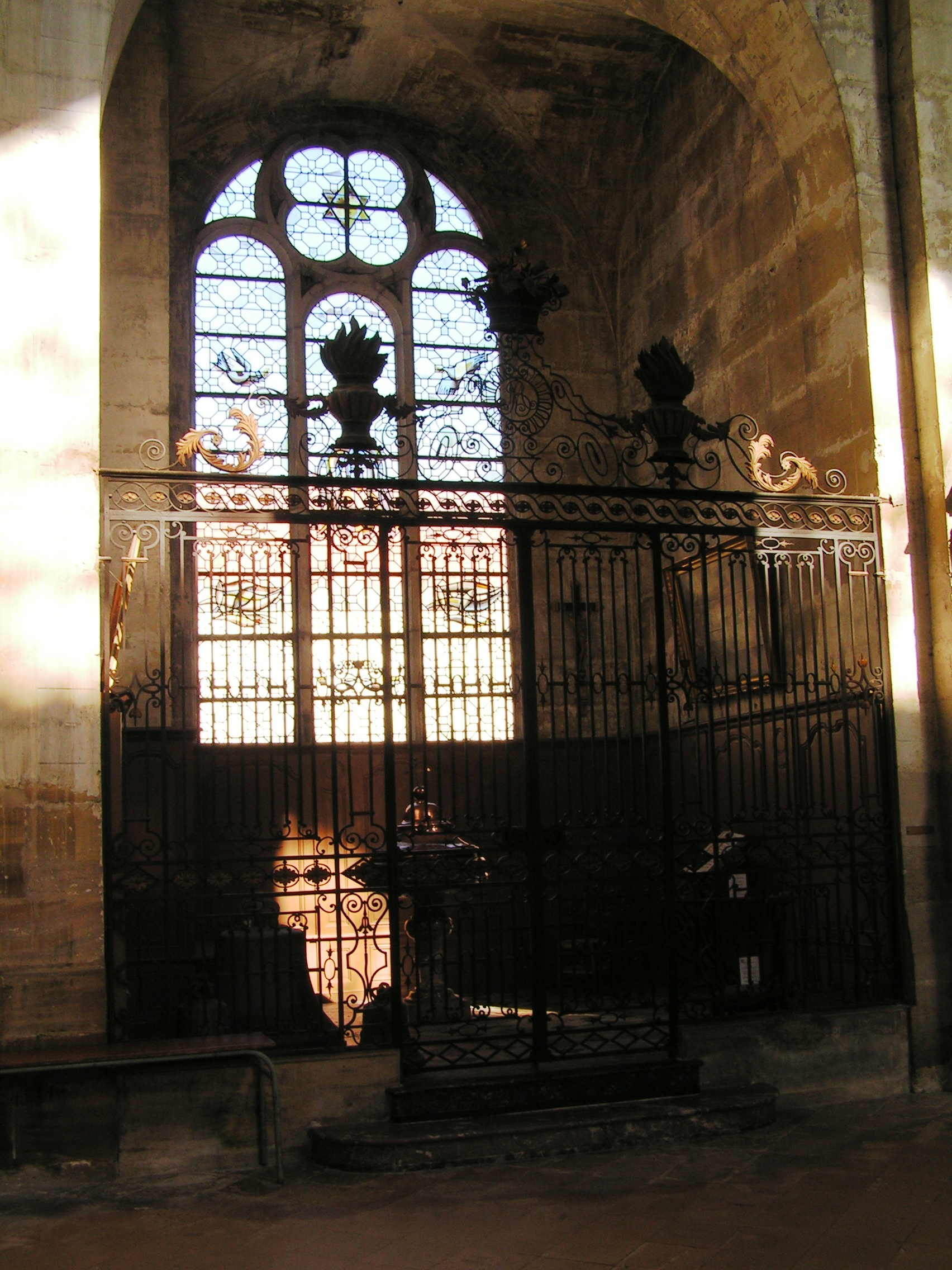
Chapelle des Fonts Baptismaux.

#### Chemin de croix

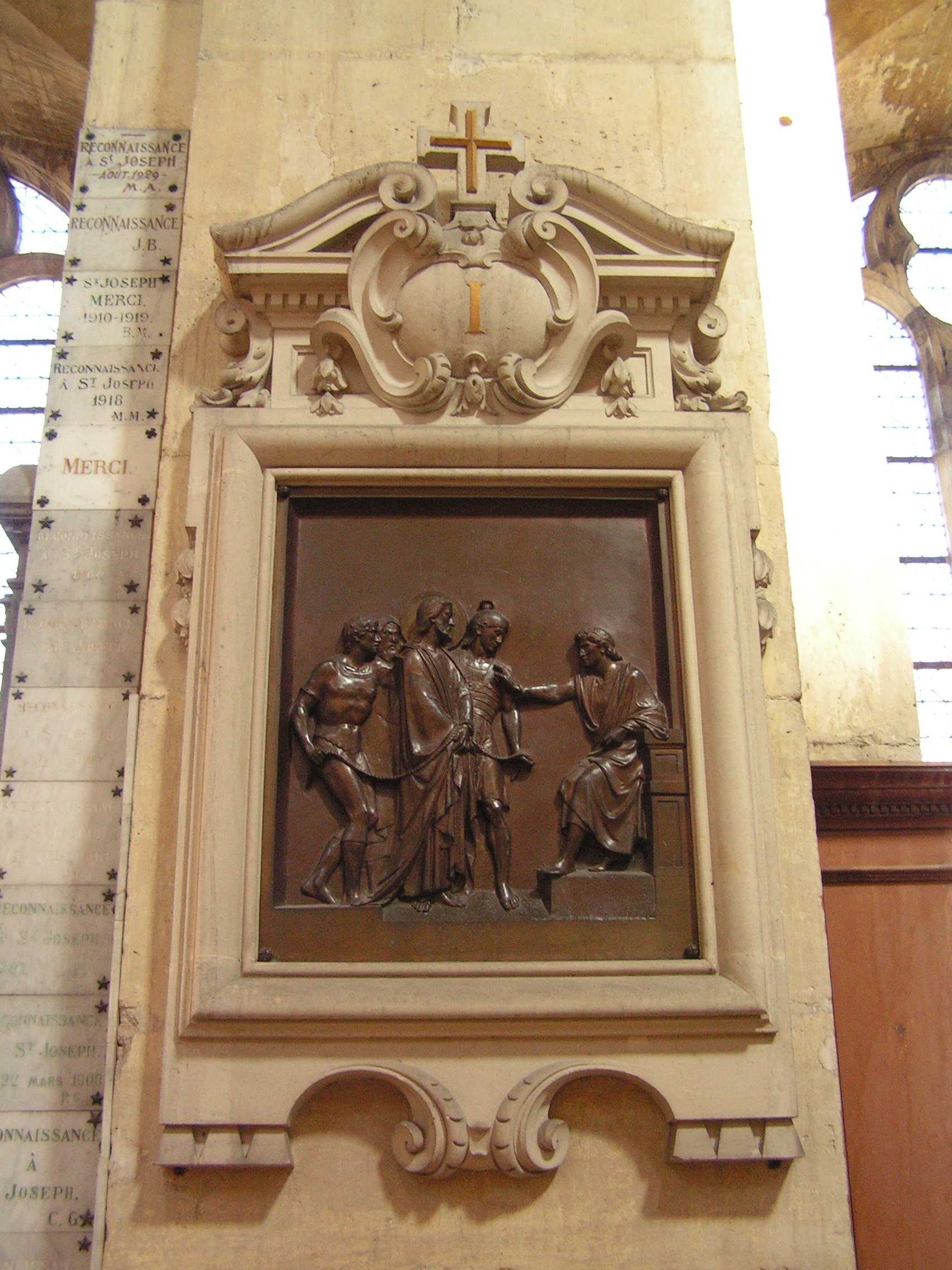
Chemin de Croix no 1.
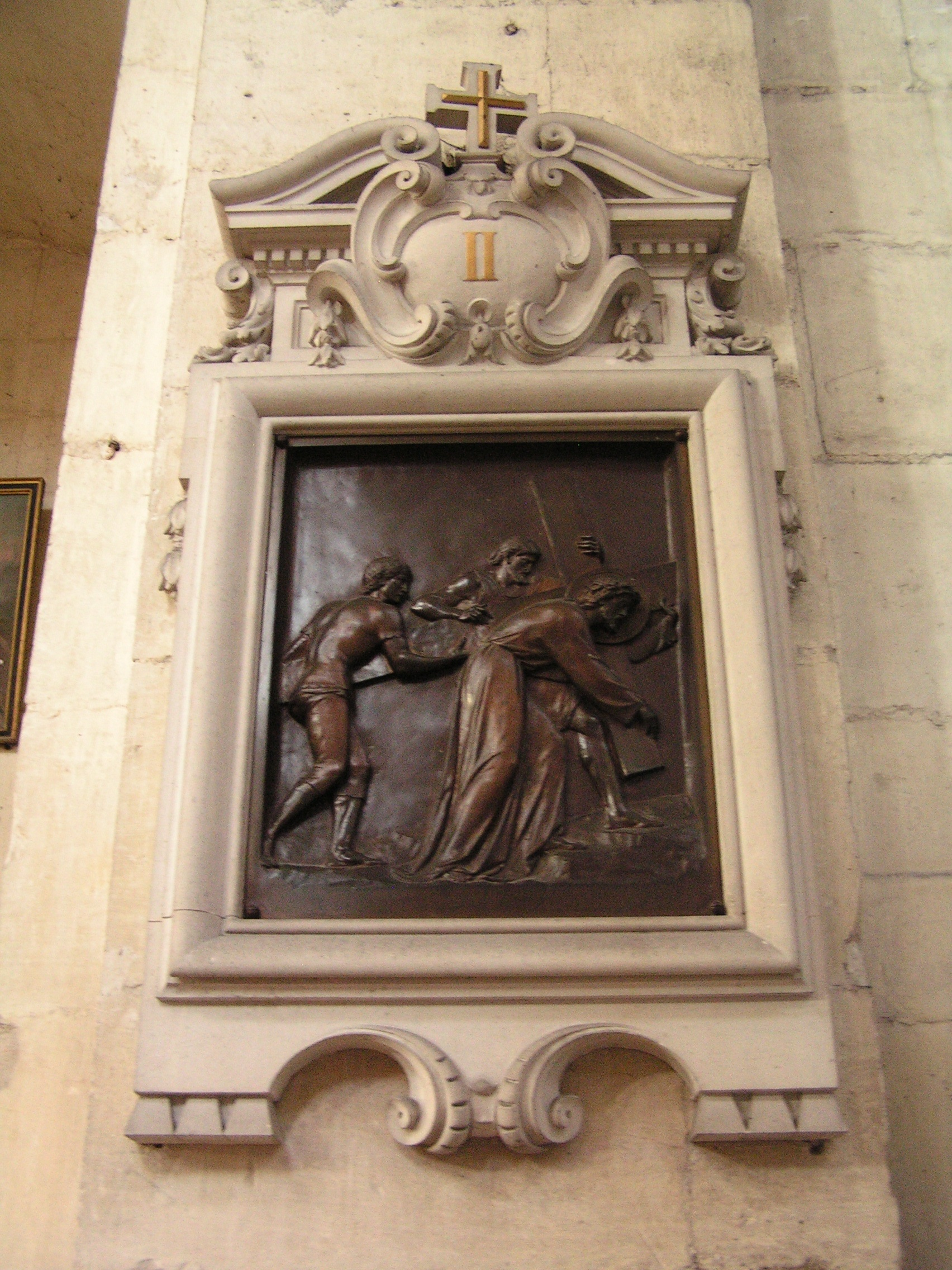
Chemin de Croix no 2.
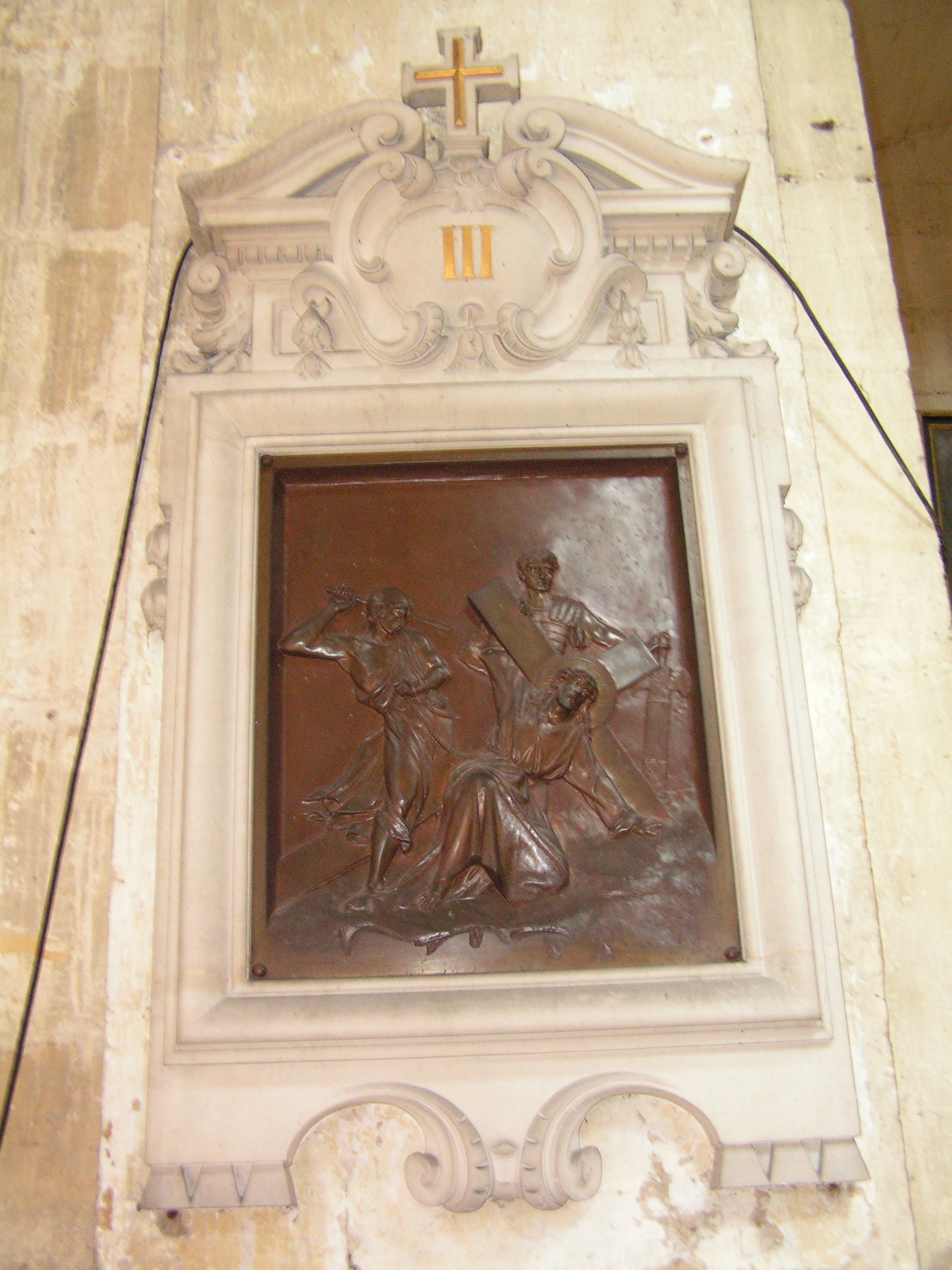
Chemin de Croix no 3.
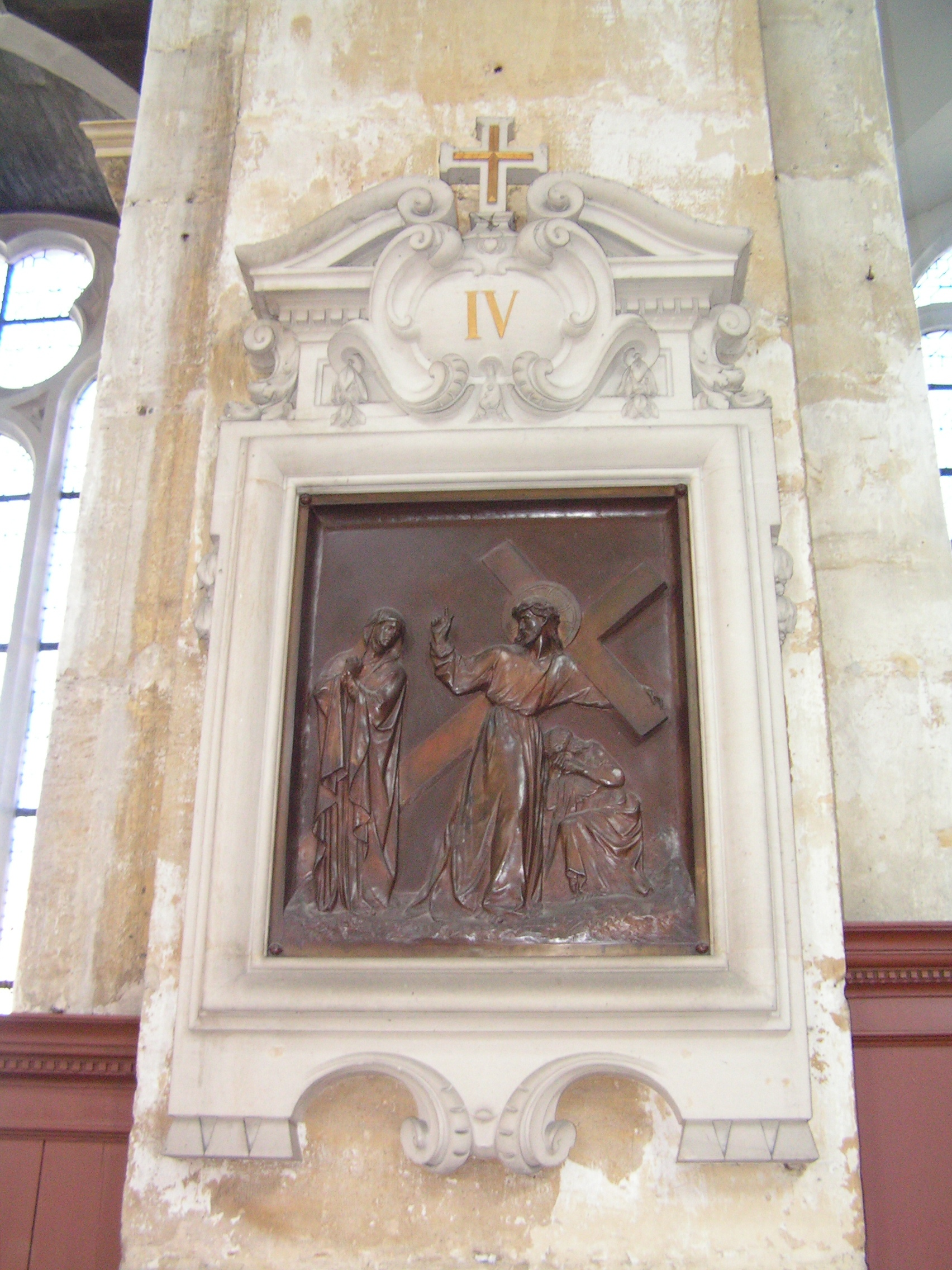
Chemin de Croix no 4.
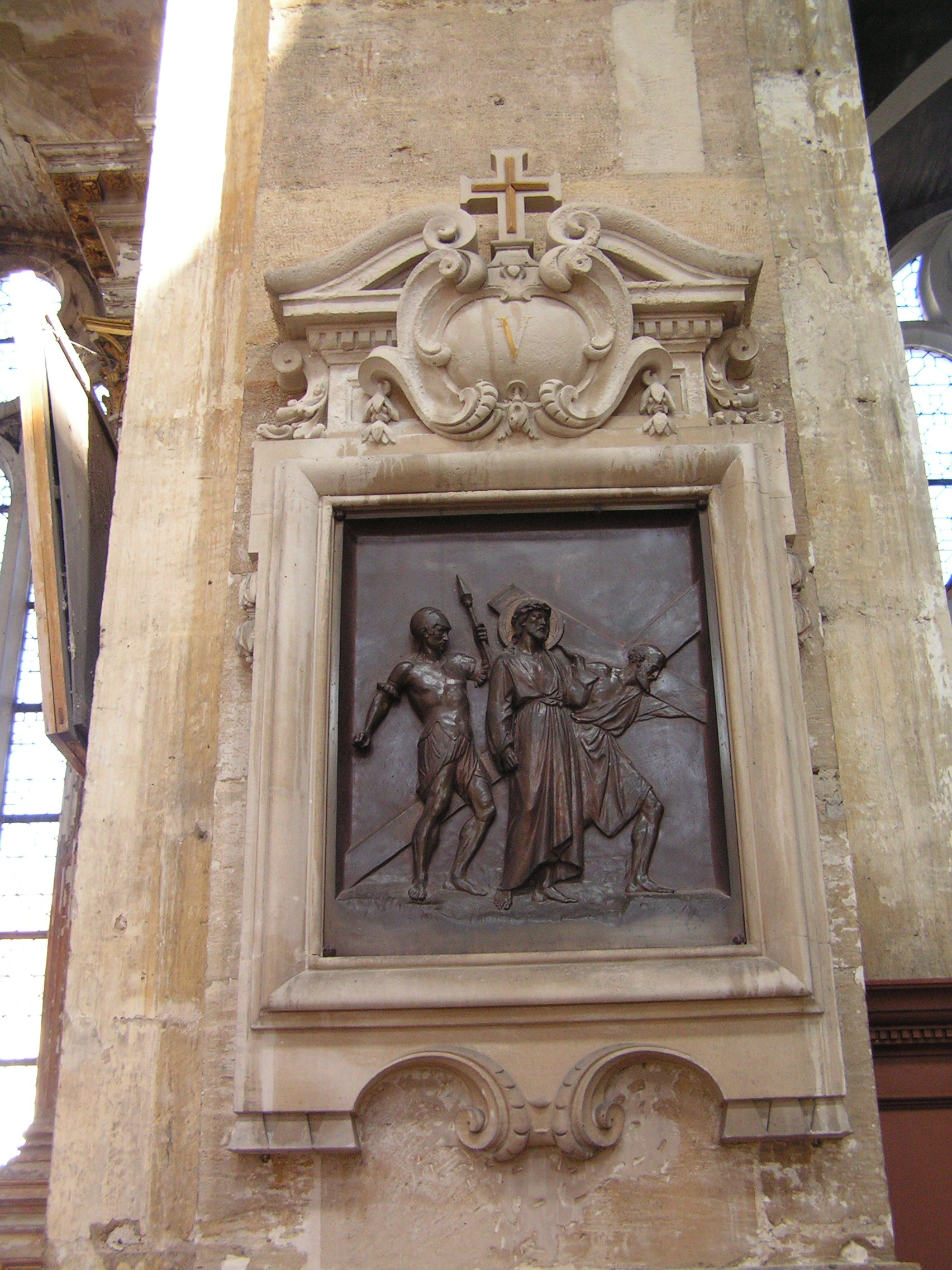
Chemin de Croix no 5.
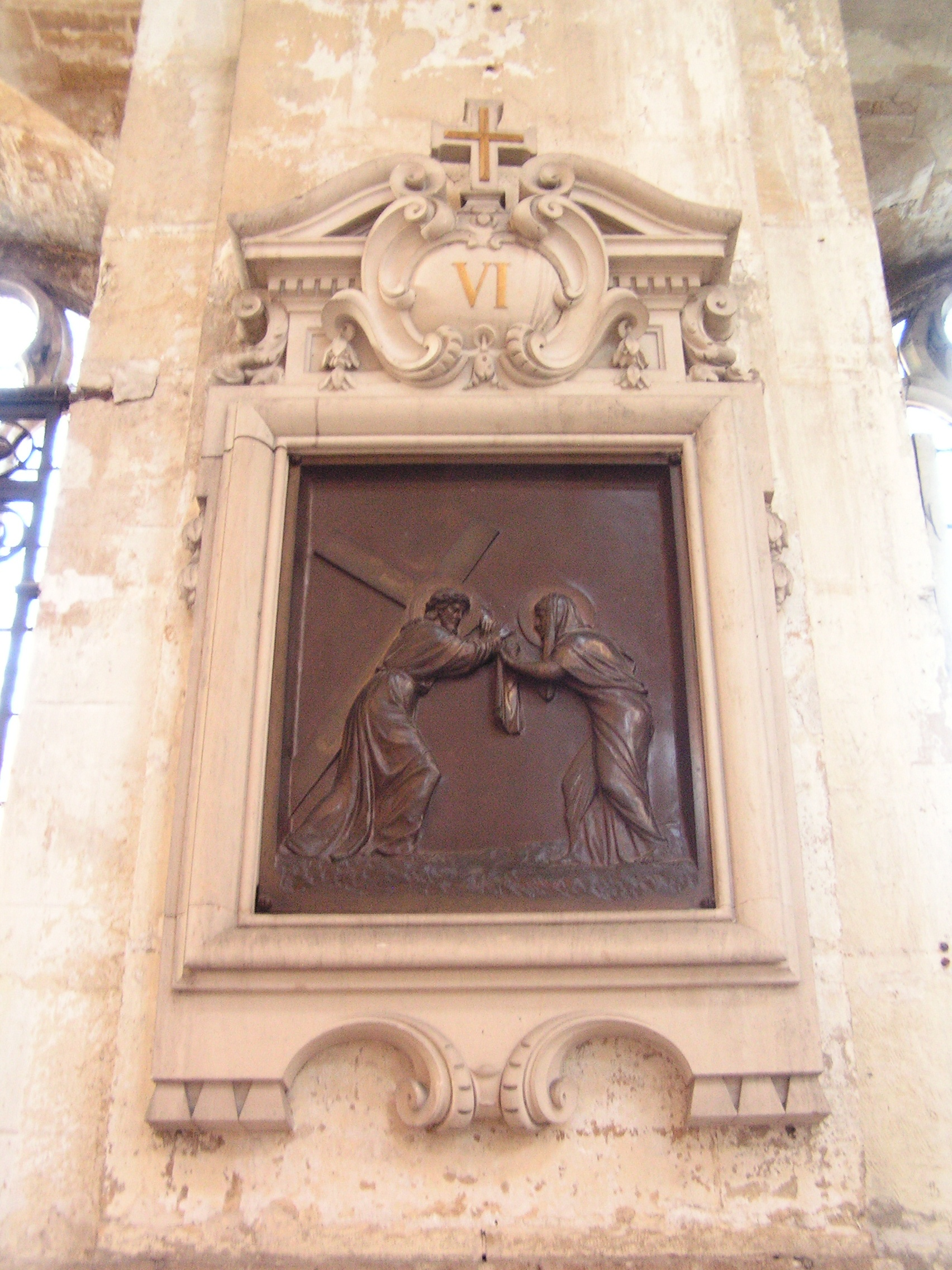
Chemin de Croix no 6.
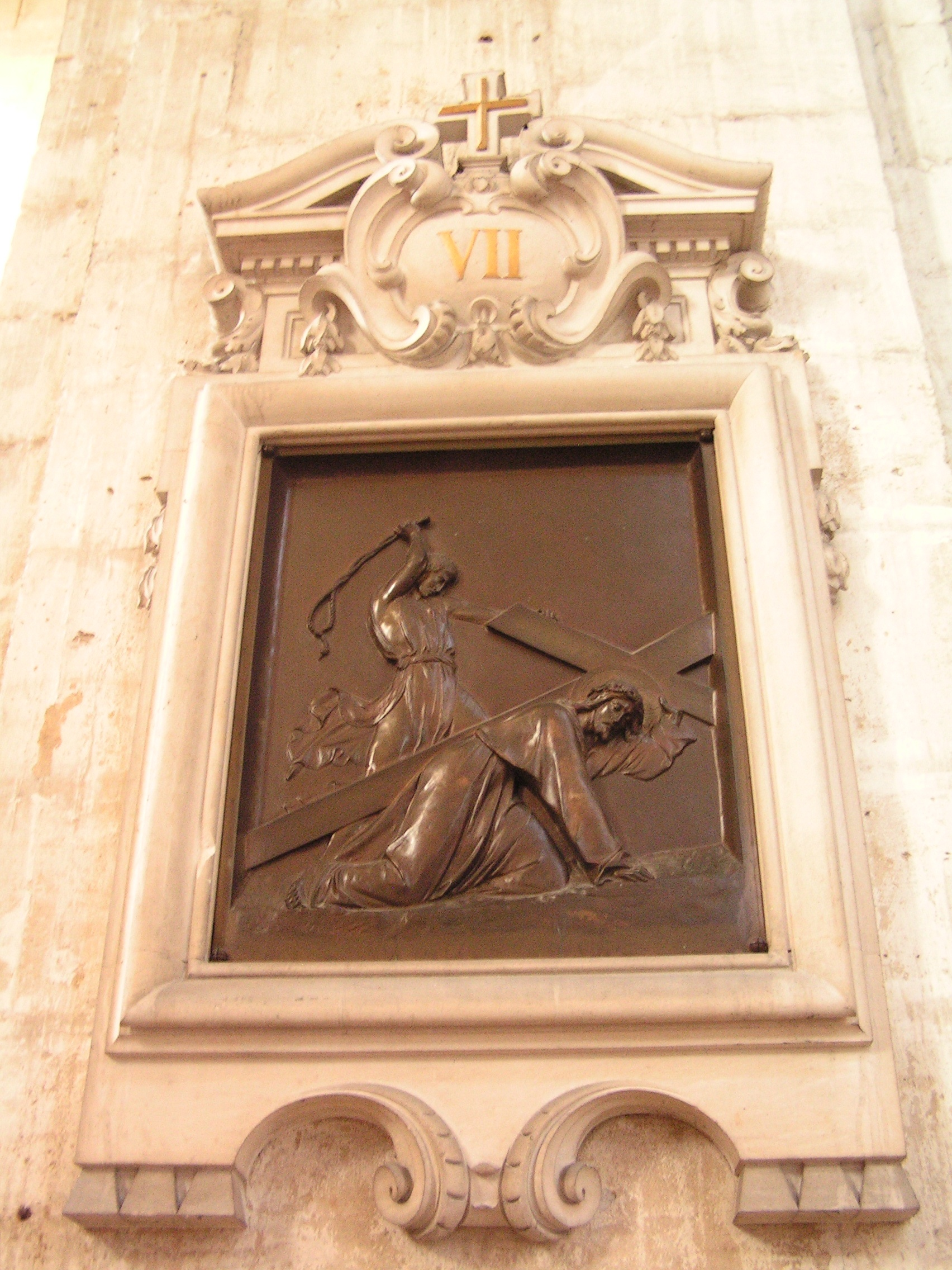
Chemin de Croix no 7.
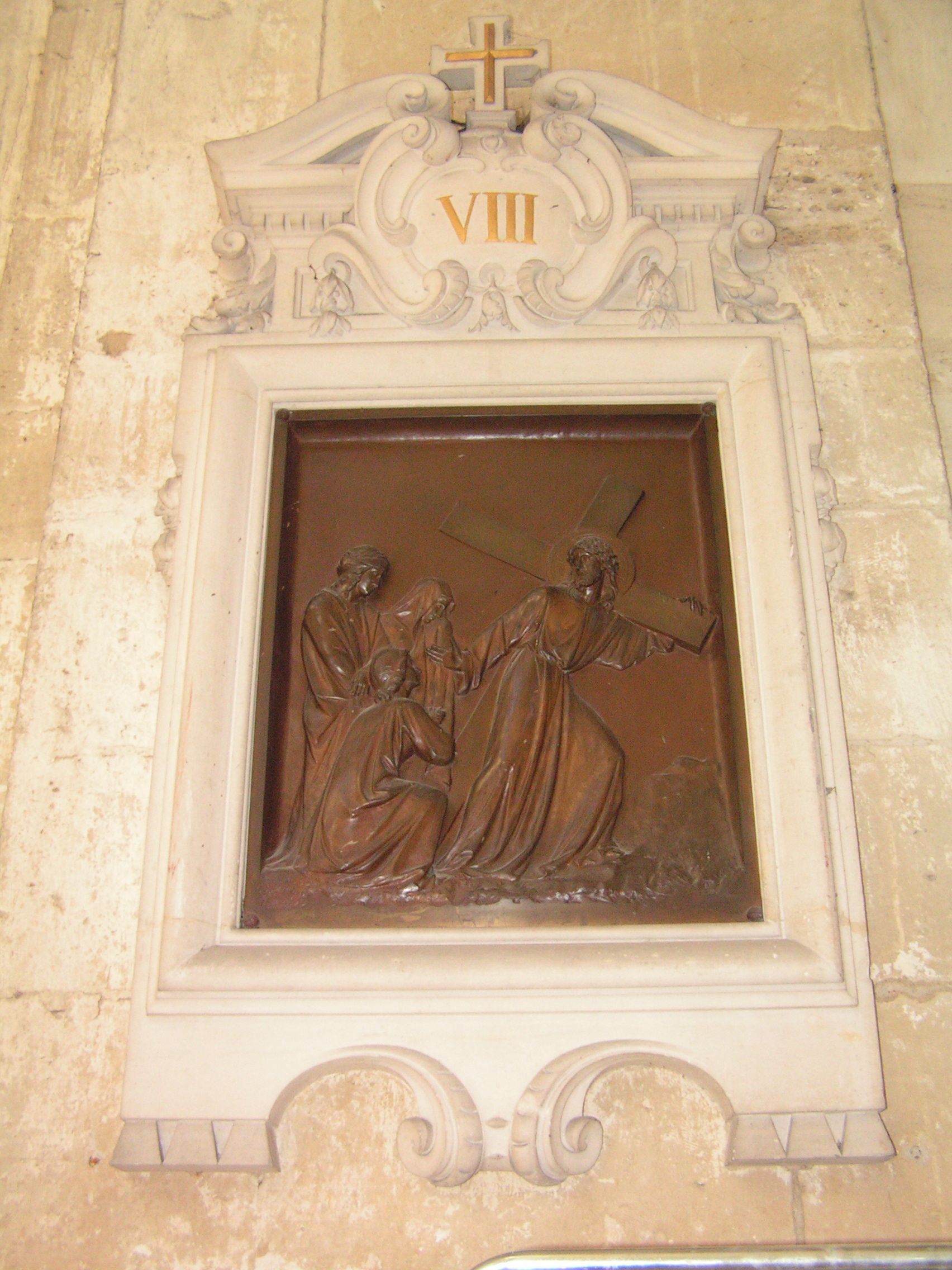
Chemin de Croix no 8.
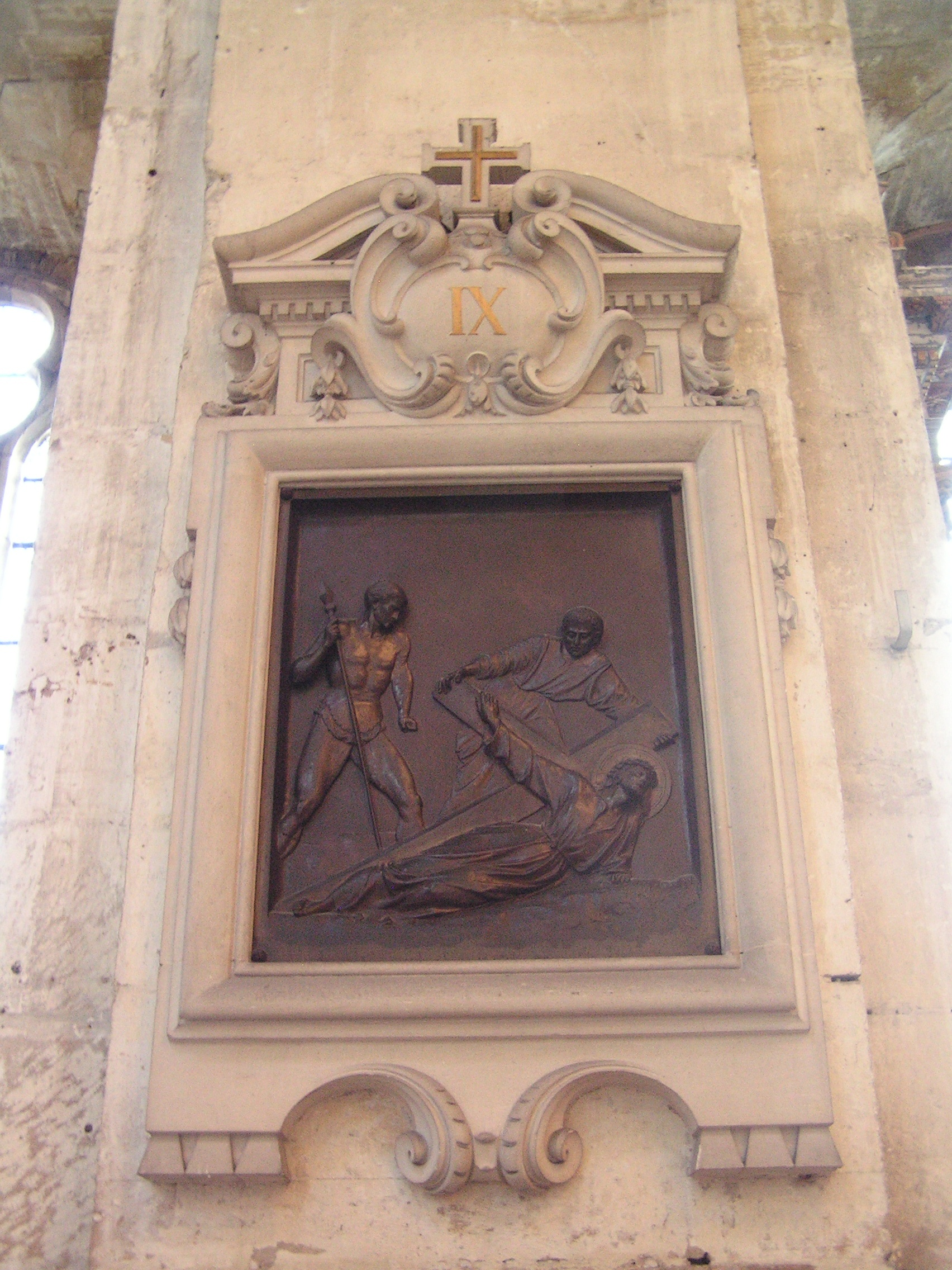
Chemin de Croix no 9.
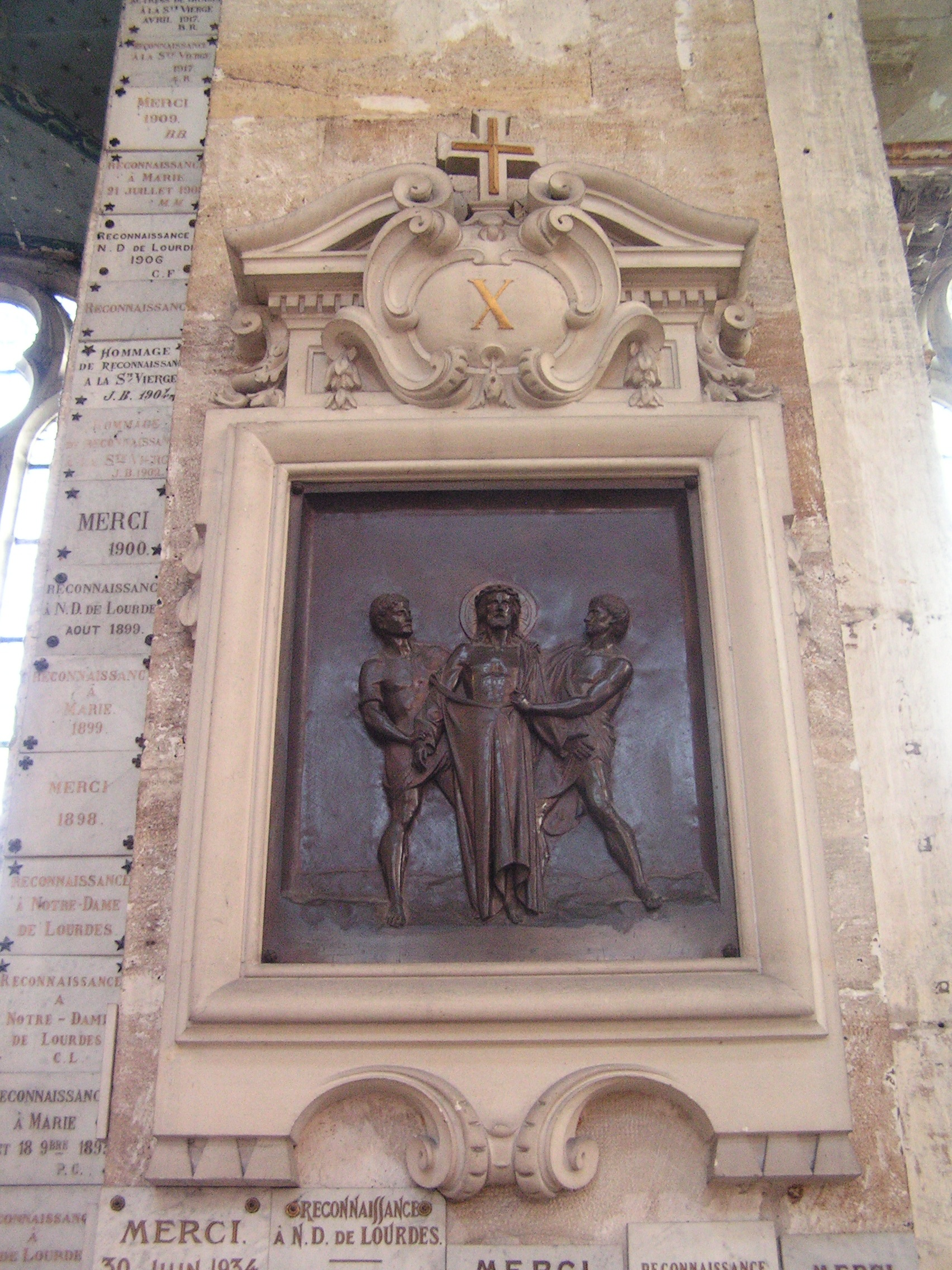
Chemin de Croix no 10.
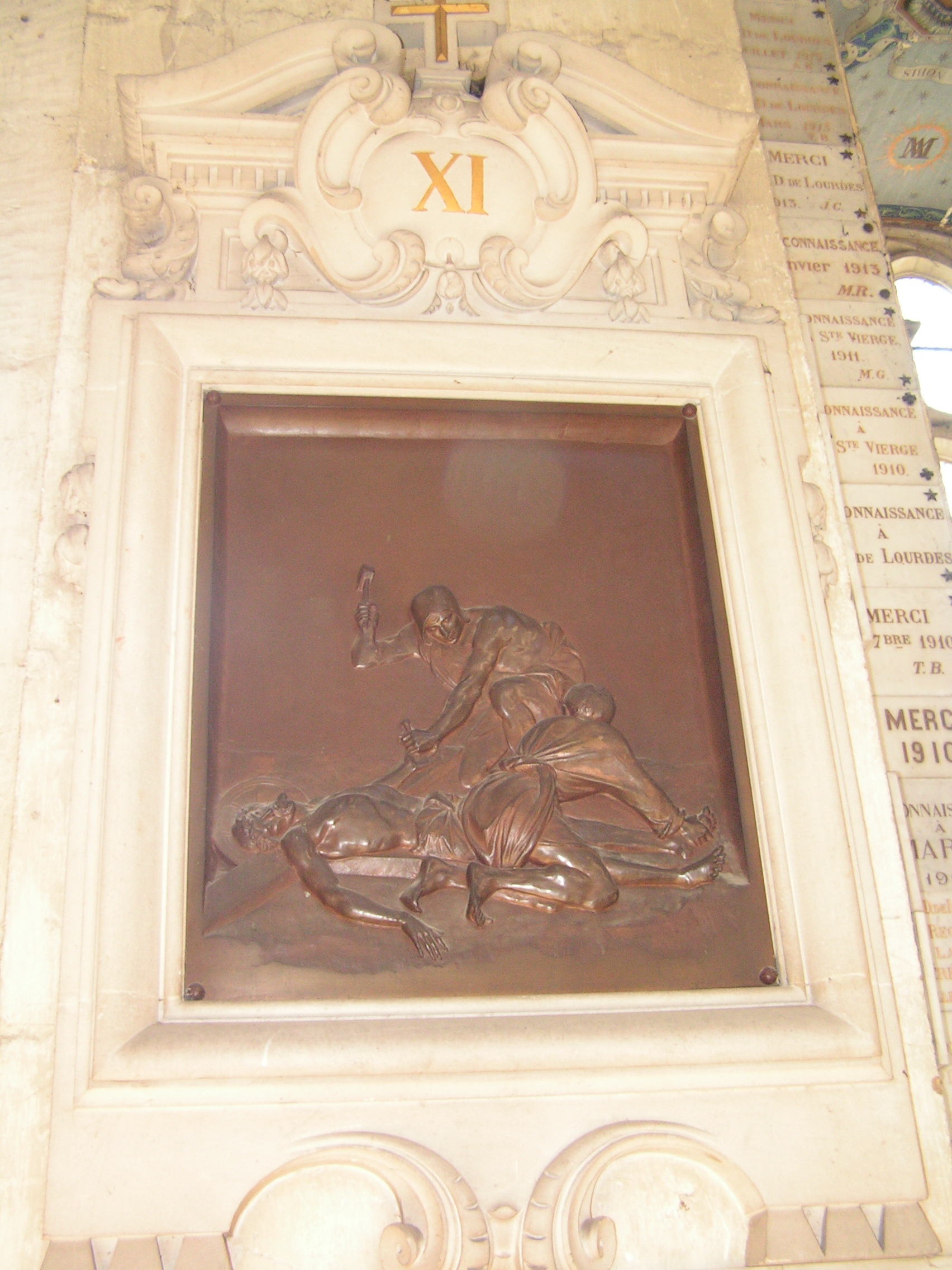
Chemin de Croix no 11.
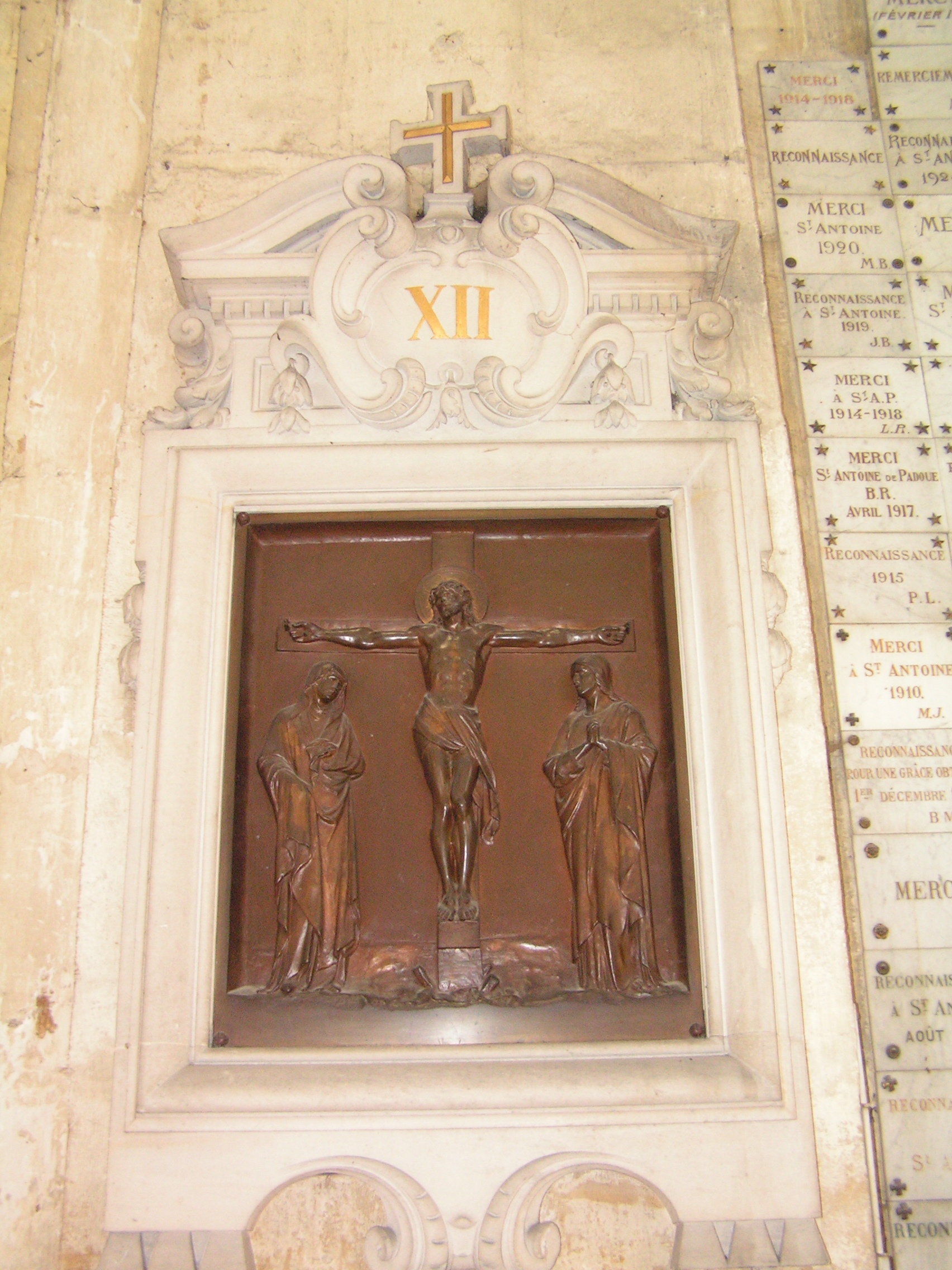
Chemin de Croix no 12.
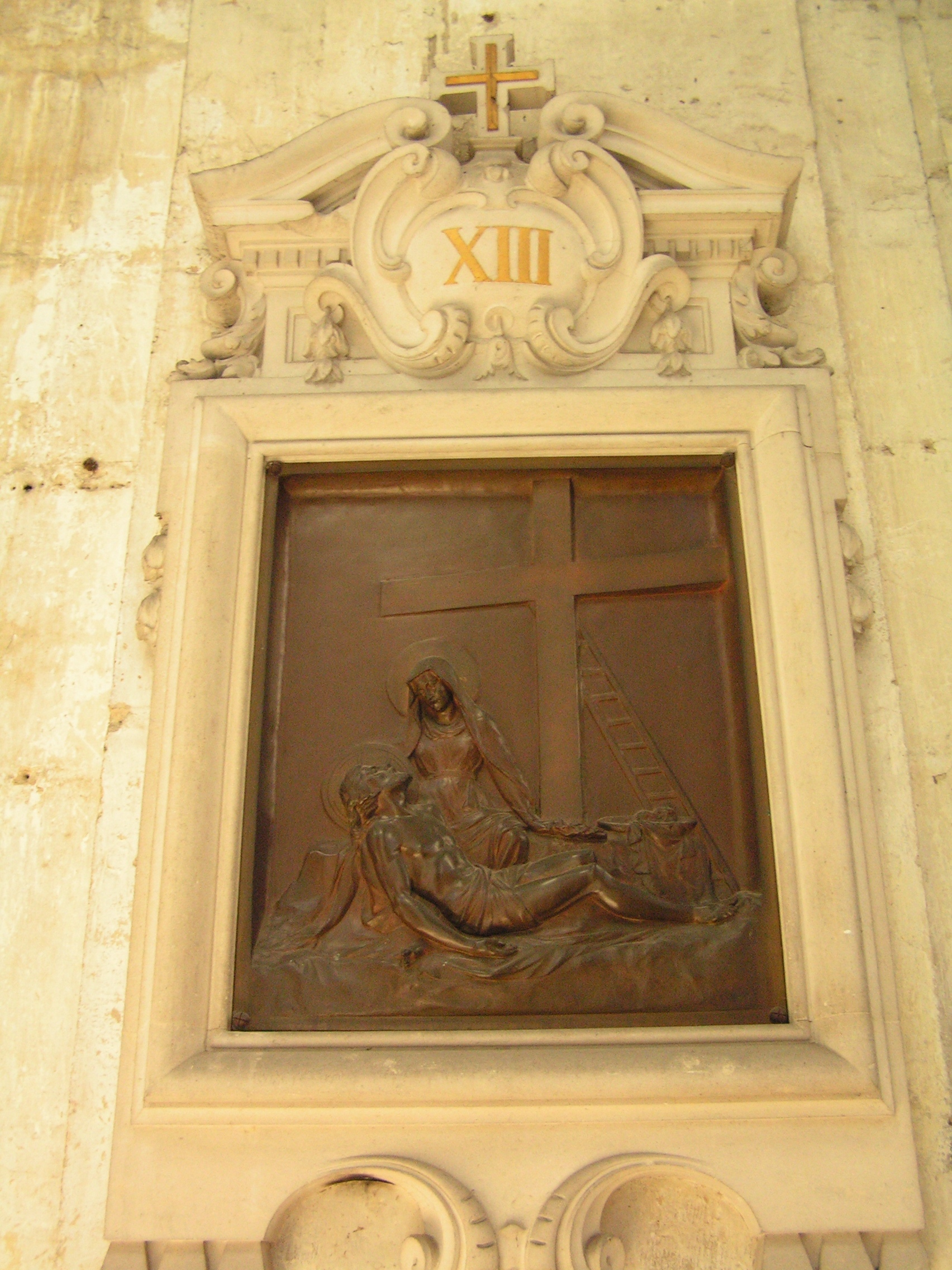
Chemin de Croix no 13.

### Tour sud

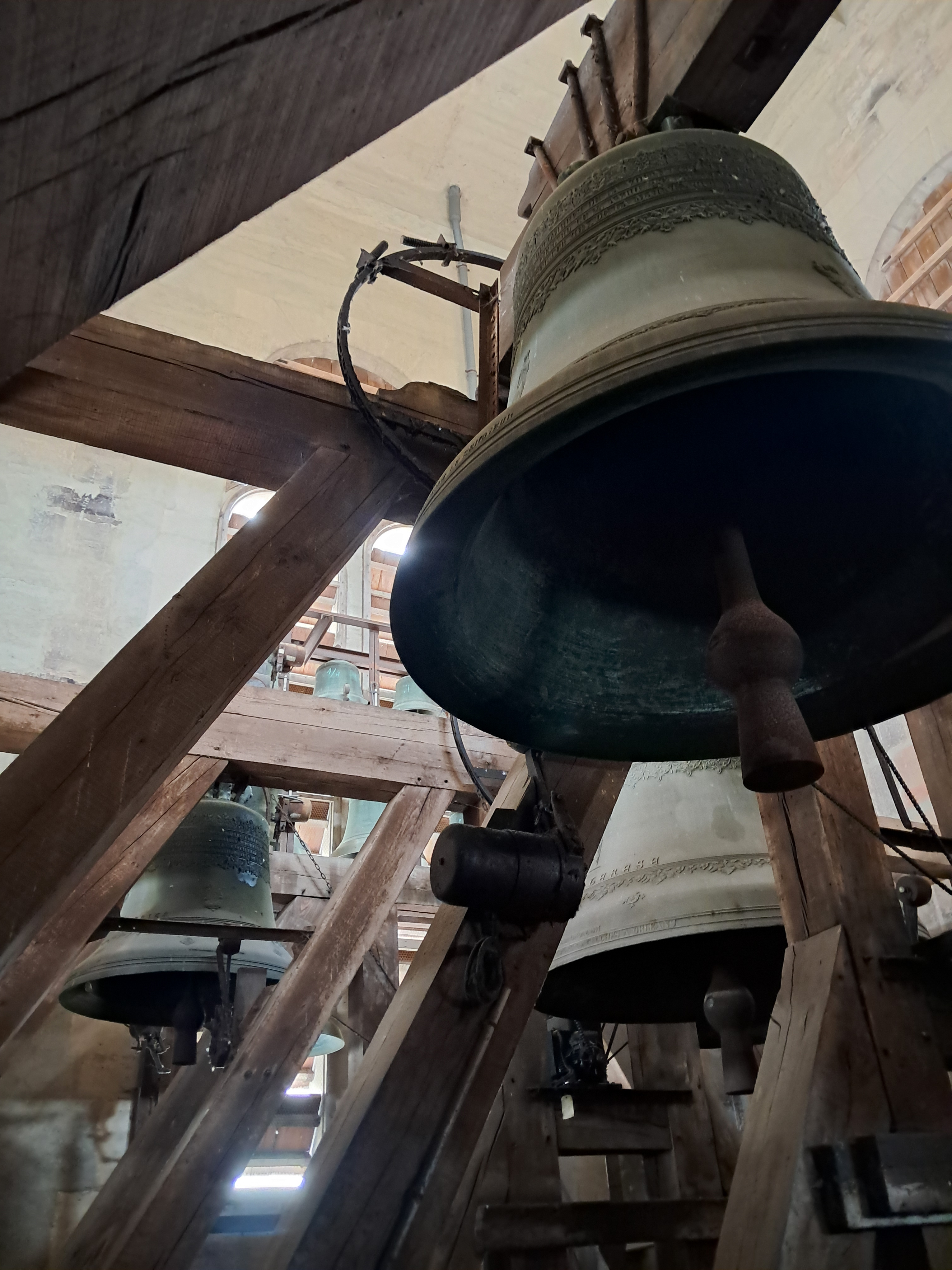
Clocher
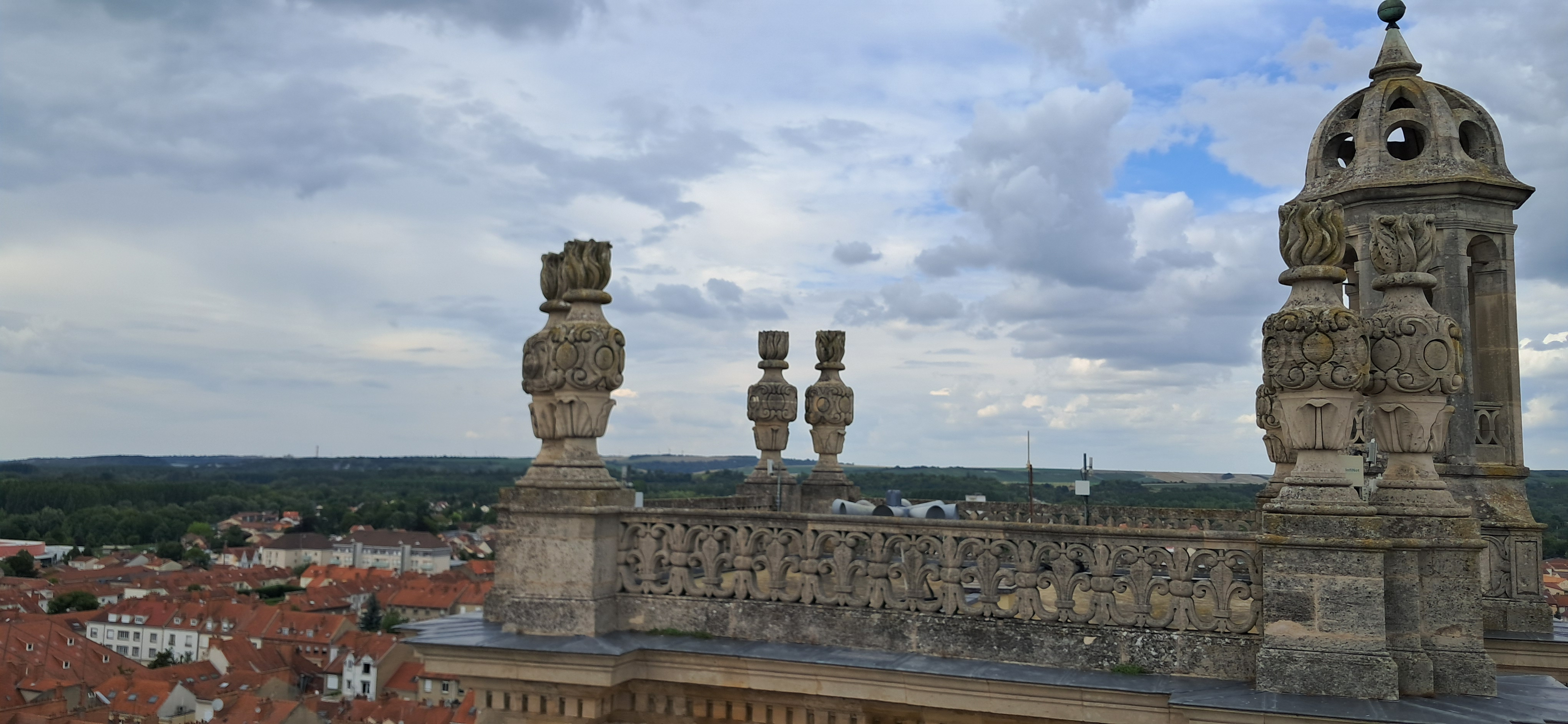
Vue de la tour nord depuis la tour sud
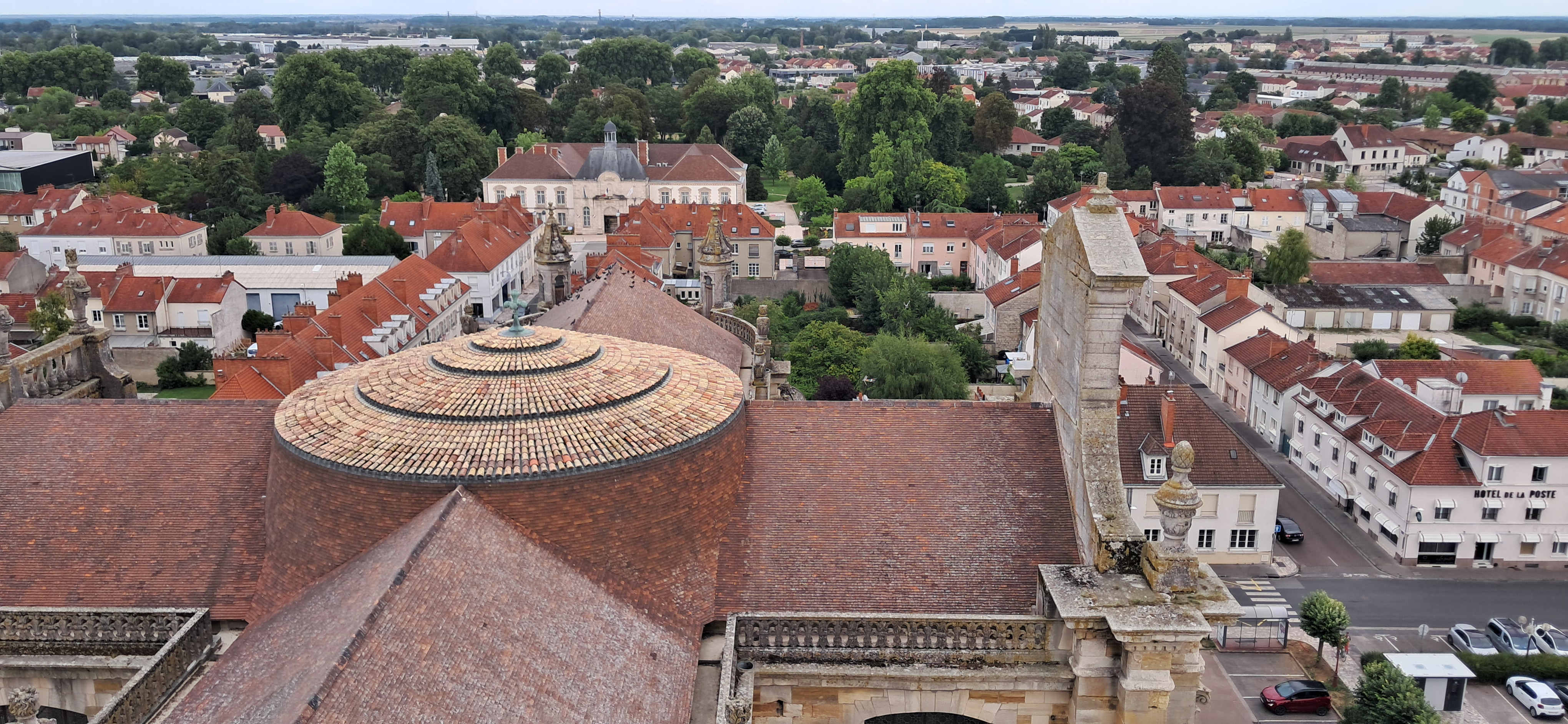
Le toit au-dessus du choeur
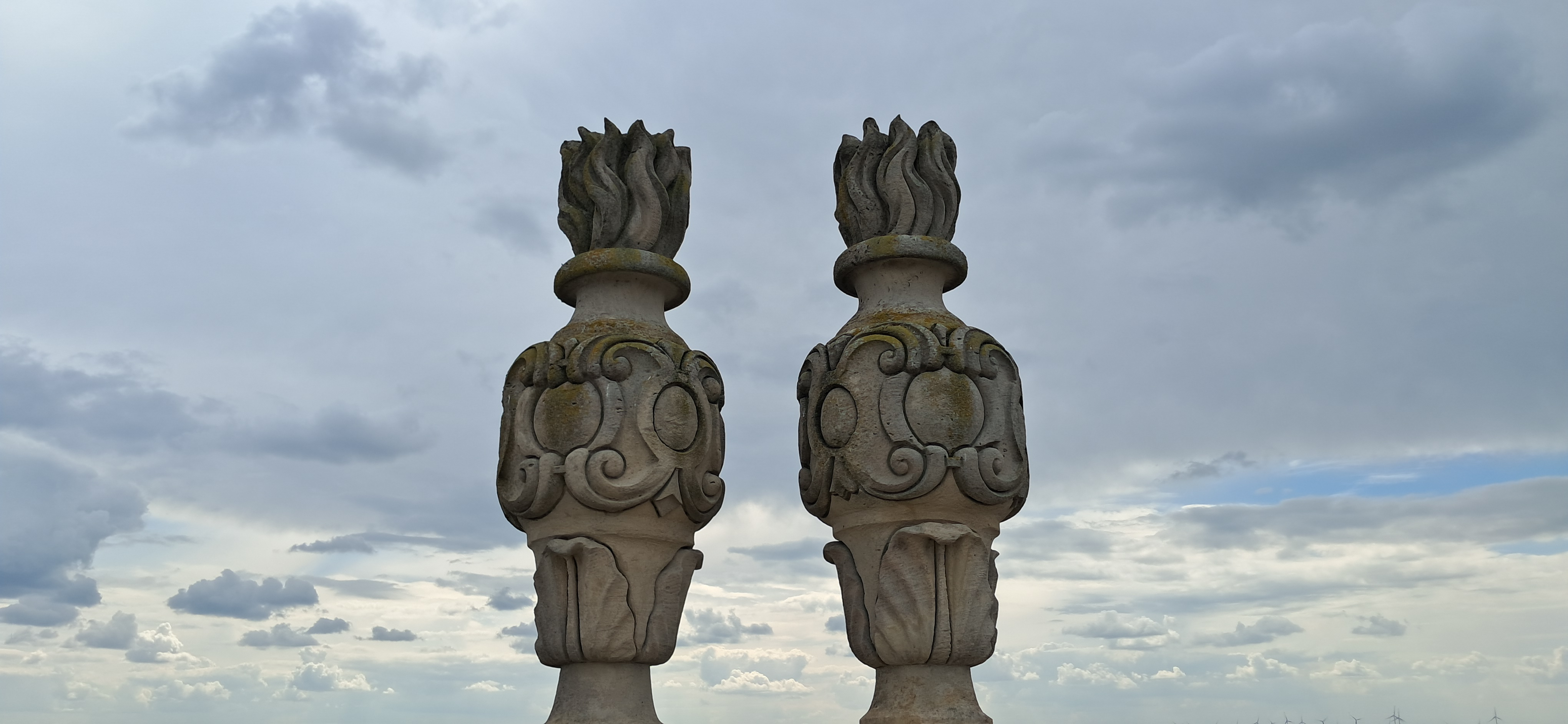
Sculptures décoratives au sommet de la tour